# Affreschi della Galleria Farnese
(Giovanni Pietro Bellori, Le vite de' pittori, scultori et architetti moderni - 1672)

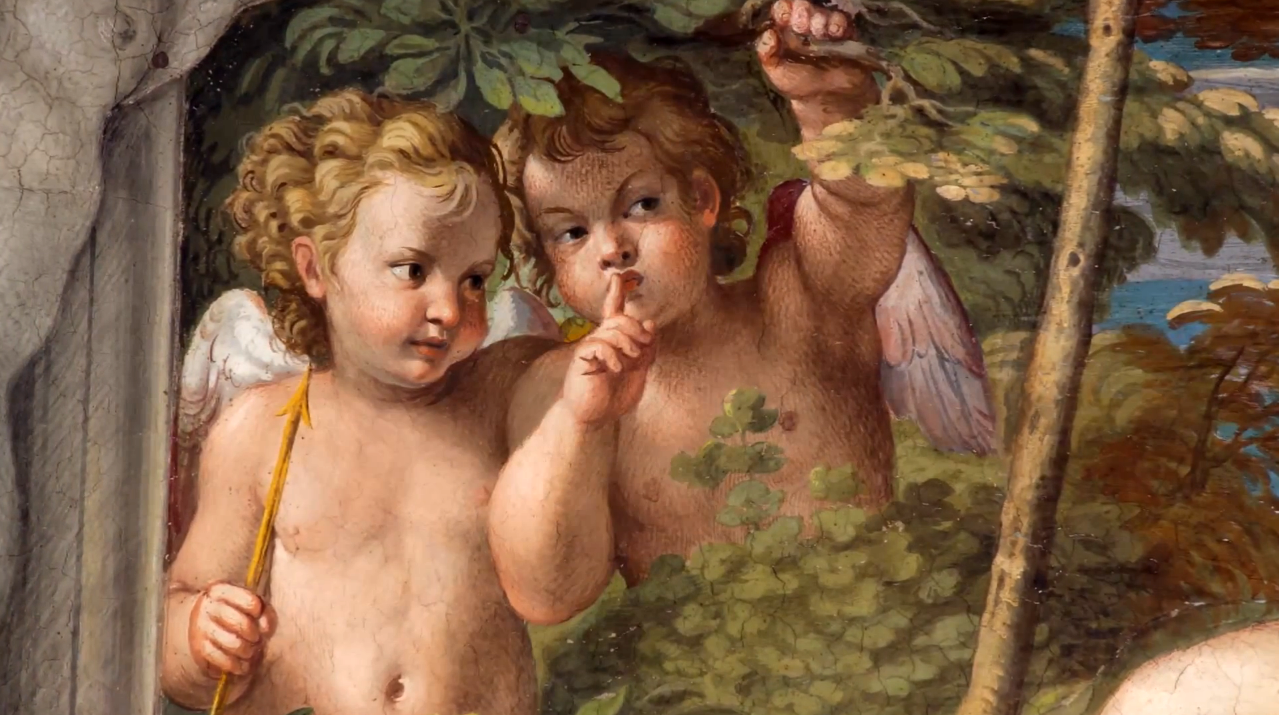
Dettaglio

Gli affreschi della Galleria Farnese, un ambiente di Palazzo Farnese a Roma, sono un'opera di Annibale Carracci portata a compimento, in più riprese, tra il 1597 e il 1606-1607. Alla realizzazione degli affreschi contribuirono anche Agostino Carracci, fratello di Annibale, e, successivamente, alcuni allievi dello stesso Annibale, tra i quali il Domenichino.

## La storia

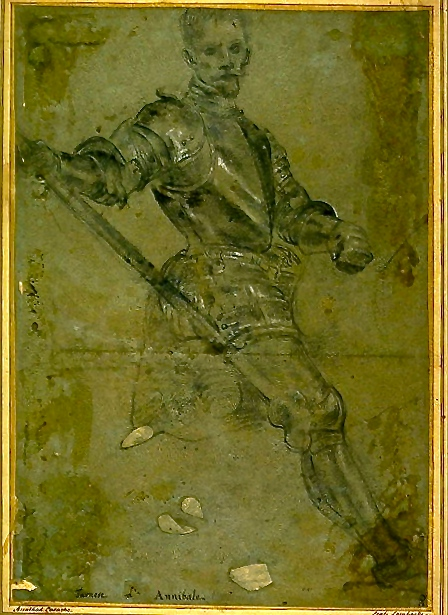
Annibale Carracci, Studio per un ritratto equestre di Alessandro Farnese, 1595 ca., Parigi, Louvre, Cabinet des Dessins

Annibale Carracci fu chiamato a Roma nel 1594 dal cardinale Odoardo Farnese per decorarne il celebre palazzo prospiciente il Tevere.
Forse questa prestigiosa commissione fu propiziata da Gabriele Bombasi, letterato reggiano e famigliare dei Farnese già alla corte di Parma, da Annibale conosciuto a Reggio Emilia dove il più giovane dei Carracci aveva realizzato diverse opere (nessuna più in loco). Non è escluso però che i contatti di Annibale con i Farnese siano precedenti all'incontro con il Bombasi. Negli anni Ottanta del Cinquecento, infatti, Annibale aveva realizzato, prima delle opere reggiane, vari dipinti a Parma, sede della corte di Ranuccio Farnese, duca di Parma e Piacenza e fratello di Odoardo. In particolare, la prima opera parmense del Carracci fu una grande pala d'altare raffigurante una Pietà con santi (1585), eseguita per la chiesa dei Cappuccini (ora nella Galleria della città). La congregazione si era insediata a Parma proprio per volere dei Farnese e potrebbe essere stata questa l'occasione dell'instaurarsi del rapporto tra il pittore bolognese e la grande casata romana che avrebbe poi condotto, anni dopo, alla chiamata di Annibale da parte di Odoardo.

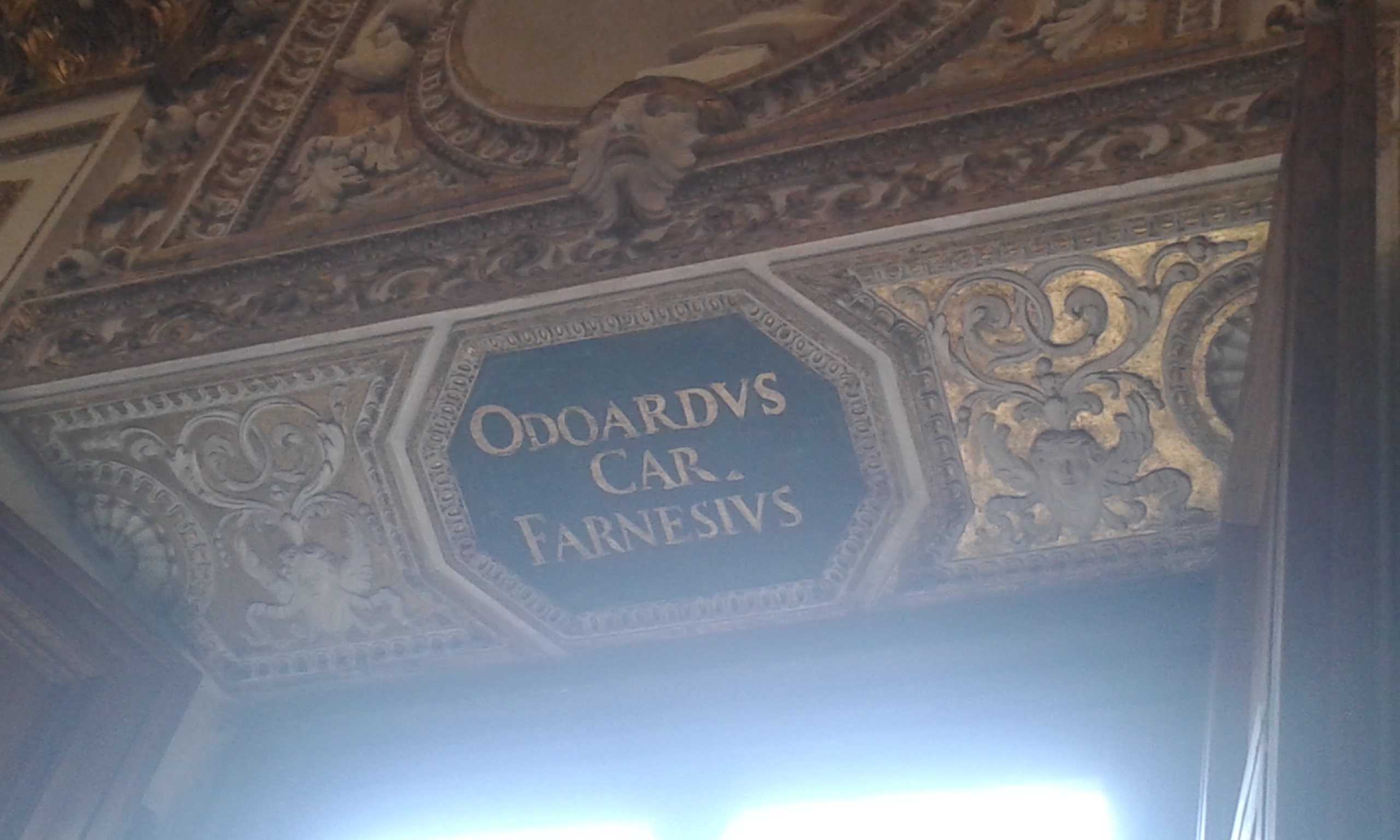
La dedica ad Odoardo Farnese nella strombatura di una delle finestre della Galleria

Dopo un primo breve soggiorno preliminare a Roma, nel 1594, Annibale prese definitivamente servizio presso il cardinal Farnese nel 1595. Nelle intenzioni iniziali del suo nuovo mecenate la decorazione del Palazzo avrebbe dovuto riguardare la Sala Grande, cioè un grande salone di rappresentanza della dimora, da affrescare con le gesta militari di Alessandro Farnese – padre di Odoardo e Ranuccio – capitano delle armate ispano-imperiali di Filippo II alla guida delle quali, tra il 1577 e 1579, aveva ottenuto importanti vittorie nelle Fiandre a spese delle fazioni orangiste.
Come pare evincersi da alcuni studi preliminari per i quali si è ipotizzata una connessione col ciclo immaginato per la Sala Grande – tra cui quello per un ritratto equestre del duca Alessandro – Annibale, forse, aveva iniziato a lavorare alla progettazione della decorazione del salone, ma questo progetto fu prima sospeso e poi, per ragioni ignote, definitivamente abbandonato.
Il primo ambiente di Palazzo Farnese che Annibale Carracci effettivamente decorò è lo studio privato di Odoardo Farnese, noto come Camerino Farnese, in cui realizzò ad affresco un ciclo con le Storie di Ercole e per il quale dipinse anche la tela con Ercole al Bivio.
Portato a termine questo primo impegno, ebbe finalmente avvio – secondo l'ipotesi più seguita nel 1597 – la decorazione della Galleria.

## L'ambiente

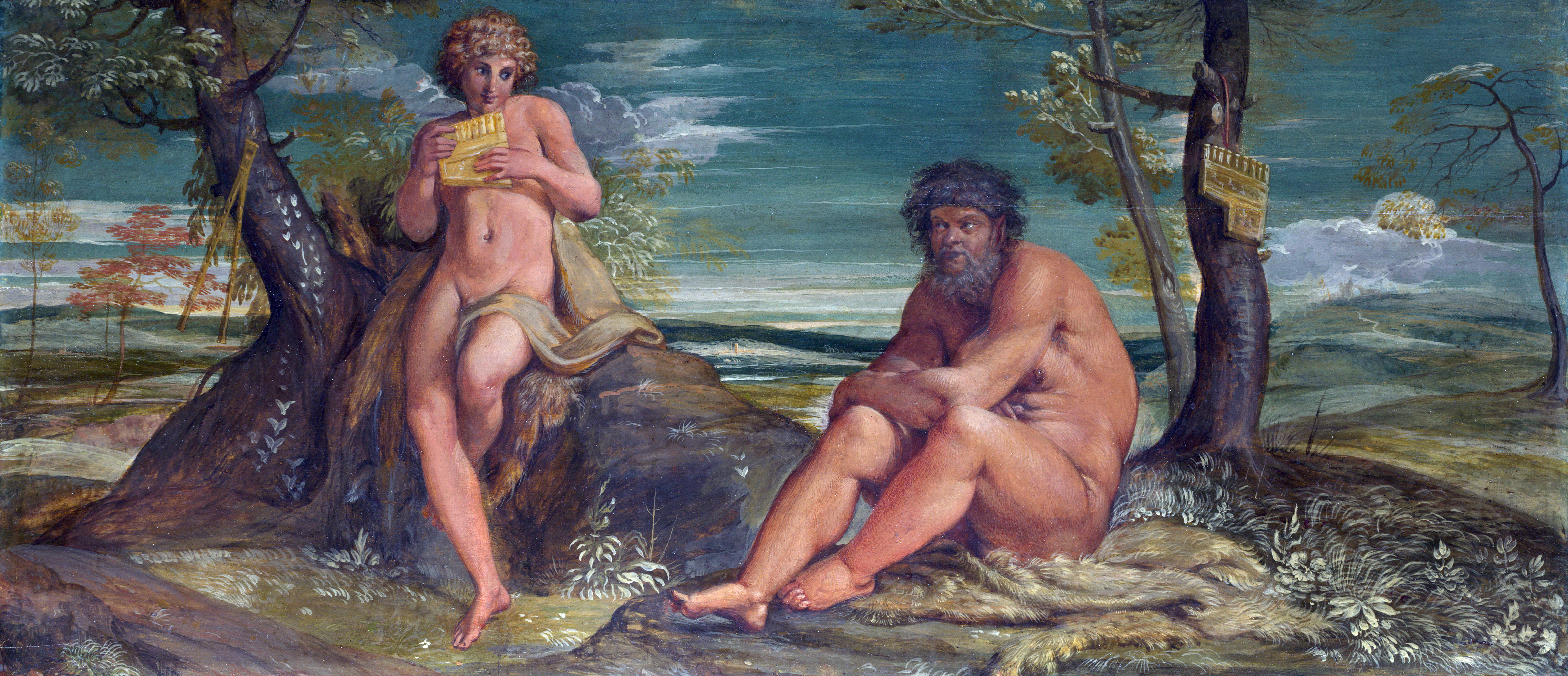
Annibale Carracci, Marsia e Olimpo, Pannello dipinto di uno strumento musicale, Londra, National Gallery

La Galleria Farnese è una loggia coperta situata sul lato del Palazzo che dà verso Via Giulia e il Tevere e fu realizzata da Giacomo Della Porta su progetto del Vignola. Si tratta di un ambiente piuttosto stretto (all'incirca sei metri) e lungo (poco più di venti metri). La sala prende luce solo da uno dei lati lunghi (quello che si affaccia su Via Giulia) in cui sono aperte tre finestre e culmina in una volta a botte sorretta da una serie di lesene.
Su entrambi i lati lunghi sono aperte delle nicchie in cui erano situate alcune delle celebri statue antiche di proprietà dei Farnese (in gran parte ora nel Museo archeologico nazionale di Napoli).
Non è chiaro quale fosse la funzione di questa stanza, ma è probabile che essa fosse una sala da musica. Alcuni inventari farnesiani attestano, infatti, che vi erano collocati degli strumenti musicali. Lo stesso Annibale Carracci, inoltre, attese alla decorazione di alcuni gravicembali – i cui pannelli dipinti si trovano oggi a Londra (National Gallery) – che in effetti mostrano assonanza tematica con gli affreschi della Galleria e che forse furono realizzati proprio per essere messi qui.

## La volta

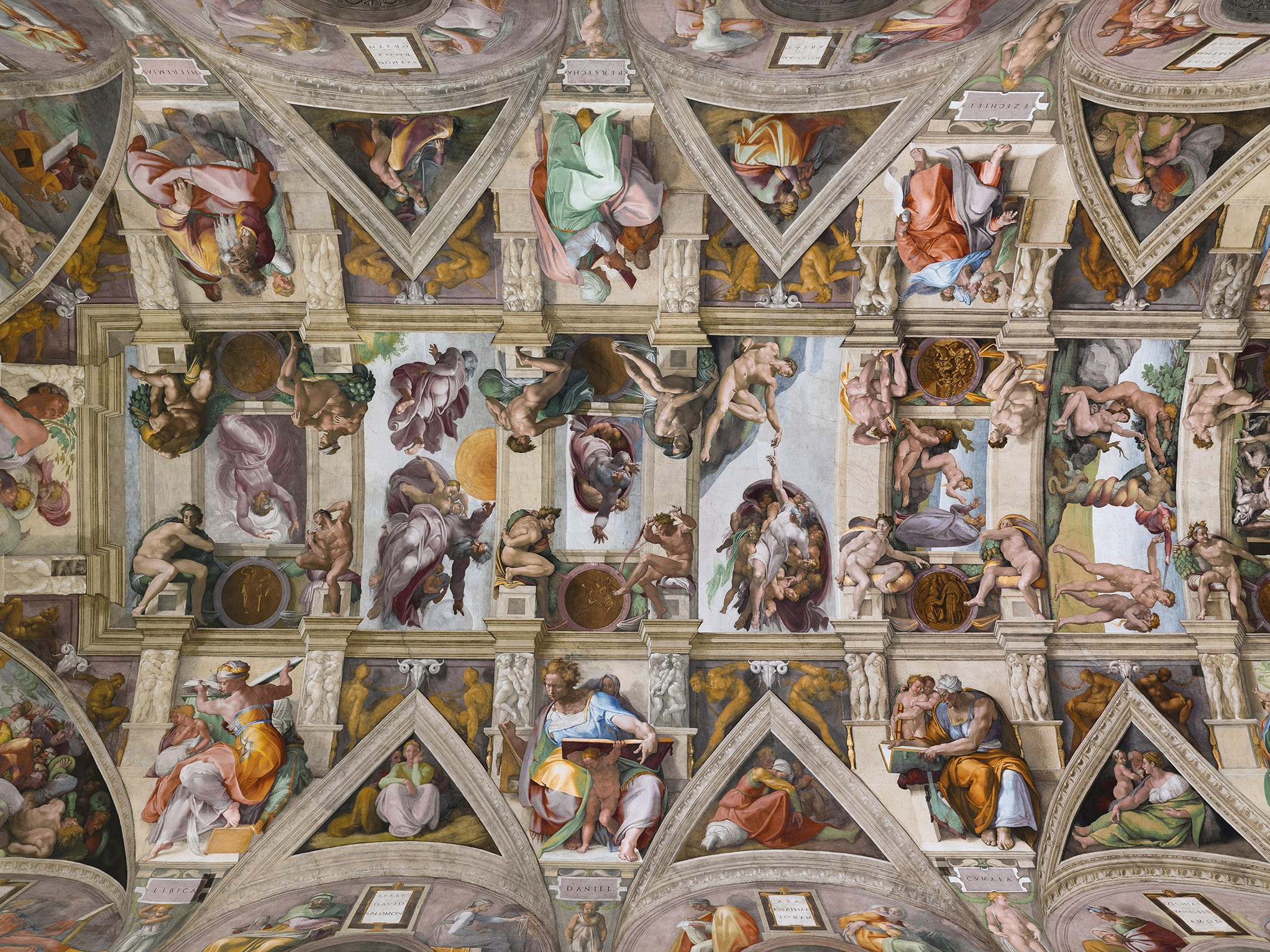
Michelangelo, volta della Cappella Sistina (dettaglio), 1508-1512, Città del Vaticano

Nel 1597 Annibale iniziò, con l'assistenza di suo fratello Agostino Carracci, la decorazione della volta, che è la prima sezione della Galleria Farnese ad essere stata affrescata.
Come si evince da alcuni studi preparatori, Annibale, in un primo momento pensò di fare ricorso, per la compartimentazione della superficie da affrescare, ad uno schema a fregio – modalità decorativa tipicamente bolognese – che gli era particolarmente familiare, essendo quella con la quale, insieme ad Agostino e al cugino Ludovico, si era già cimentato nella decorazione di varie dimore della sua città natale.
Tuttavia, la forma a botte della volta della Galleria e la necessità di decorarne anche la parte centrale rendevano insufficiente lo schema del fregio alla bolognese che presuppone pareti piatte all'interno di una stanza quadrangolare.
Annibale comprese che era necessario considerare anche altri schemi decorativi. Il risultato finale fu un’originale combinazione di tre sistemi diversi: quello del fregio, quello architettonico e quello a quadri riportati, cioè racchiudendo le scene affrescate in illusionistiche cornici come se fossero delle tele appoggiate al muro. 

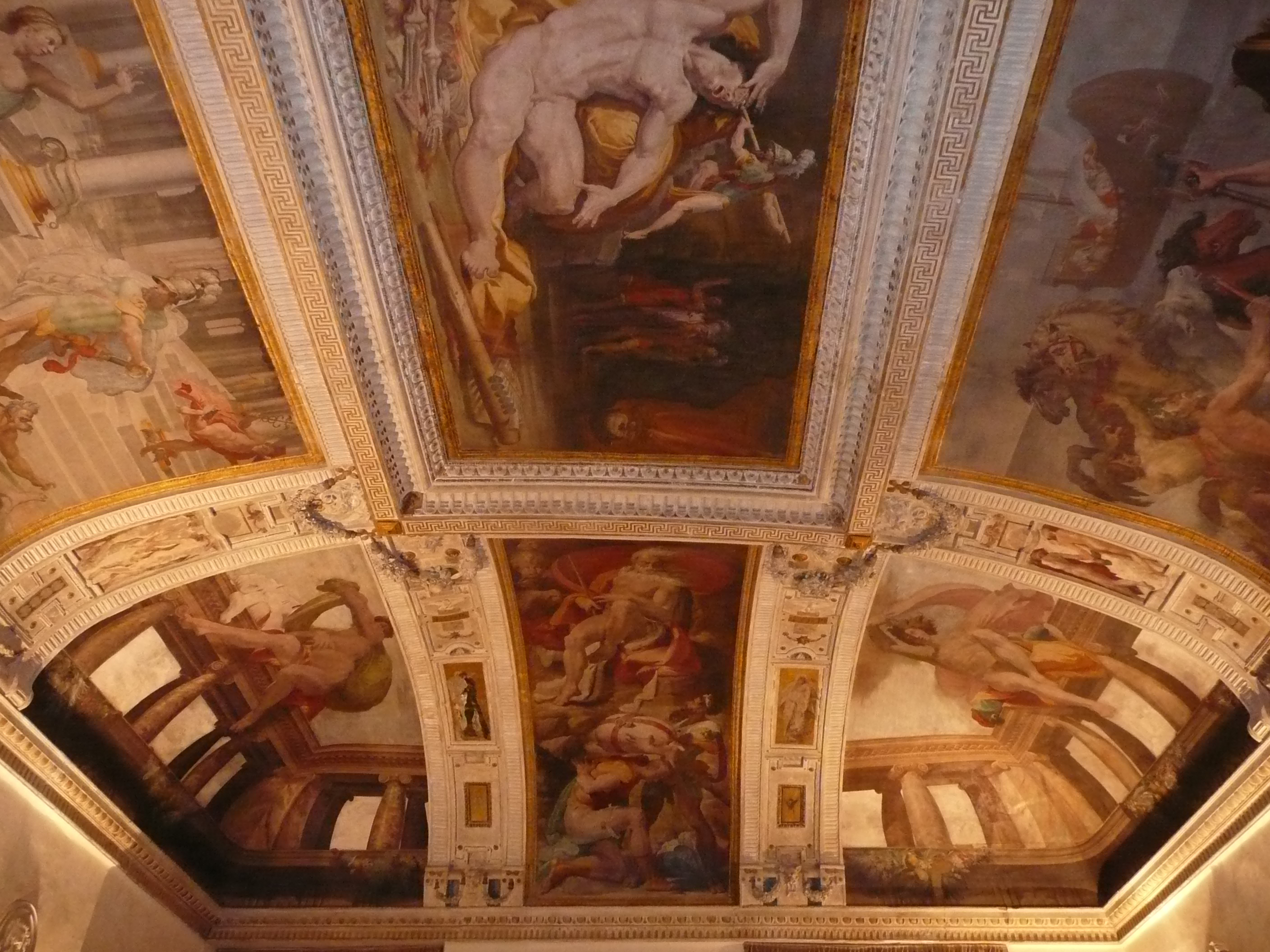
Pellegrino Tibaldi, Storie di Ulisse, 1550 ca., Bologna, Palazzo Poggi

Per far questo Annibale guardò (e fuse tra loro) vari esempi di decorazione di soffitti, primo tra tutti quello michelangiolesco della volta della Cappella Sistina. Da questo celeberrimo precedente il Carracci mutuò innanzitutto la suddivisione dello spazio con una finta architettura.
Sul cornicione reale della Galleria, infatti, il Carracci collocò una serie di erme-telamoni (prolungamenti ideali delle vere paraste della stanza) che a loro volta reggono un architrave illusionistico: elementi derivanti dalle architetture dipinte che ripartiscono la volta Sistina. 

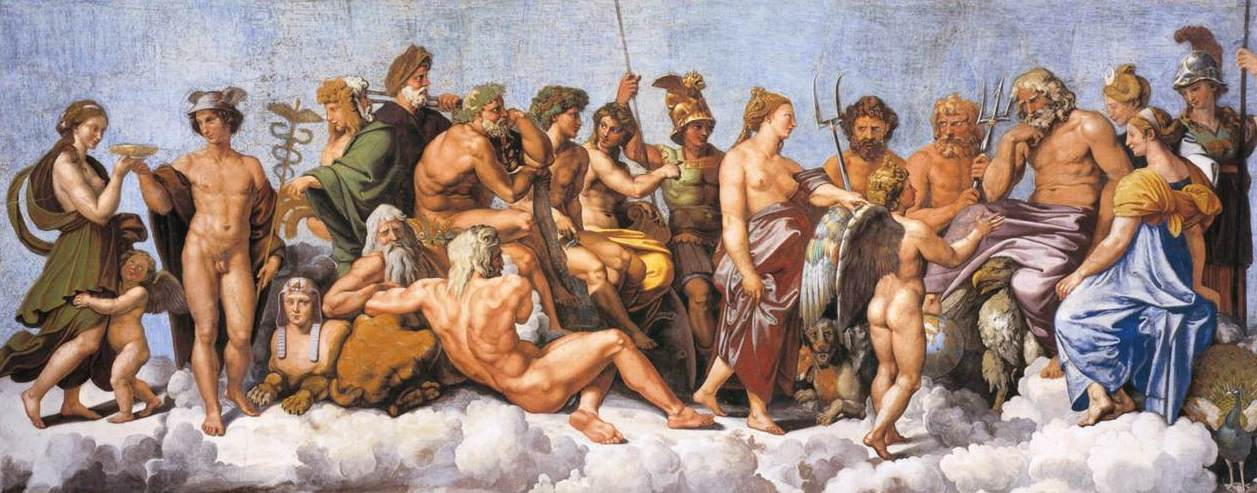
Raffaello e aiuti, Concilio degli Dèi, 1518-1519, Roma, Villa Farnesina

La trabeazione illusionistica e il vero cornicione dell’ambiente separano in spazi distinti le parti laterali della volta, dalla forma più accentuatamente concava, dalla parte centrale, la cui superficie è quasi piatta.
Sulle parti laterali così isolate, Annibale innestò una decorazione a fregio, che si avvicina a quella delle Storie della fondazione di Roma di Palazzo Magnani – la più importante delle imprese decorative dei Carracci a Bologna – e che tuttavia arricchì con una serie di elementi decorativi (oltre alle già menzionate erme) ripresi, in parte, nuovamente dalla volta Sistina, quali i vigorosi giovani nudi, che, seduti sul cornicione, reggono una ghirlanda floreale usata a mo’ di festone, e i finti bronzi ossidati che ospitano dei rilievi illusionistici.
Nella parte centrale del soffitto collocò due quadri riportati, mentre per la raffigurazione principale dell’intera volta (il Trionfo di Bacco e Arianna) Annibale usò un effetto di sfondato che apre l’ambiente verso l’esterno. Anche sui fregi, sia sui lati lunghi che su quelli brevi, sono presenti dei quadri riportati.
Per questi ulteriori aspetti – cioè l’utilizzo dei quadri riportati e l’inserimento di una grande scena al centro del soffitto – l’esempio seguito da Annibale fu la decorazione del bolognese Palazzo Poggi (Storie di Ulisse), realizzata da Pellegrino Tibaldi alla metà del XVI secolo.
Anche lo sfondamento ai quattro angoli della volta, dove Eros e Anteros lottano en plein air, è un’idea che deriva dal precedente del Tibaldi. 

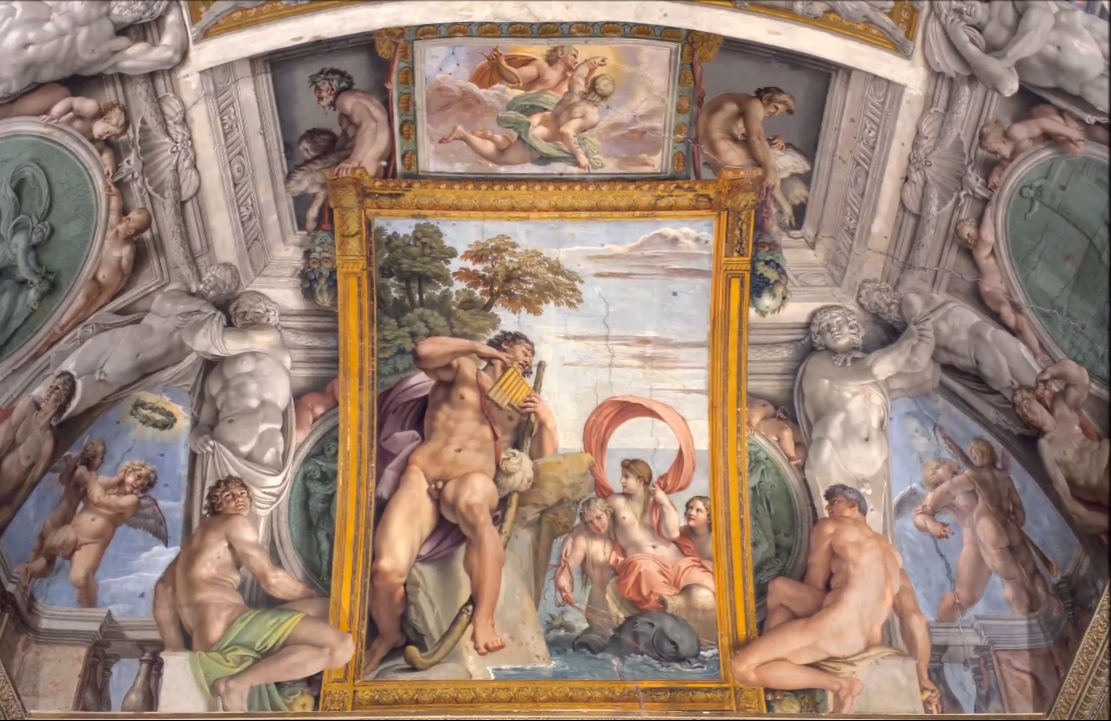
Uno dei lati brevi della volta. Vi si coglie in pieno la complessa costruzione illusionistica e la varietà di invenzioni pittoriche degli affreschi della Galleria

L’uso del quadro riportato ha una funzione fondamentale nel sistema decorativo della volta. In tal modo Annibale ha creato un'immaginaria quadreria che entra in relazione con le antiche statue che occupavano la stessa sala, conferendo così alla Galleria Farnese un aspetto museale, evocativo della ricchezza e della raffinatezza dei Farnese.
Oltre a Michelangelo e al Tibaldi, un ulteriore importante riferimento seguito da Annibale è costituito dagli affreschi di Raffaello (e della sua équipe) con le storie di Amore e Psiche (Loggia di Psiche), collocati nella Villa Farnesina. Ciclo cui, data la vicinanza tematica con l'impresa cui si accingeva, Annibale guardò anche per trarvi soluzioni iconografiche e compositive.
Molte sono poi le riprese dal Correggio e dalla pittura veneta e tra gli ulteriori esempi di Annibale potrebbe annoverarsi anche l'impresa di Giulio Romano a Palazzo Te, benché si ignori se il più celebre dei Carracci abbia mai visitato Mantova.
Abbondano, infine, nella Galleria, le citazioni di statue antiche (in specie, ma non solo, quelle un tempo appartenute ai Farnese).

### Il tema della volta

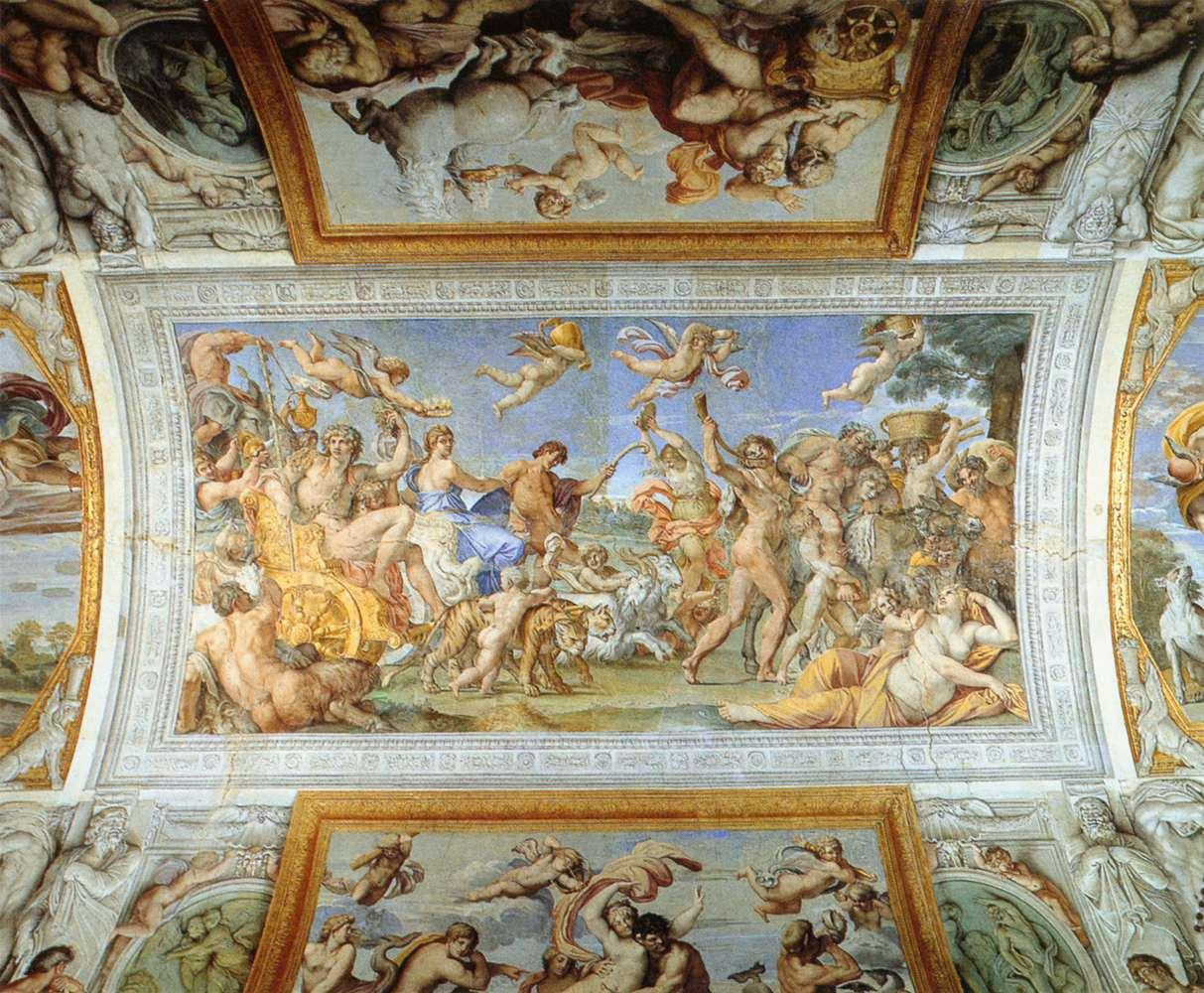
Dettaglio della volta della Galleria Farnese

Il tema della decorazione della volta della Galleria Farnese è gli Amori degli dèi e le singole scene raffigurate si basano in buona parte sulle Metamorfosi di Ovidio.
Il significato del ciclo è molto disputato e ne sono state proposte interpretazioni differenti.
Per molto tempo ad imporsi è stata la visione del Bellori che, ne Le vite de' pittori, scultori et architetti moderni (1672), ha fornito una lettura moralizzante degli affreschi della volta della Galleria Farnese. Per il Bellori, infatti, nelle favole dipinte da Annibale Carracci sarebbe raffigurata la lotta tra il vulgare e il celeste amore, cioè tra l'amore carnale e quello spirituale, con ovvia (per le convenzioni del tempo in cui Bellori scrive) vittoria del secondo.
Nella lettura belloriana delle scene della volta la chiave che disvela il contenuto allegorico e morale del ciclo va individuata nelle quattro raffigurazioni (agli angoli) della lotta tra Eros e Anteros, figure che lo storico romano, interpreta (non senza qualche ambiguità in alcuni passaggi) come allegorie dell'amor profano (quindi lascivo e dannoso) e dell'amor sacro: l'ineluttabile vittoria di quest'ultimo è rappresentata nella scena in cui, secondo il Bellori, Anteros è cinto della corona della vittoria. 

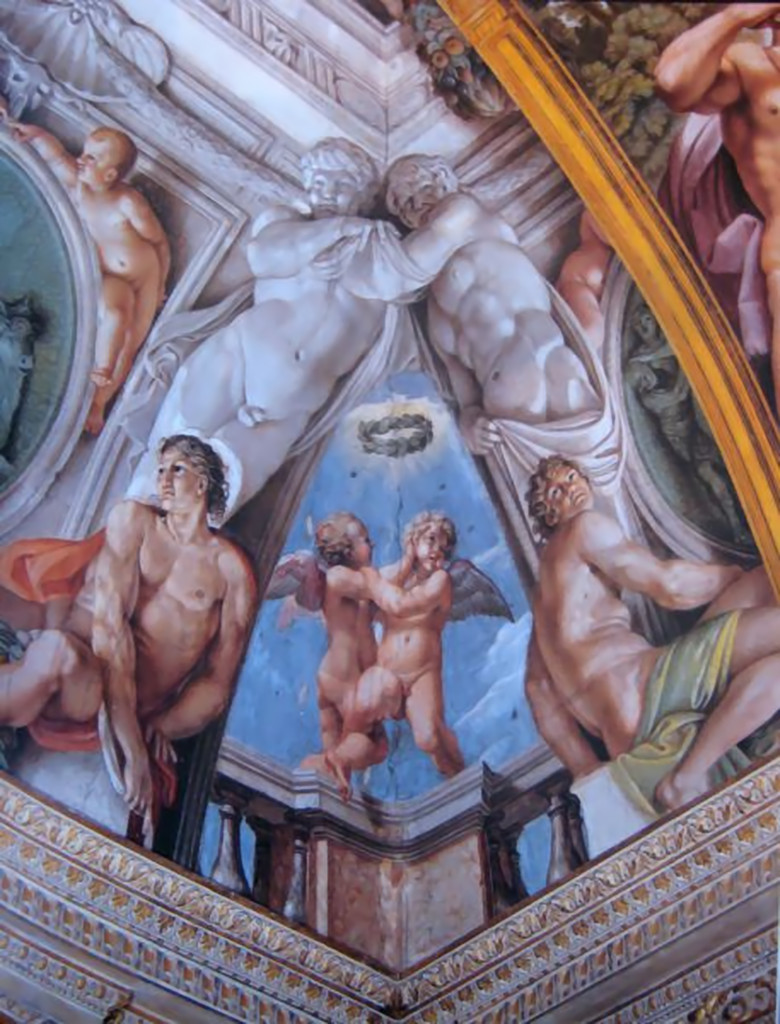
Eros e Anteros sotto la corona d'alloro, dettaglio della volta

Così facendo il Bellori si uniformò ad una tradizione di pensiero – sorta durante il Rinascimento – che deformò in senso edificante la figura di Anterote: nel mito classico, infatti, Anteros non è affatto il contraltare morale di Eros ma, rappresentando l'amore corrisposto, ne è piuttosto un completamento.
Questa nuova corrente di pensiero, pur molto seguita, tuttavia non obliterò completamente l'interpretazione di Anteros aderente al suo significato classico, privo di connotazioni moraleggianti: le due concezioni di Anterote coesistettero.
Non si può affatto escludere, quindi, che i due amorini che si affrontano negli spicchi del soffitto della Galleria siano, non già l'amor profano e l'amor sacro della lettura belloriana, ma Eros e Anteros nell'accezione classica – e non moralizzata – dei due. Ed è proprio quanto hanno sostenuto alcuni moderni storici dell'arte.
Superata in tal modo (ma non da tutti gli studiosi del ciclo farnesiano) la lettura moralizzante del Bellori, è stata proposta un'interpretazione assai più "semplice" delle scene della volta: esse, per l'appunto, non celerebbero nessun particolare significato morale, ma sarebbero essenzialmente una celebrazione dell'amore. Amore del quale, pur non occultandone le angustie, le insidie e i furori, è evidenziato soprattutto l'aspetto edonistico ed erotico.
La questione interpretativa è resa ancor più complessa da un ulteriore elemento di dubbio. Alcuni critici moderni, infatti, hanno ipotizzato che la volta della Galleria Farnese sia stata dipinta per celebrare, con funzione epitalamica, le nozze tra Ranuccio Farnese, fratello del cardinale Odoardo, e Margherita Aldobrandini, nipote del papa Clemente VIII, celebrate il 7 maggio del 1600.
La tesi (di cui non vi è traccia né nel Bellori né nelle altre fonti antiche sul ciclo farnesiano) è fortemente discussa, essendo, per alcuni autori, insostenibile sul piano cronologico (le nozze Farnese-Aldobrandini sarebbero state decise infatti quando la decorazione della volta era già stata avviata, quindi, secondo chi ne nega la natura epitalamica, quando ne era già stato formulato il programma iconografico). Altri ancora hanno evidenziato che in tutto il complesso della Galleria non compare mai – quanto meno esplicitamente – lo stemma Aldobrandini. Circostanza anche questa ritenuta incompatibile con la supposta funzione di celebrazione nuziale.
Da ultimo è stata proposta una lettura del ciclo della volta che recupera in parte l'impianto belloriano (depurandolo comunque degli aspetti moralistici che lo caratterizzano) e lo coniuga con la (ribadita) funzione epitalamica per le nozze tra Ranuccio e Margherita.
Per quest'ultima interpretazione, il ciclo farnesiano raffigura l'antagonismo ed infine la concordia tra l'amore dello spirito e l'amore dei sensi – quindi non la moralistica superiorità del primo al secondo, ma la loro complementarità – quale augurio di una felice unione matrimoniale. Concordia che trova la sua massima espressione nel riquadro principale della volta, dove è raffigurato il Trionfo di Bacco e Arianna (personificazioni di Ranuccio Farnese e Margherita Aldobrandini).
Resta sconosciuto l'ideatore del ciclo della volta. Varie ipotesi sono state formulate in merito – proponendosi i nomi di Fulvio Orsini o, almeno per una parte del programma iconografico, di Giovanni Battista Agucchi –, ivi compresa l'attribuzione dell'ideazione iconologica delle scene ad Agostino Carracci, ma nessuna di esse è ad oggi suffragata da prove documentali.
Tra le ipotesi più recenti vi è quella che assegna l'invenzione della volta ad ambienti bolognesi legati all'Accademia dei Gelati (sodalizio felsineo di umanisti e poeti), ovvero che il ciclo farnesiano debba essere messo in relazione alla produzione filosofica e letteraria di Pomponio Torelli, uomo di cultura parmense, per un certo tempo legato a Ranuccio Farnese.

### Le storie della volta
Gli Amori degli dèi inscenati sulla volta si articolano in tredici scene narrative – cui si aggiungono le storie contenute nei medaglioni in finto bronzo – distribuite secondo la ripartizione che segue.

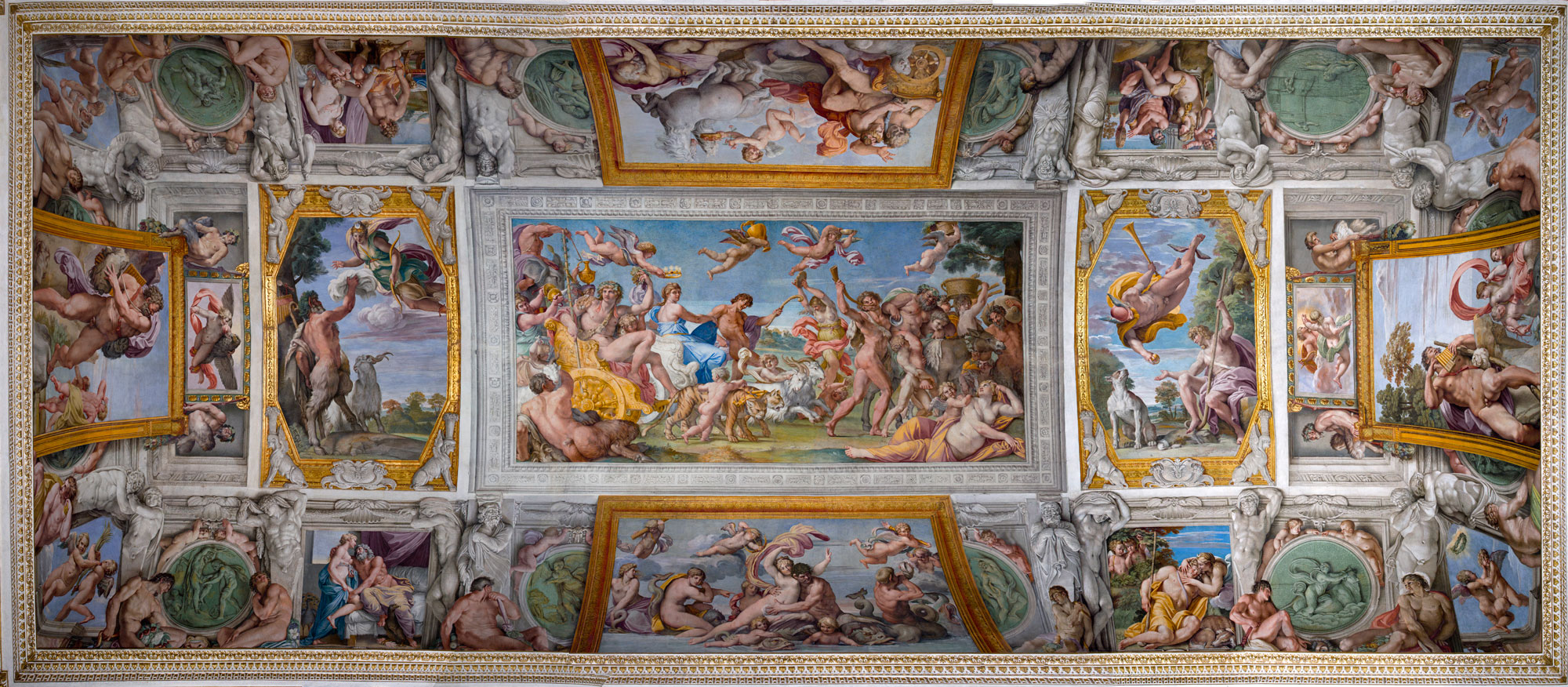
La volta, insieme

- Fascia Centrale: Il Trionfo di Bacco e Arianna; Pan e Diana (a sinistra del Trionfo); Mercurio e Paride (a destra del Trionfo)
- Lato Ovest (nell'immagine in alto) - da destra a sinistra: Ercole e Iole; Aurora e Cefalo; Venere e Anchise
- Lato Sud (nell'immagine a destra): Polifemo e Galatea; Apollo e Giacinto
- Lato Est (nell'immagine in basso) - da sinistra a destra: Giove e Giunone; Trionfo marino; Diana e Endimione
- Lato Nord (nell'immagine a sinistra): Polifemo e Aci; Ratto di Ganimede
- Medaglioni Lato Ovest, da destra a sinistra: Ero e Leandro; Pan e Siringa; Ermafrodito e Salmaci; Omnia vincit Amor
- Medaglioni Lato Est, da sinistra a destra: Apollo e Marsia; Borea e Orizia; Orfeo e Euridice; Ratto di Europa

#### Il Trionfo di Bacco e Arianna

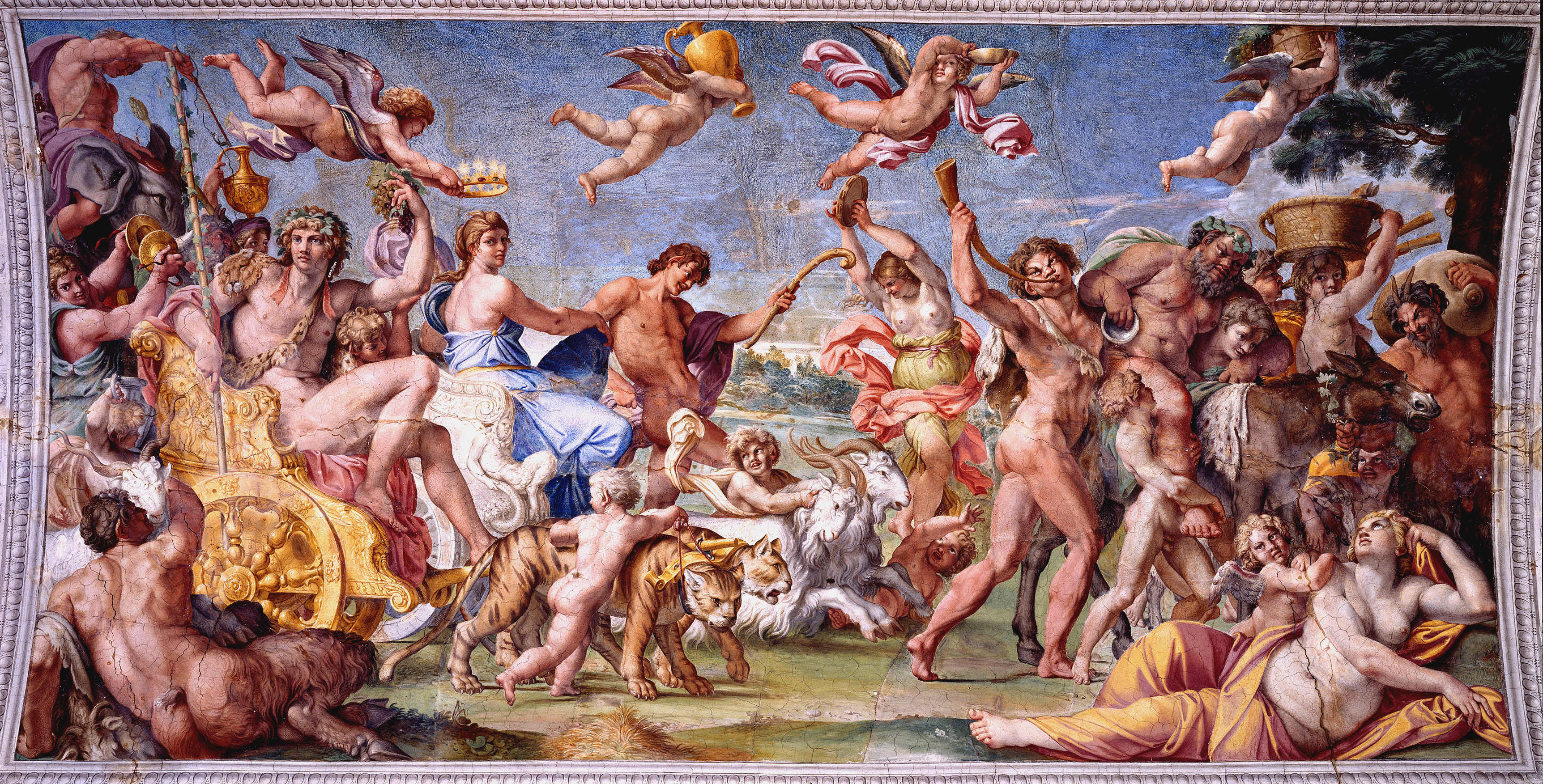
Trionfo di Bacco e Arianna

Il Trionfo di Bacco e Arianna rappresenta un corteo nuziale, con i due sposi – Bacco e la mortale Arianna – seduti su due carri, uno dei quali è dorato e trainato da due tigri, l'altro argentato trainato da due arieti. I carri avanzano accompagnati da figure danzanti – eroti, menadi, satiri, Pan, il Sileno – che recano strumenti musicali, stoviglie e ceste con le cibarie, secondo la tipica iconografia del tiaso dionisiaco.
Diversamente da molte altre scene della Galleria il Trionfo non è un quadro riportato: esso è inquadrato da una finta cornice architettonica che simula lo sfondamento del soffitto verso lo spazio esterno inondato di luce. In questa illusionistica finestra irrompe il corteo che Annibale "taglia" ai lati (ad esempio dell'elefante si vede solo la testa che si affaccia), espediente col quale si fa intendere allo spettatore che egli sta vedendo solo un frammento della scena, per l'appunto ciò che in quel momento sta passando in corrispondenza dell'apertura della volta.

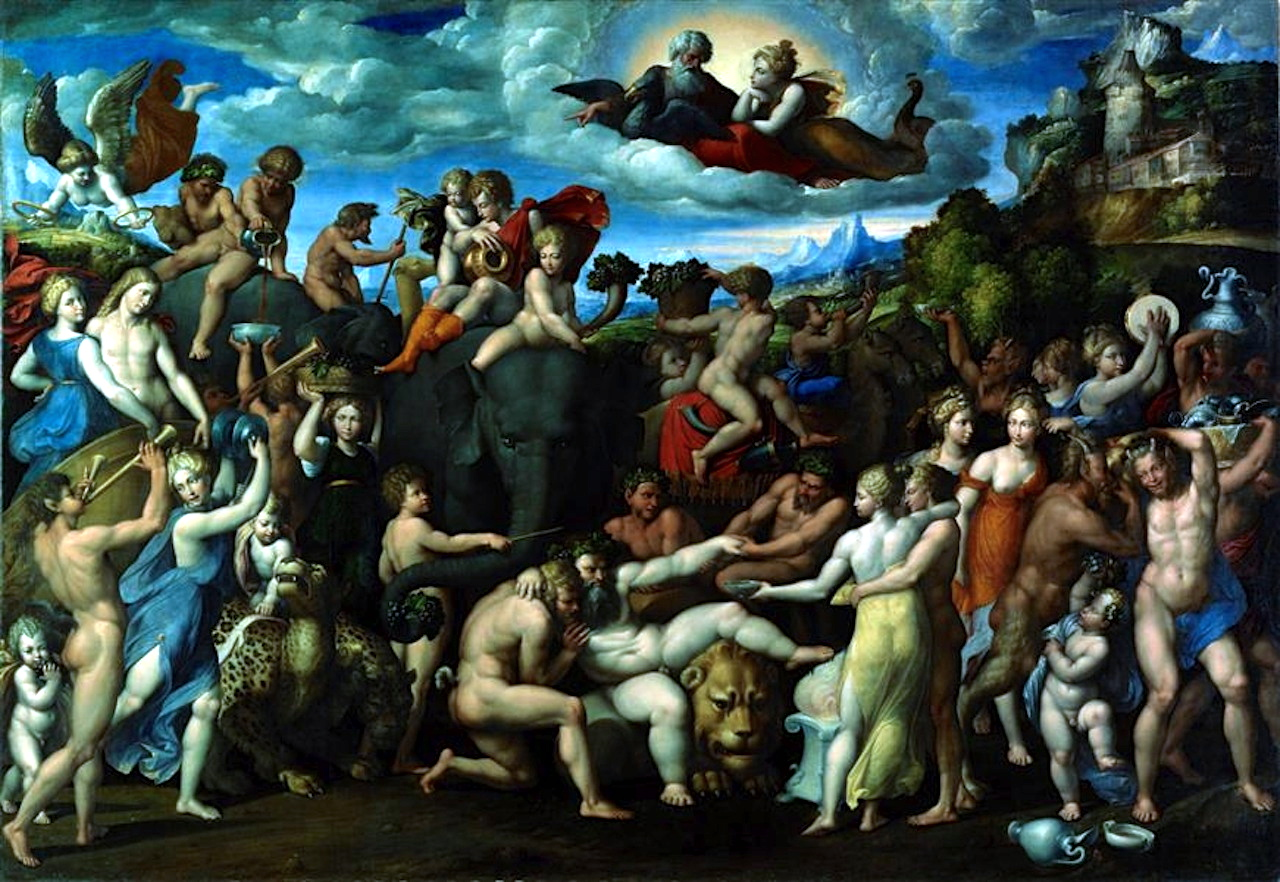
Garofalo (da Raffaello), Trionfo di Bacco, 1540, Dresda, Gemäldegalerie

Sul piano compositivo il baccanale di Annibale è debitore di quelli di Tiziano, raffiguranti Bacco e Arianna e il Baccanale degli Andrii, e di Dosso Dossi – il Trionfo di Bacco in India (ora a Mumbai) – realizzati per i Camerini d'alabastro di Alfonso I d'Este, duca di Ferrara.
Anche altri riferimenti rinascimentali sono stati indicati come possibili fonti guardate dal Carracci. Tra questi il Trionfo di Bacco portato a compimento dal Garofalo sulla base di un'idea di Raffaello messa a punto sempre per i Camerini estensi, ma non eseguita in quell'occasione, e il rilievo del Giambologna posto sul basamento della statua equestre di Cosimo I de' Medici, raffigurante l'ingresso trionfale dello stesso Granduca di Toscana nella città di Siena. 

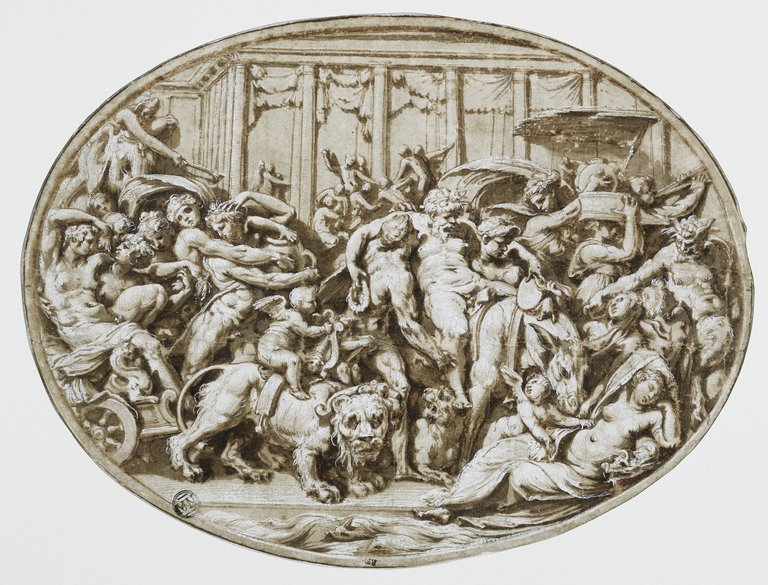
Perin del Vaga, Baccanale, 1540-1543, Parigi, Louvre

Incerto è invece se Annibale per questo riquadro si sia rifatto anche ad antichi sarcofagi. Il Bellori testimonia in questo senso ed effettivamente al British Museum è conservato un rilievo sepolcrale in marmo, del pari raffigurante il corteo di Bacco e Arianna che, nella figura del Sileno ebbro sul dorso di un mulo, è molto vicino all'affresco principale della volta.
Per il gruppo del Sileno (ed altri particolari), tuttavia, Annibale potrebbe essersi rifatto (piuttosto che direttamente ad esempi antichi) ad un disegno di Perin del Vaga, preparatorio di uno degli ovali in cristallo di rocca intagliati da Giovanni Bernardi ed incastonati in un prezioso scrigno noto come Cassetta Farnese.
Inteso dal Bellori come raffigurazione dell'ebbrezza, madre di ogni vizio, il Trionfo di Bacco e Arianna è stato oggetto di una recente reinterpretazione che vi individua il fulcro dell'intero (supposto) significato allegorico del ciclo della Galleria.
Per questa tesi, nella scena centrale del soffitto si realizzerebbe la sintesi dell'antagonismo tra amore sensuale e amore spirituale che sarebbe il tema di tutta la Galleria Farnese. Sintesi espressa dalla compresenza nello stesso corteo della Venere Celeste (Arianna) – simbolo dell'amore spirituale – e della Venere Terrena (la figura femminile seminuda, sdraiata in basso a destra) – simbolo dell'amore sensuale. 

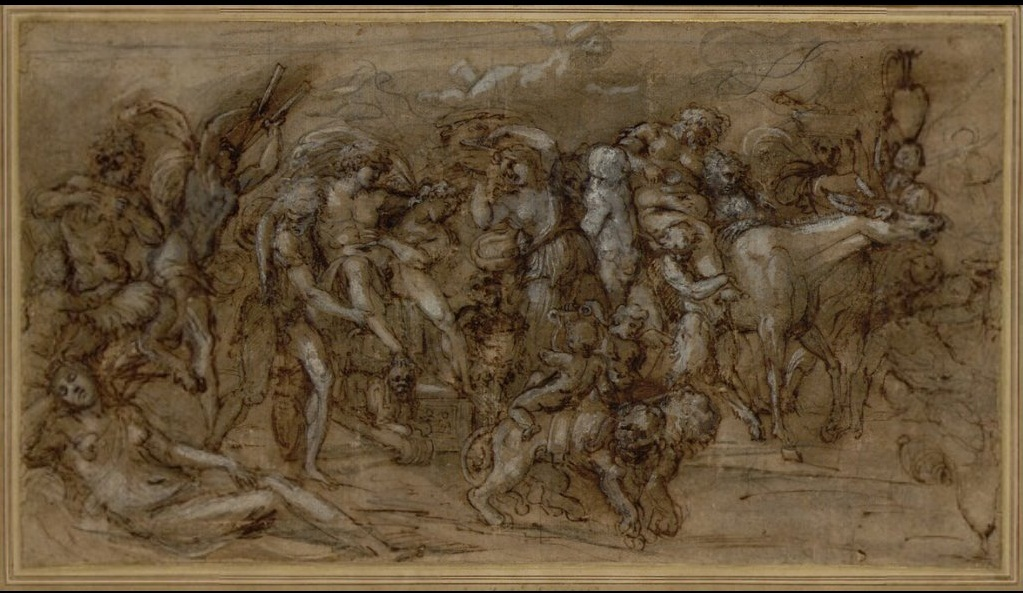
Bacco e Arianna, Vienna, Albertina

L'incontro tra le due Veneri (cioè l'armonia tra le due forme di amore) avrebbe funzione augurale di una felice unione matrimoniale tra Ranuccio Farnese e Margherita Aldobrandini. Nella figura di Arianna/Venere Celeste andrebbe colto, infatti, anche un intento celebrativo verso la sposa di queste aristocratiche nozze: l'incoronazione di Arianna con un diadema di stelle, si riferisce sì al mito della formazione della Costellazione di Arianna, ma sarebbe, allo stesso tempo, un'allusione alle stelle che compaiono nello stemma familiare degli Aldobrandini.
Con ogni probabilità il progetto iniziale di Annibale Carracci, per il riquadro centrale della volta, era diverso da quello poi effettivamente portato a compimento. Infatti, in un disegno preparatorio (Albertina di Vienna) si osserva che l'idea originaria era quella di raffigurare l'incontro a Nasso tra Bacco trionfante di ritorno dalle Indie ed Arianna dormiente, appena abbandonata da Teseo.
Per i sostenitori della funzione epitalamica degli affreschi farnesiani questo cambiamento potrebbe essersi verificato a causa del concretizzarsi dei propositi matrimoniali di Ranuccio e Margherita con la conseguente decisione di dare alla decorazione della Galleria, e in special modo al suo riquadro principale, funzione celebrativa di questa unione.
Mirabili sono la bellezza, la varietà e l'armonia delle figure, umane e non, così come la vivezza dei colori e la resa polimaterica delle pelli, del vasellame, dei tessuti. Degni di essere sottolineati sono anche i dettagli in rilievo del carro di Bacco e di un'anfora d'oro portata da una delle astanti, associabili ad alcuni lavori di alta oreficeria che in quegli stessi anni Annibale ed Agostino Carracci producevano per Odoardo Farnese.

#### Pan e Diana

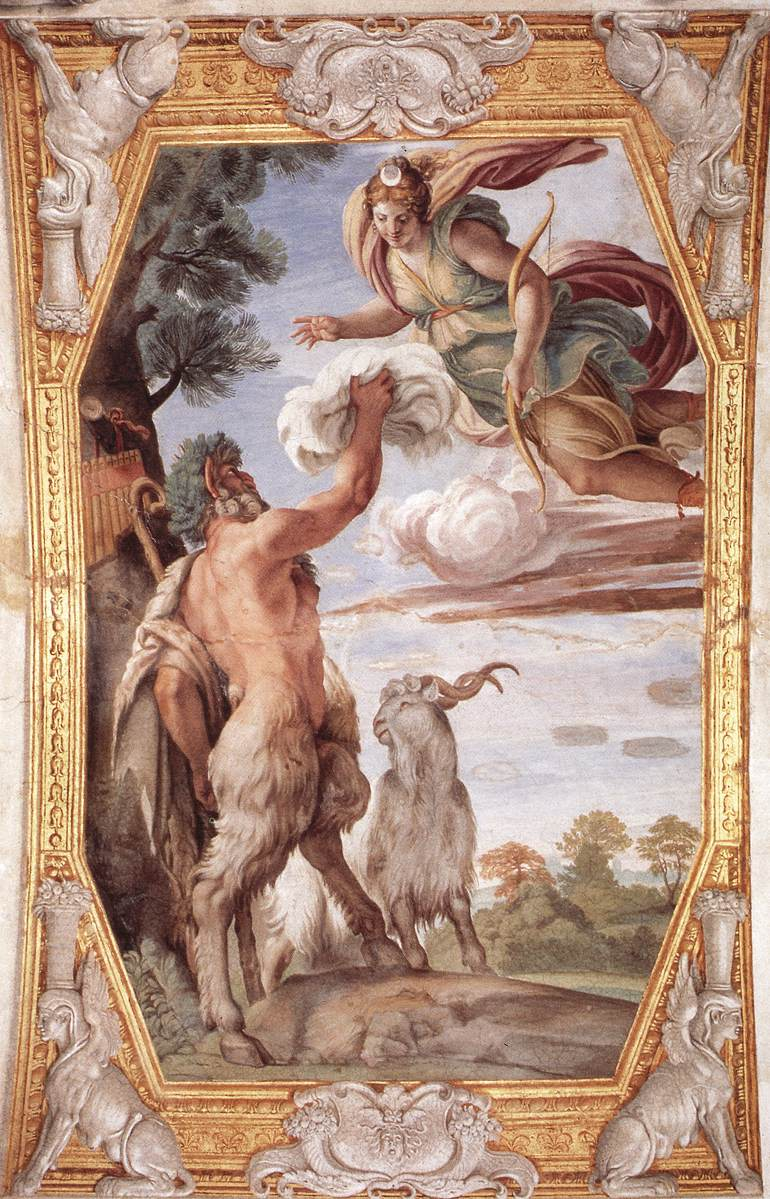
Pan e Diana

Il tema di questo quadro riportato è tratto dalle Georgiche di Virgilio (Libro III, 391-392), dove si narra di come la casta dea Diana sia stata sedotta da Pan con l'offerta di bianchissime lane.
Nel Palazzo Farnese di Caprarola questa stesso tema era già stato rappresentato da Taddeo Zuccari ed è probabile che la scelta di ripeterla anche nella residenza romana dei Farnese non sia casuale.
La vicenda narrata è variamente interpretabile. Vi si può scorgere un riferimento alla volubilità delle cose dell'amore (un dono modesto che può sedurre anche la più casta delle dee) oppure cogliervi un'allusione ai doni d'amore anche in chiave nuziale, nell'ipotesi che gli affreschi della volta siano interpretabili come la celebrazione del matrimonio di Ranuccio Farnese e Margherita Aldobrandini.

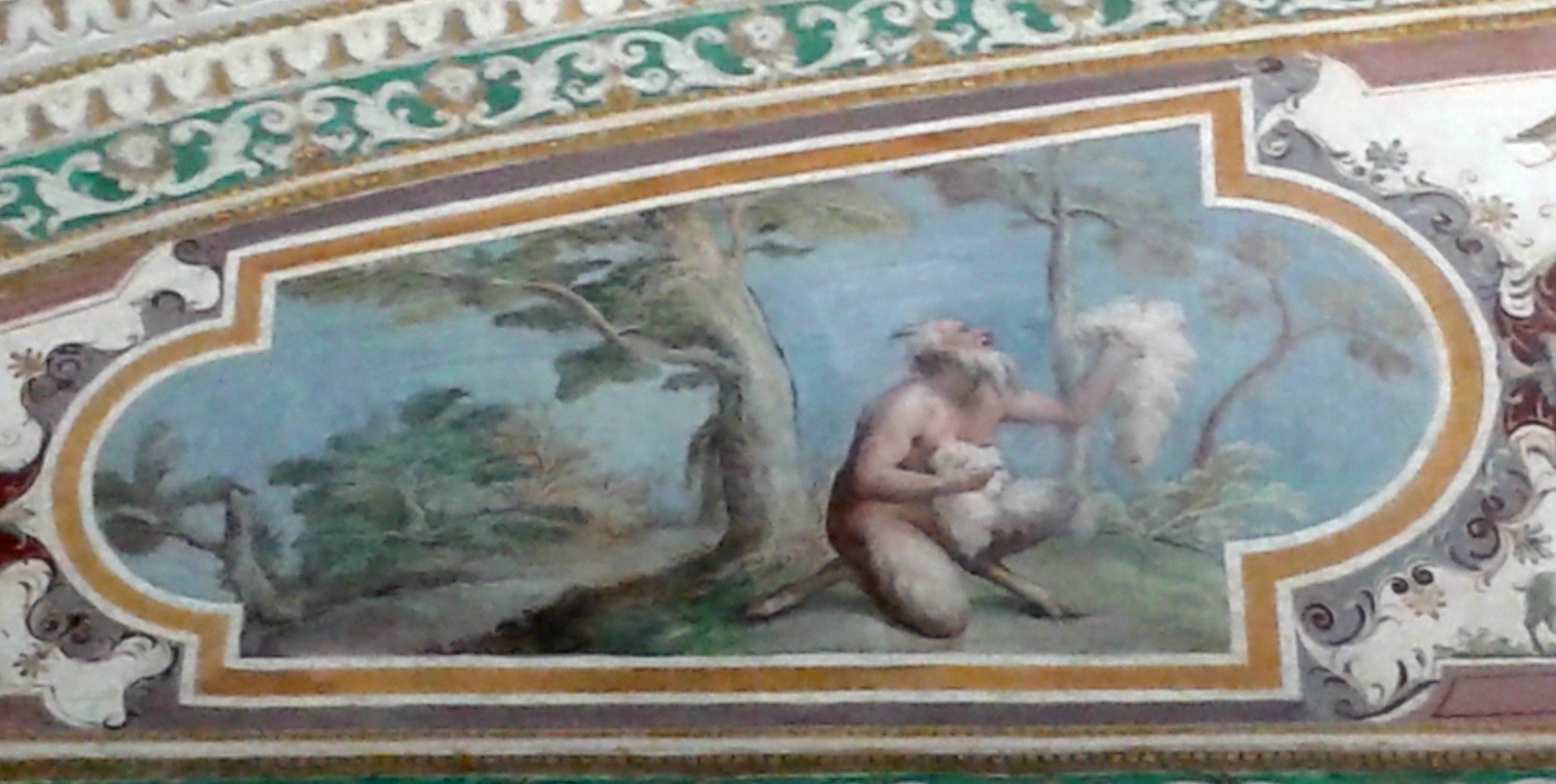
Taddeo Zuccari e bottega, Pan offre le sue lane, 1563-1565, Caprarola, Palazzo Farnese

Le sembianze del Pan di Annibale sono chiaramente derivate dalla statua di Pan e Dafni già dei Farnese ed ora nel Museo archeologico di Napoli. Statua ripresa anche nel Pan che compare alla testa del corteo nel Trionfo di Bacco e Arianna.
La posizione del dio pastore, invece, in piedi con il braccio destro proteso verso l'alto per consegnare la lana a Diana che plana dal cielo, è stata associata a quella del giovane uomo con un'ancora, che indica verso il sole, visibile in un'incisione allegorica di Marcantonio Raimondi.
Evidente è il pendant compositivo che il quadro forma con quello seguente con Mercurio e Paride: in entrambi i dipinti vi sono due protagonisti, uno dei quali scende dall'alto, mentre assiste alla scena un animale. In questo caso un capro delle greggi di Pan.

#### Mercurio e Paride

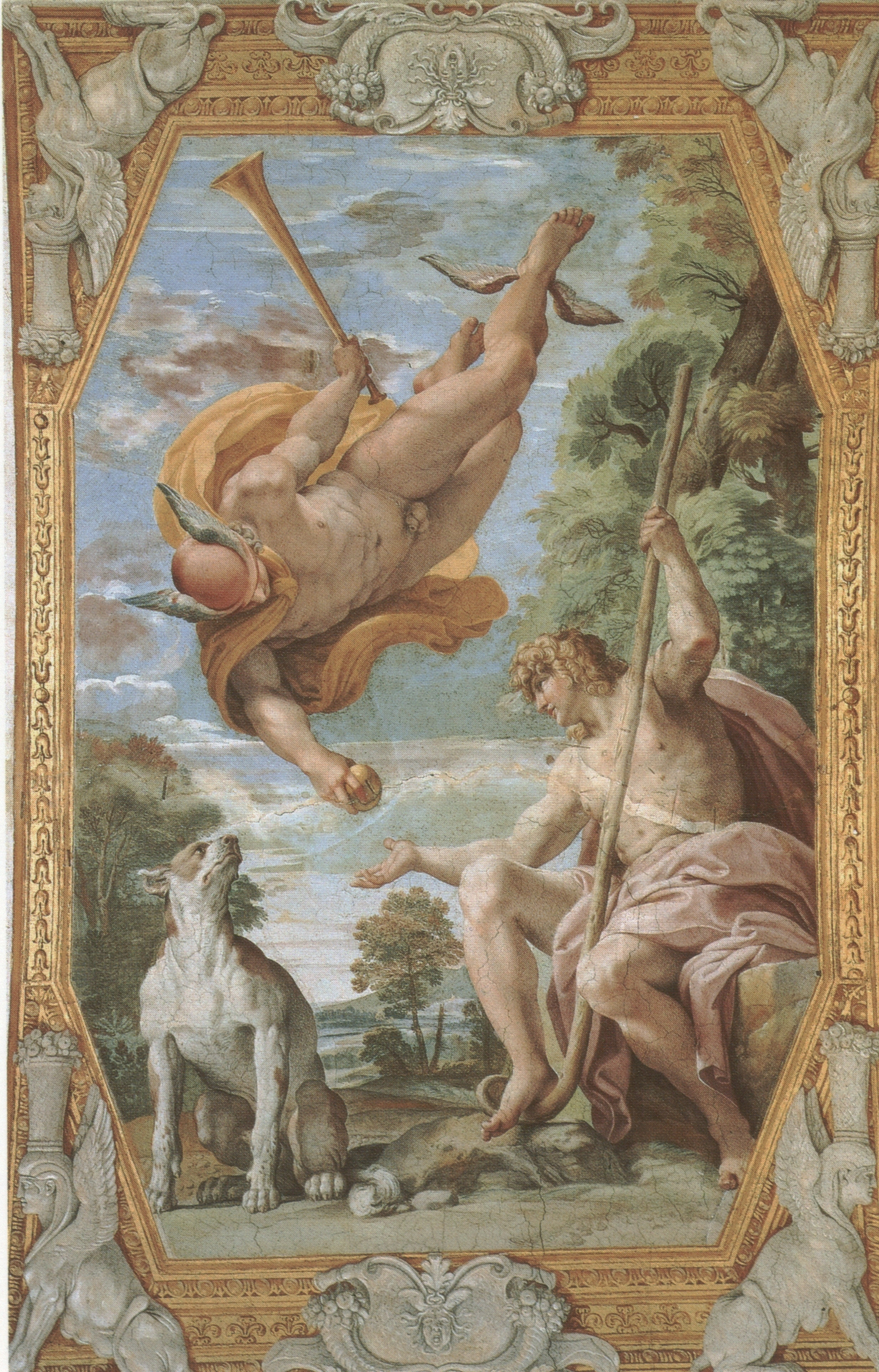
Mercurio e Paride

Mentre Paride è seduto sotto un albero in compagnia del suo cane, piomba dall'alto Mercurio che gli consegna il pomo d'oro che l'eroe troiano utilizzerà nel celebre giudizio che da lui prende il nome e dal quale scaturirà la guerra di Troia.
Lo scorcio col quale è raffigurato Mercurio richiama alla mente alcuni esempi del Tintoretto, come il San Marco libera uno schiavo.
Questa figura allo stesso tempo cita il raffaellesco Mercurio della Loggia di Psiche: non sembra casuale, infatti, che Annibale, come nel precedente della Farnesina, abbia messo in mano al messaggero degli dèi una tromba e non il consueto caduceo.
Secondo Bellori la tromba sottolinea che all'evento in corso – la consegna a Paride del pomo d'oro – seguirà la guerra.
Per i sostenitori della natura epitalamica degli affreschi della volta di Palazzo Farnese, la tromba di Mercurio va letta come strumento per l'annuncio delle nozze Farnese-Aldobrandini così come, nella villa di Agostino Chigi, essa annuncia l'unione tra Amore e Psiche.
Ulteriori possibili allusioni al tema nuziale sono il riferimento al dono prezioso e all'unione con Elena che Paride otterrà dopo aver consegnato il pomo a Venere.
Come già rilevava a suo tempo il Bellori, nel raffigurare il cane di Paride, Annibale dà un cospicuo saggio di bravura, memore forse degli esempi del Parmigianino, artista provetto nel raffigurare animali.

#### Ercole e Iole

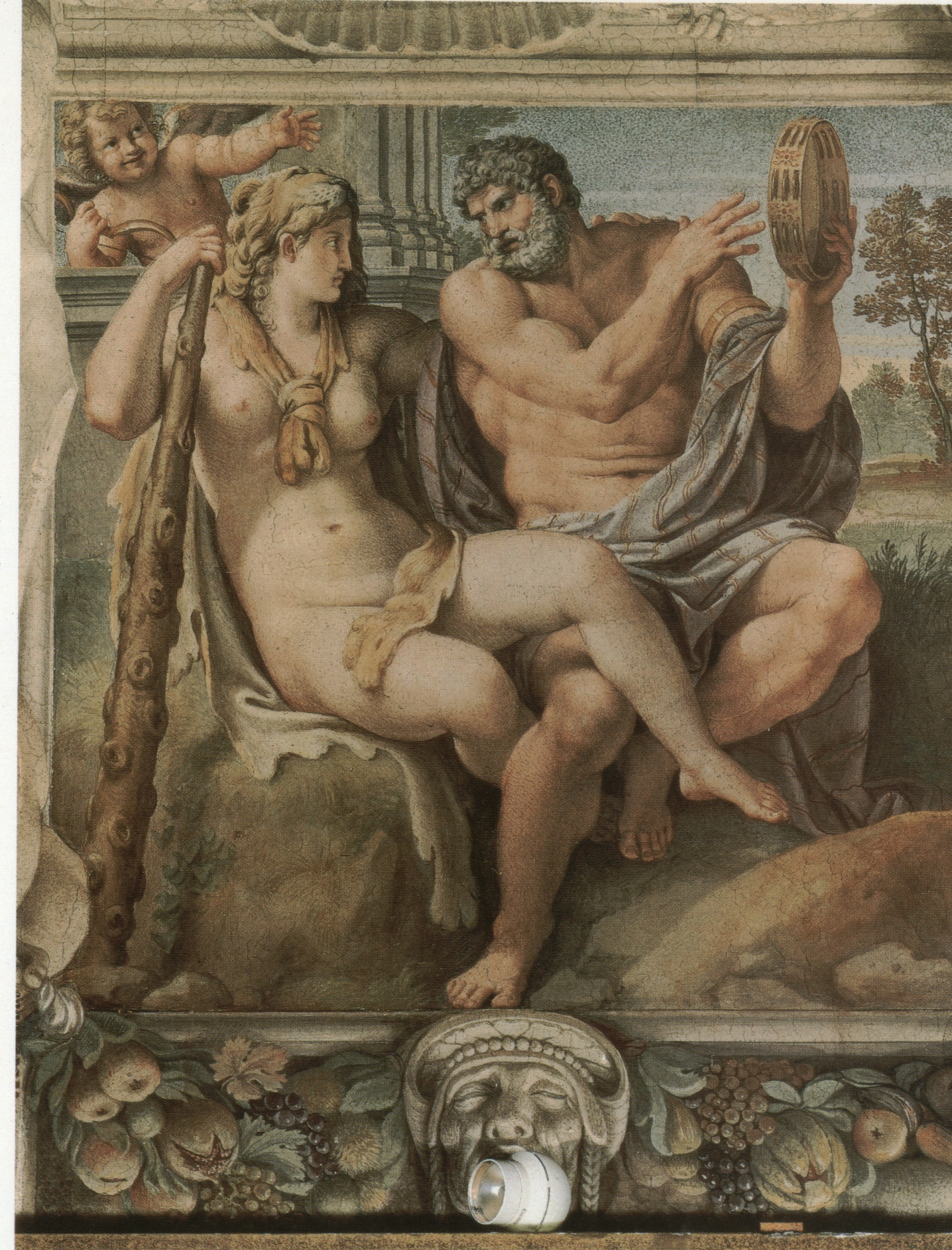
Ercole e Iole

La scena mostra Ercole in attitudini femminili mentre Iole indossa la pelle del leone di Nemea e impugna la clava (tipici attributi dell'eroe).
Più che dalla mitologia classica, Annibale ha derivato questa raffigurazione dalla Gerusalemme liberata del Tasso ed in particolare dal passo in cui (Canto XVI, 3) sono descritti i mirabili rilievi che istoriano il palazzo di Armida (talmente belli che loro: «Manca il parlar: di vivo altro non chiedi; Né manca questo ancor, s'agli occhi credi»), tra i quali la scena di Ercole e Iole che invertono i rispettivi ruoli.
Annibale, infatti, seguendo il poema epico mette a fianco di Ercole Iole e non, come sarebbe stato più corretto secondo il mito, Onfale. A differenza del Tasso però il Carracci mette nelle mani del semideo un tamburello e non una conocchia.
L'intuibile significato della scena è che la malìa d'amore può devirilizzare anche i più forti e ferini petti (per dirla con le parole del Bellori) e farli schiavi. Eros, infatti, che vediamo affacciarsi da un loggiato, se la ride soddisfatto: nemmeno l'invincibile Alcide può nulla contro il suo potere (anche questa è una ripresa dal Tasso che nella descrizione del rilievo con Ercole ed Iole ci dice che «Amor se l'guarda e ride»).
Nella possente figura di Ercole si colgono rimandi sia all'Ercole Farnese che al Torso del Belvedere.
Un ulteriore riferimento antico per l'affresco è dato dal gruppo scultoreo di Ercole ed Onfale, già appartenente ai Farnese ed ora nel Museo archeologico di Napoli.

#### Aurora e Cefalo

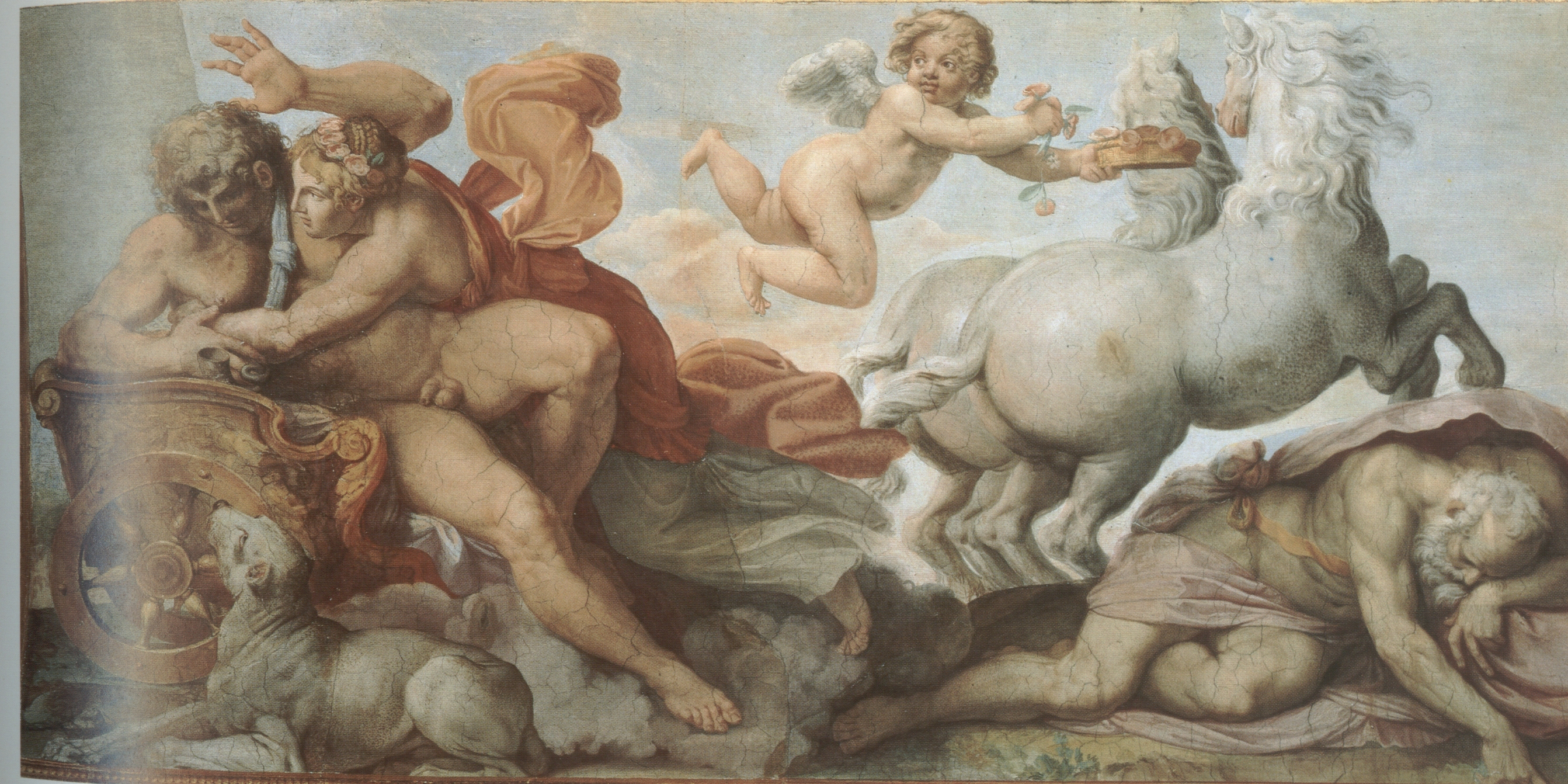
Aurora e Cefalo

È uno dei due quadri riportati spettanti ad Agostino Carracci. La scena, tratta da Ovidio (Metamorfosi, Libro VII, 700-708), raffigura Aurora che rapisce il mortale Cefalo, del quale si era invaghita, e lo porta via sul suo carro. Questi però ama Procri e cerca di sottrarsi all'abbraccio della dea. Il molosso di Cefalo volge lo sguardo al suo padrone che si dimena. 
Sdraiato a terra, in basso a destra, vi è l'ormai decrepito Titone, primo amante umano di Aurora. Per amore di lui, Aurora aveva chiesto agli dèi che Titone non morisse mai. L'invocazione era stata esaudita ma, non avendo Aurora specificato questo aspetto, Titone, pur divenuto immortale, non cessava di invecchiare. Aurora, quindi, non più appagata da un compagno così vecchio, volge le sue attenzioni al giovane Cefalo.
La scena allude a come, col trascorrere del tempo, i sentimenti d'amore possano mutare. Concetto suggellato anche dalle rose, fiore caduco per antonomasia, portate dall'amorino che si libra sopra il carro.
L'affresco – da taluni messo in relazione ad un dramma di Gabriello Chiabrera – ebbe grande fortuna a Roma, costituendo il modello di più opere di tema analogo realizzate da alcuni dei migliori artisti della scuola bolognese che operarono in città: è il caso dell'Aurora di Guido Reni nel Casino Rospigliosi-Borghese, di quella del Guercino nel Casino Ludovisi e, infine, del Carro di Apollo del Domenichino in Palazzo Costaguti.

#### Venere e Anchise

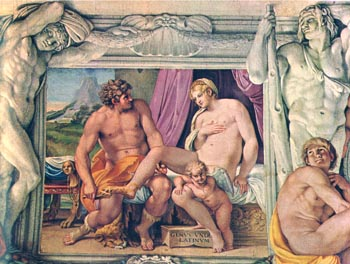
Venere e Anchise

La fonte di questo quadro è stata individuata nell'inno omerico ad Afrodite (184-195). Qui si narra di come Venere invaghitasi di Anchise, cui gli dèi avevano fatto il dono della bellezza, lo raggiungesse a Troia per unirsi a lui.
Il momento raffigurato è quello in cui, nella stanza di Anchise – dove a terra vi è una pelle di leone, trofeo di caccia dell'eroe troiano – questi denuda una languida Venere (le sta togliendo infatti un calzare) prima di far l'amore con lei. Partecipa all'evento anche Cupido, semisdraiato su una coscia di sua madre.

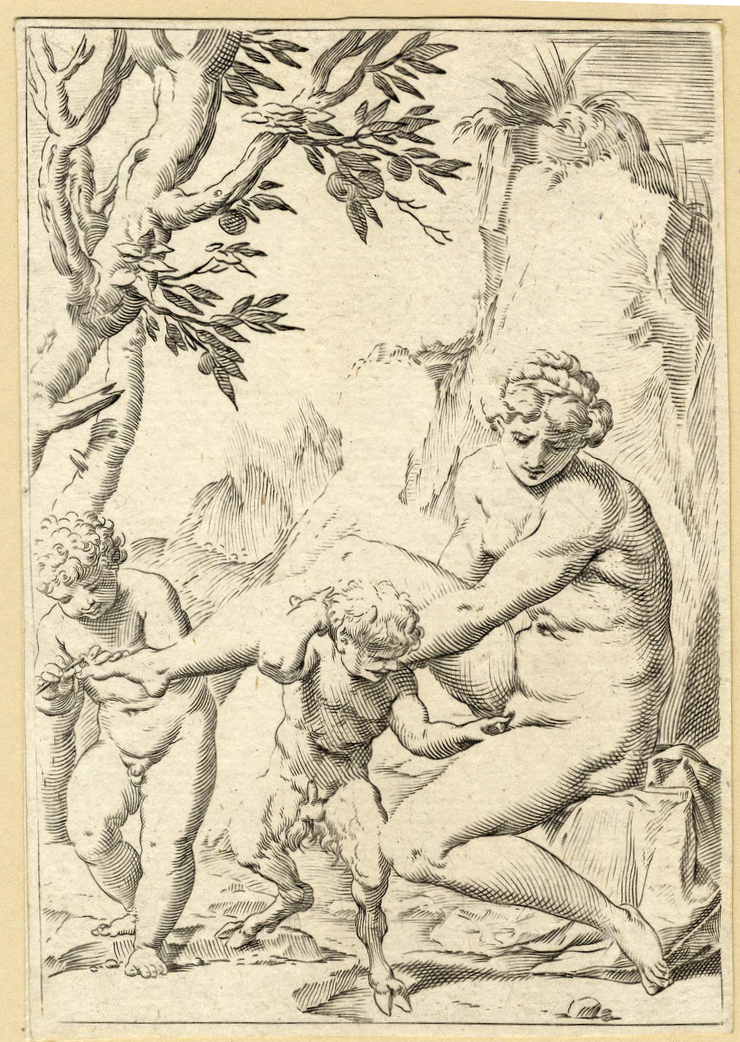
Agostino Carracci, Ninfa, putto e satiretto, 1594-1597

Venere poggia il piede destro su uno sgabello ove si scorge la scritta «GENUS UNDE LATINUM», tratta dall'Eneide (Libro I, 6) e traducibile «Da qui la stirpe Latina». La scritta allude alla nascita di Enea, concepito da Venere e Anchise, mitico capostipite delle genti latine e quindi dei romani. Secondo alcuni autori il motto avrebbe un significato satirico, nel senso che i romani troverebbero la loro origine non tanto (e comunque prima che) nelle gesta eroiche di Enea, ma in un capriccio erotico di Venere. Chiude la scena una veduta del Monte Ida, altro riferimento alla nascita di Enea, visibile alle spalle dei due protagonisti.
Per il Bellori nel quadro riportato sarebbe celebrata la potenza di Eros (che infatti è presente), capace di signoreggiare anche Venere, dea dell'amore e sua madre.
La composizione dell'affresco è stata messa in relazione ad un disegno di Raffaello raffigurante le nozze di Alessandro Magno e Rossane, dove un putto, con gesto prossimo a quello di Anchise, regge un piede della principessa persiana, a sua volta seduta in una posa molto simile a quella di Venere. Altro possibile riferimento del dipinto murale è costituito da una stampa di Agostino Carracci, appartenente alla serie detta delle Lascivie a causa del contenuto erotico delle incisioni. Si tratta di quella con un satiretto, un putto e una ninfa: una delle più licenziose di tutta la serie.
Bellori viceversa afferma che Annibale, per questo affresco, «seguitò l'idea di un marmo antico», statua o rilievo che gli studi moderni non hanno individuato.

#### Polifemo e Galatea

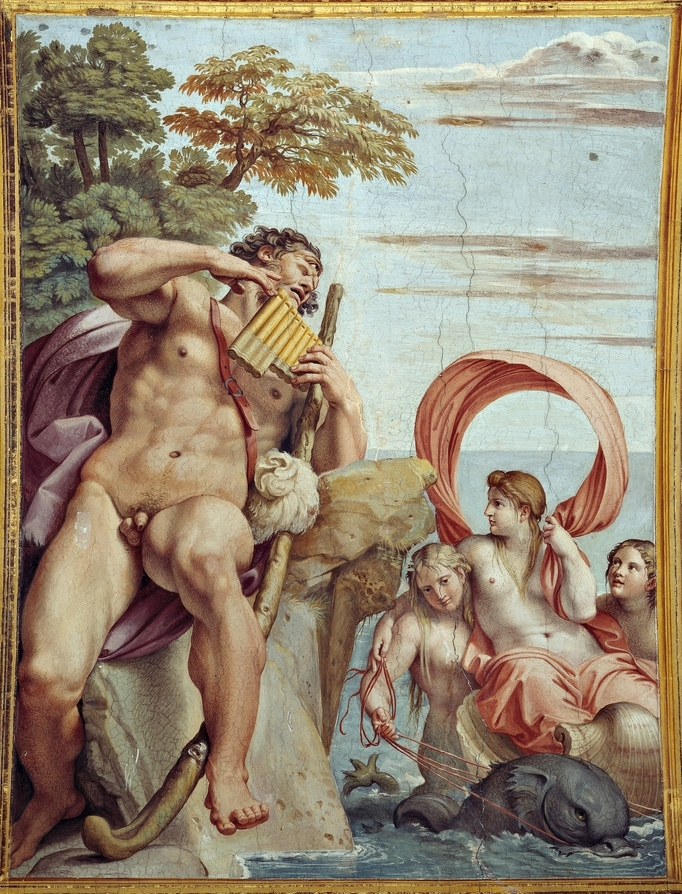
Polifemo e Galatea

La storia narrata è tratta dalle Metamorfosi (Libro XIII, 777-788 e 839): il brutale ciclope Polifemo si è innamorato della nereide Galatea e le dedica un canto appassionato in cui le offre tutto il suo amore e tutta la sua ricchezza se ella accetterà di unirsi a lui e al tempo stesso le manifesta la sua sofferenza per i rifiuti opposti dalla ninfa («Galatea, più cattiva di un giovenco non domato») e la sua ira per il rivale Aci (che Galatea ama).
Sul piano iconografico questo quadro riportato segue pressoché alla lettera l'ekphrasis di un dipinto dello stesso soggetto che si trova nelle Immagini di Filostrato il Vecchio, opera risalente al III secolo a.C. che contiene una serie di descrizioni di quadri (si ignora se reali o immaginari), tra i quali, per l'appunto, quello con Polifemo e Galatea (Libro II, n. XVIII).
Molti sono i rimandi alla pittura rinascimentale a partire dalla ripresa del Giona di Michelangelo, che Annibale tiene presente non solo per costruire la figura di Polifemo, ma dal quale mutua anche l'espediente visivo di raffigurare il gigante in dimensioni particolarmente accentuate. Infatti, la scena con il canto del ciclope si trova su uno dei lati corti della volta (Sud): dal centro della lunga Galleria, punto ideale per una visione d'insieme dell'intero ciclo, il quadro (al pari del suo gemello con Polifemo e Aci sul lato opposto) potrebbe risultare poco visibile, se non, appunto, accrescendo la dimensione delle figure: ciò che fece Michelangelo con il suo Giona (e le altre figure sui lati corti della Cappella Sistina), risolvendo così lo stesso problema ottico.
Nel corteo marino di Galatea e le sue compagne Annibale prende, invece, a modello il Trionfo di Galatea di Raffaello (Villa Farnesina). Ulteriore riferimento rinascimentale proposto è il precedente di Giulio Romano (Sala di Psiche, Palazzo Te), ove sono raffigurati Polifemo, Galatea ed Aci.
Nella figura di Polifemo, infine, si colgono più riprese dalla statuaria antica, come la citazione della figura di Dirce del gruppo scultoreo noto come Toro Farnese (ora a Napoli) o, per la posizione della gambe del ciclope, dal celeberrimo Laocoonte dei Musei Vaticani.
Sotto il quadro con Polifemo e Galatea compare la data in numeri romani MDC (1600), generalmente ritenuta quella di ultimazione degli affreschi della volta e, da alcuni studiosi, messa in relazione al già più volte menzionato matrimonio Farnese-Aldobrandini.

#### Apollo e Giacinto

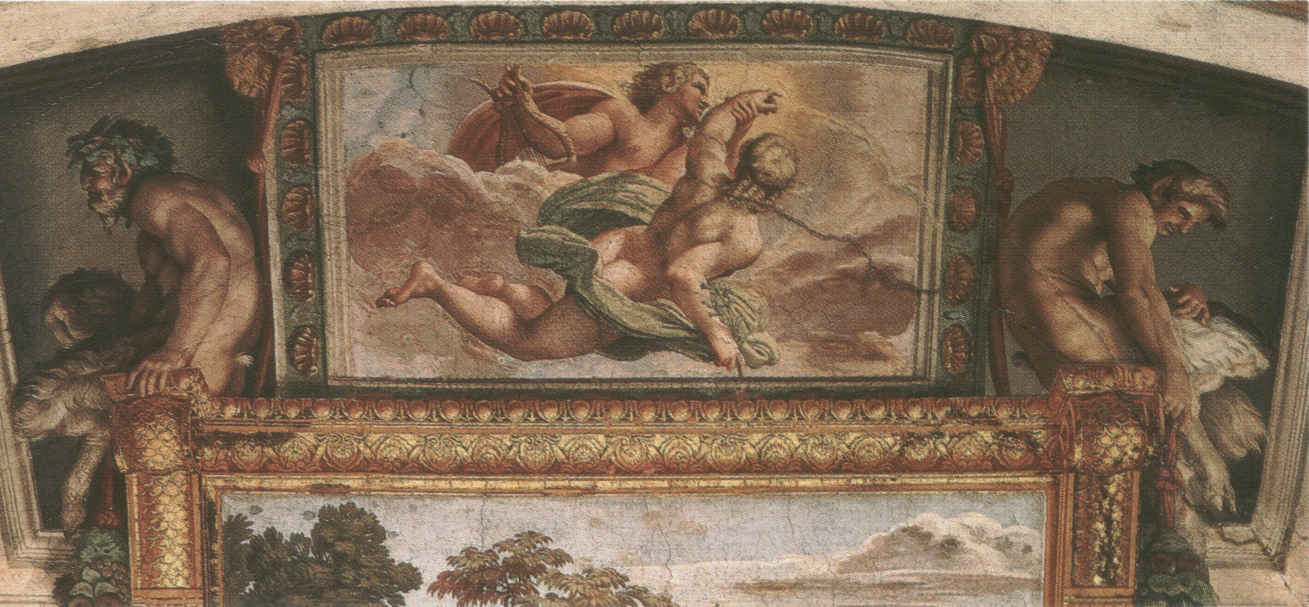
Apollo e Giacinto

La storia, tratta dalle Metamorfosi (Libro X, 176-219), narra dell'amore di Apollo per il giovane Giacinto e della disperazione del primo per aver involontariamente ucciso il suo amante in una gara di lancio del disco. Apollo, non essendo riuscito a resuscitare Giacinto, lo trasformò nel fiore che a lui deve il nome.
Nell'affresco il giovane già morto ne stringe un mazzetto mentre Apollo lo innalza al cielo.
Il riquadro si è prestato ad interpretazioni opposte: il Bellori (questa volta nell'Argomento) ha visto nella storia di Giacinto una reprimenda delle passioni "insane" (riferendosi all'amore omosessuale), mentre alcuni studi moderni hanno colto in questa storia un riferimento all'anima pura che ascende al cielo.

#### Giove e Giunone

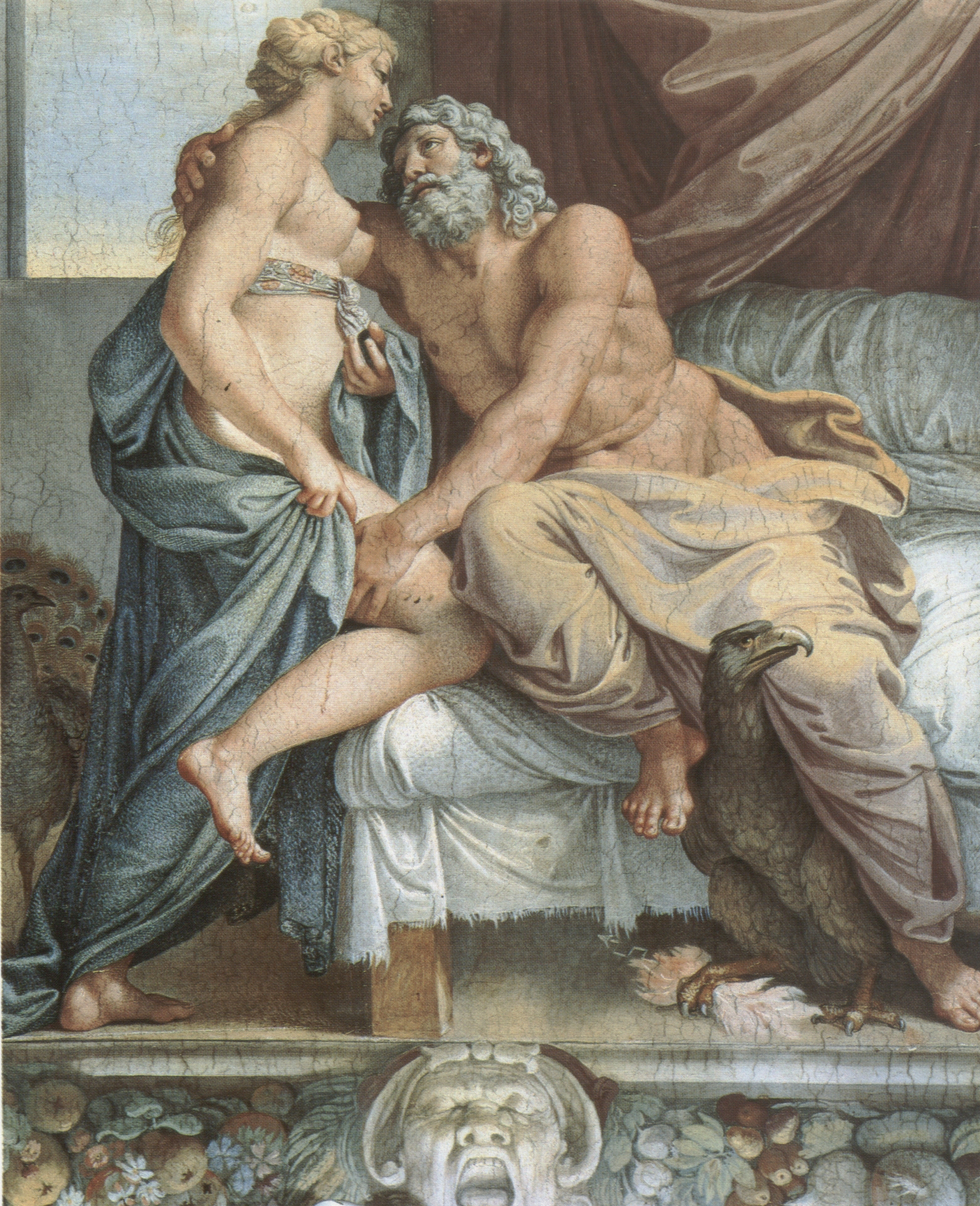
Giove e Giunone

Il riquadro con Giove e Giunone è tratto dall'Iliade (Libro XIV, 314-316 e 328) e raffigura il momento in cui Giunone cerca di distrarre Giove, seducendolo, dalle sorti della guerra di Troia: mentre Giunone, infatti, parteggia per i greci, il re degli dèi non vuole che nessuna divinità intervenga per favorire l'una o l'altra fazione.
Giunone per riuscire nell'impresa si è impossessata, con un inganno, del cinto magico di Venere (nell'affresco lo cinge appena sotto il seno), indumento capace di fornire a colei che lo indossa una forza seduttiva cui nessuno può resistere.
Come Annibale magistralmente mostra, il piano della dea ha pieno successo e si vede con quanta passione e con quanta voluttà Giove abbraccia Giunone, bellissima e sensuale, per far l'amore con lei.

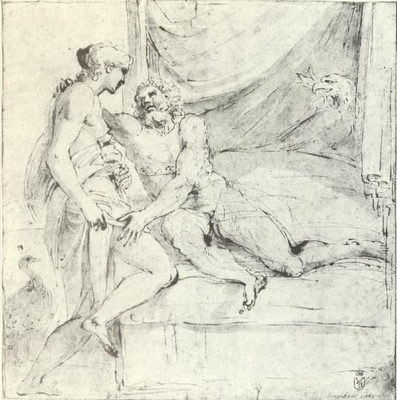
Studio per l'affresco, Ellesmere Collection

La scena celebra la capacità seduttiva della bellezza muliebre, ma anche il lecito piacere dell'eros in una coppia, quale Giove e Giunone, unita in legittime nozze.
La figura di Giunone è in una posizione simile a quella di Psiche nel Concilio degli Dèi di Raffaello (Loggia di Psiche) ma sembra rinviare, per le fattezze del viso, anche alla Maddalena del Noli me tangere di Correggio.
Giove, oltre a riprese dalla statuaria antica, mostra significativa assonanza con un'incisione di Agostino Veneziano, tratta da un disegno di Giulio Romano, raffigurante san Giovanni Evangelista, simile per la posa delle gambe e la collocazione dell'aquila.
Il quadro con Giove e Giunone è da sempre considerato uno dei più belli della Galleria e già il Bellori lo ritenne degno addirittura delle sculture di Fidia. Prova dell'apprezzamento riscosso da quest'opera di Annibale è dato anche dalla sopravvivenza di alcune copie dell'affresco, una delle quali, con piccole varianti, è stata attribuita a suo nipote Antonio Carracci.
Alla forte carica erotica dell'affresco sembra fare da umoristico contrappunto il sottostante mascherone, intento in un vistoso sbadiglio: nonostante tutto – sembra il dissacrante commento della maschera – si tratta pur sempre di un routinario amplesso coniugale. È una delle trovate più esemplificative dei sottotesti allusivi connessi alle invenzioni illusionistiche di Annibale.

#### Trionfo marino

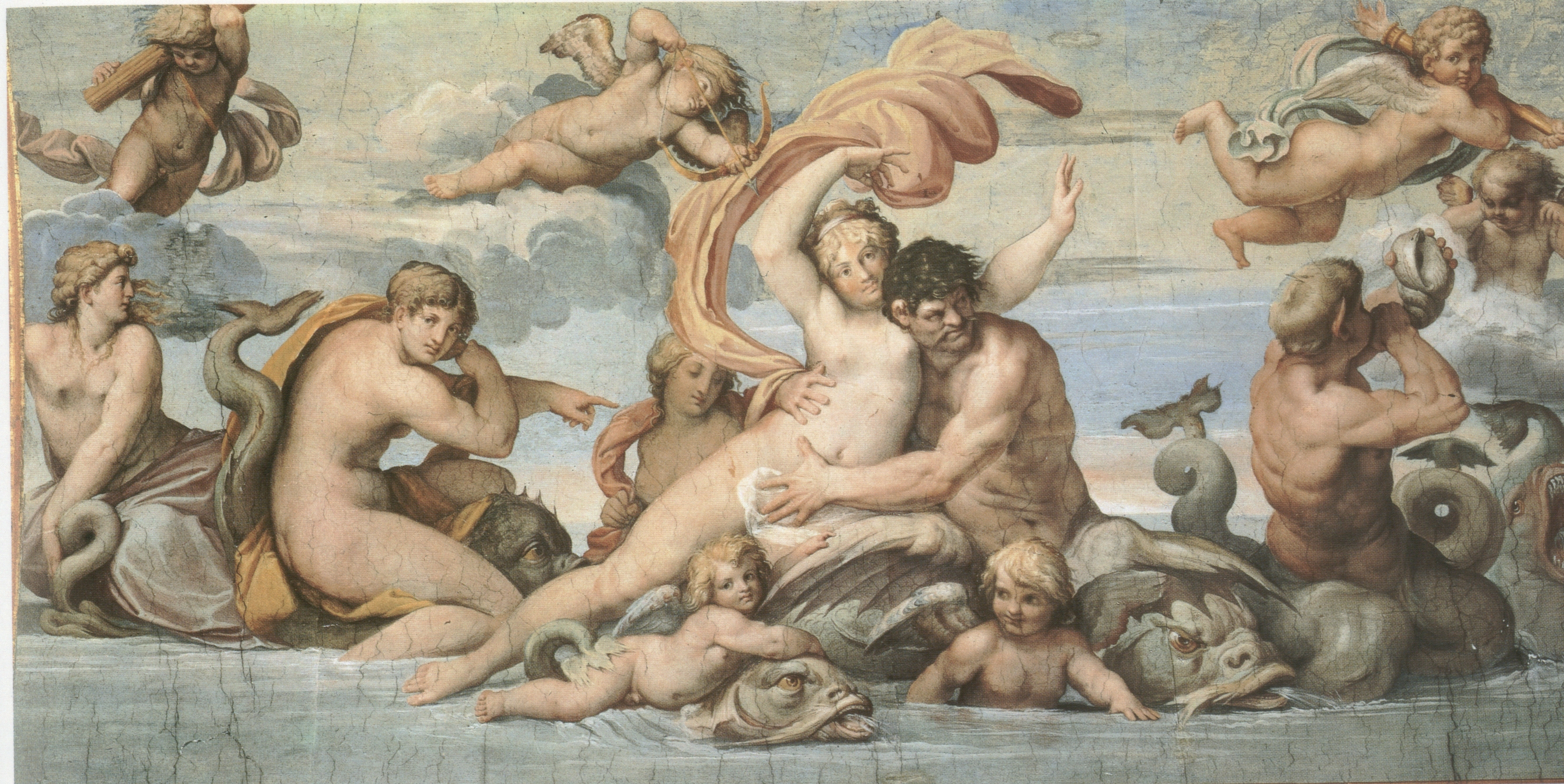
Trionfo marino

È il secondo (ed ultimo) quadro riportato eseguito da Agostino Carracci. Il tema trattato è molto incerto.
L'interpretazione tradizionale, proposta anche dal Bellori, individua nel dipinto una raffigurazione del trionfo di Galatea. D'altro canto, che Agostino Carracci abbia utilizzato come modello per il suo corteo marino il celeberrimo affresco di Raffaello (Villa Farnesina) dedicato all'apoteosi della bellissima ninfa è una conclusione largamente condivisa dagli studi.
Nonostante il tema del modello raffaellesco, tuttavia, la critica moderna tende escludere che questa scena della Galleria raffiguri lo stesso soggetto della Farnesina. Sono varie le alternative interpretative che sono state formulate sull'argomento del dipinto. Per una prima, più risalente, tesi, Agostino avrebbe raffigurato un episodio tratto dall'Asino d’oro (o Metamorfosi) di Apuleio che ha per protagonisti le divinità marine Portuno e Salacia (Libro IV).
Successive ipotesi hanno visto nel quadro una rappresentazione del mito di Glauco e Scilla, ovvero di un episodio delle storie di Teti e Peleo, ipotesi, quest'ultima, che poggia anche sulla circostanza che questo tema, in un affresco che presenta similitudini compositive con quello della volta Farnese, è stato affrontato da Agostino a Palazzo del Giardino, a Parma, poco dopo il suo congedo da Roma (1600 ca.).
Da ultimo è stato proposto che nel Trionfo marino della Galleria debba individuarsi una raffigurazione di Venere condotta sul mare ad una cerimonia nuziale. La fonte ispiratrice del tema sarebbe fornita da un epitalamio di Claudio Claudiano scritto per il matrimonio dell'imperatore Onorio. La tesi fa leva sulla ritenuta funzione celebrativa delle nozze Farnese-Aldobrandini, che parte della critica individua negli affreschi della volta della Galleria, e rileva che Claudiano è un autore "familiare" ad Annibale Carracci, da questi citato sia nella Venere dormiente con amorini, di poco successiva alla decorazione della volta farnesiana, sia nell'antecedente Venere abbigliata dalle Grazie di Washington (1590-95). 

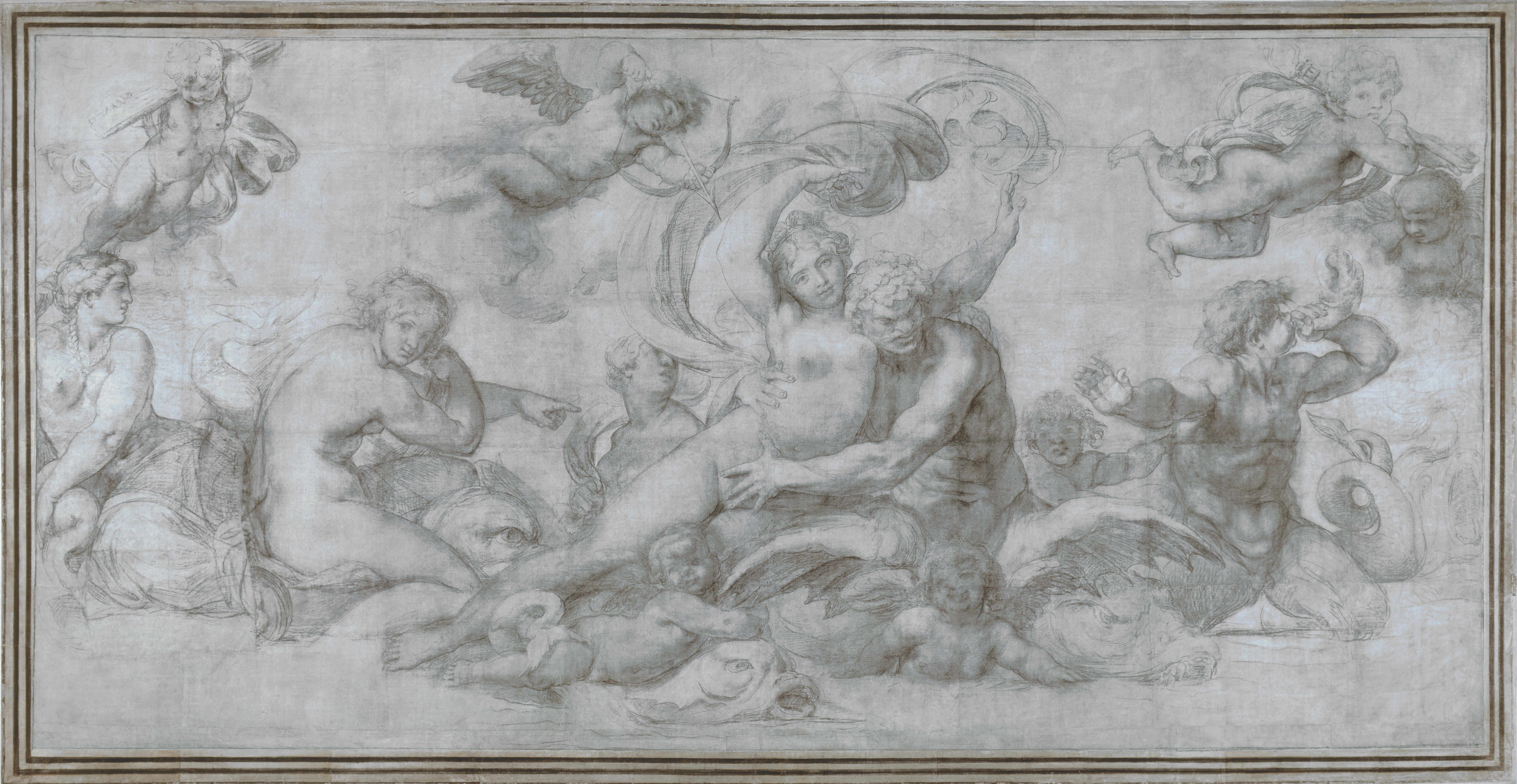
Il cartone dell'affresco, National Gallery

Pur spettando senza dubbio ad Agostino Carracci, in questa scena marina alcuni autori hanno individuato degli interventi di Annibale: si tratterebbe in particolare del putto in basso (spostato un po' a destra) che nuota a fianco di un pesce e del tritone a destra che suona in una conchiglia usata a mo' di buccina. Figura quest'ultima forse fonte ispiratrice di Bernini (la cui ammirazione per Annibale Carracci è documentata) per la sua Fontana del Tritone.
Un putto a fianco del tritone buccinatore si tappa le orecchie per proteggersi dal rumore: è un'altra citazione di un'invenzione di Correggio per la Camera della Badessa nel monastero di San Paolo a Parma.
La posa e i lineamenti del viso della protagonista femminile dell'affresco sono stati avvicinati alla statua della Venere Callipigia, mentre nel volto del personaggio maschile che abbraccia (o aggredisce?) la dea al centro del corteo marino si coglie una citazione del busto dell'imperatore Caracalla. Entrambe le sculture si trovavano a Palazzo Farnese e sono ora nel Museo archeologico di Napoli.
Interessante, infine, è il confronto dell’affresco di Agostino con il cartone (uno dei pochi superstiti). Si coglie, infatti, che nell'idea originaria il pube della deità femminile non era coperto dal panno che invece si vede nel dipinto. Il gesto della mano sinistra del protagonista maschile sembra quindi dare una connotazione decisamente erotizzante alla scena. Per gli autori che leggono in chiave edonistica le storie della volta, il Trionfo marino è pertanto una delle testimonianze più significative dello spirito gaudente che caratterizzerebbe gli affreschi del soffitto della Galleria Farnese.

#### Diana e Endimione

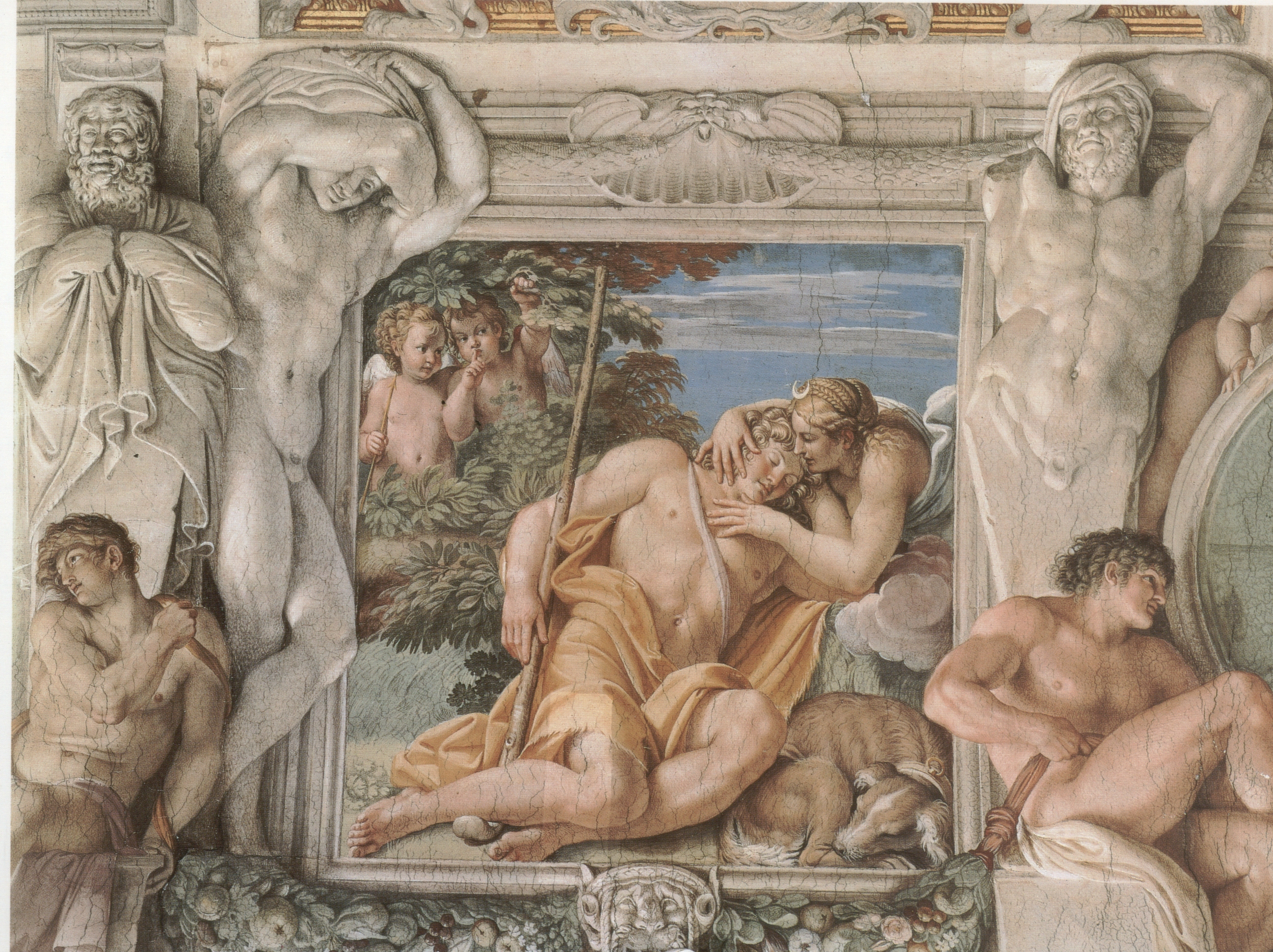
Diana e Endimione

Nelle versioni più antiche del mito di Endimione, questi è amato da Selene. È Selene che addormenta eternamente il giovane e bellissimo pastore per amarlo mentre egli dorme. La figura di Selene venne progressivamente confusa con quella di Diana, divinità anch'essa legata alla luna, che la sostituì anche nella storia di Endimione.

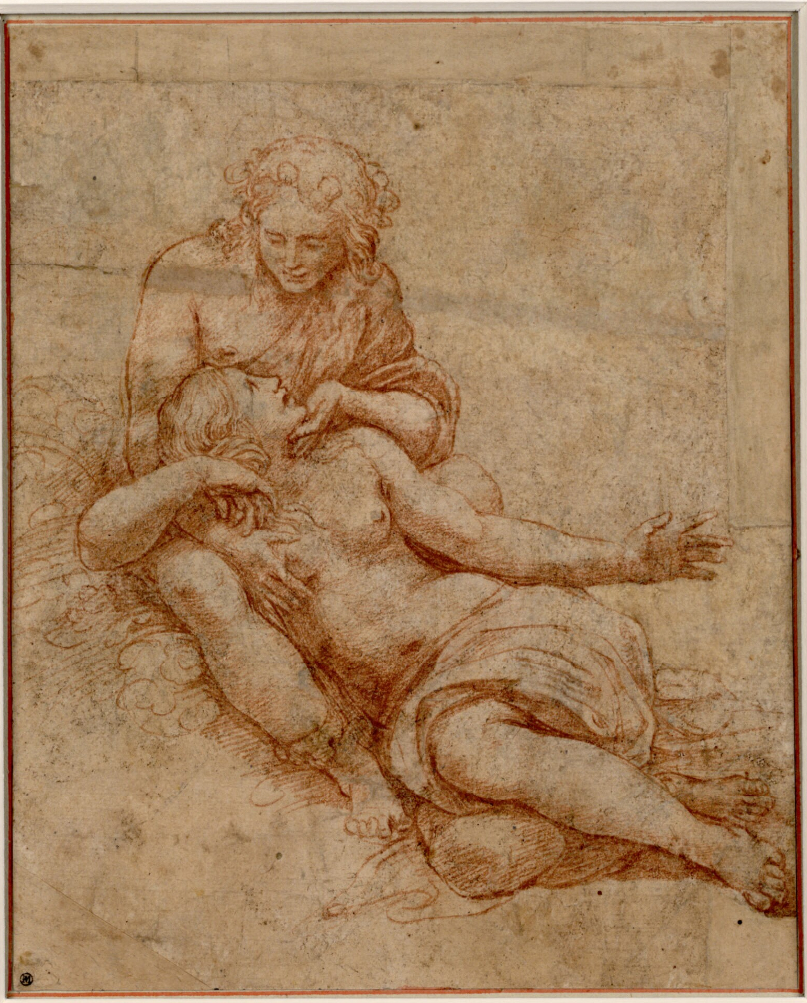
Giulio Romano, Venere e Adone, studio per l'affresco della Stufetta del cardinal Bibbiena, 1516, Vienna, Albertina

La presenza nell'affresco di Diana assume il senso – come forse già nel quadro con Diana e Pan – di sottolineare la forza del sentimento d'amore: anche l'austera dea cacciatrice – «non più gelida e schiva ma tutta calda d'amoroso foco», come dice il Bellori – può cedere ai suoi richiami.
Ancora il Bellori descrive con efficacia l'azione di Diana e l'abilità di Annibale nel rendere il momento raffigurato. Nell'abbracciare delicatamente il dormiente Endimione Diana, ad un tempo, esprime il trasporto per il giovane ma anche l'accortezza di non svegliarlo.
In altro a sinistra nel quadro vi è uno dei particolari più famosi della Galleria: due amoretti seminascosti tra le fronde spiano quanto sta accadendo. Uno, col dito sulla bocca, intima al suo compagno di fare silenzio per non disturbare il sonno di Endimione, l'altro «con lo strale in mano gode e ride, vedersi la più casta dea soggetta» (Bellori).
È stato rilevato che il mito di Endimione è stato raffigurato molte volte su sarcofagi di epoca romana. A questa possibile fonte si affianca il piccolo affresco con Venere e Adone, di Raffaello e bottega, parte della decorazione della Stufetta del cardinal Bibbiena.

#### Polifemo e Aci

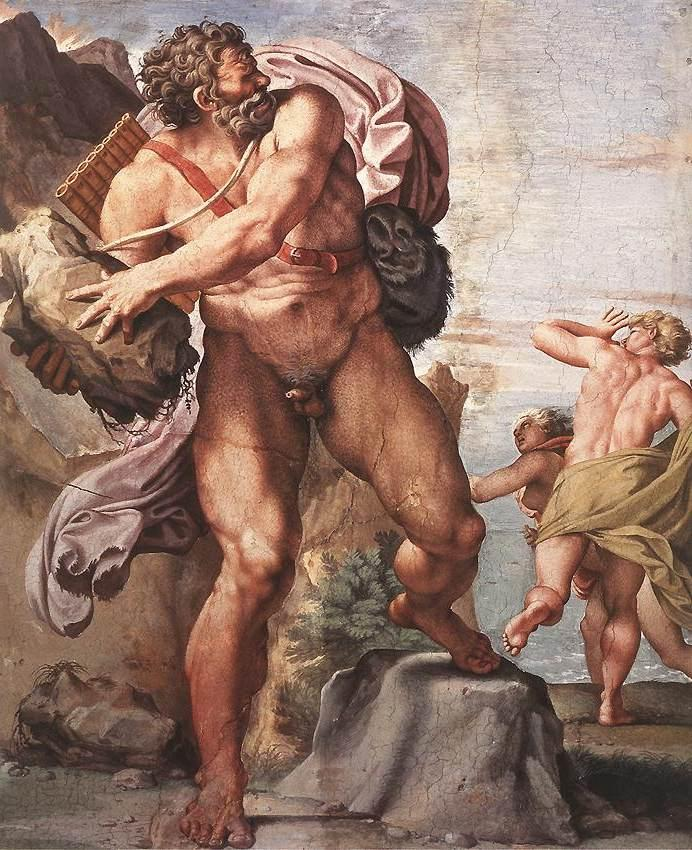
Polifemo e Aci

La scena, sul lato Nord, è il pendant di quella sul lato opposto con Polifemo e Galatea e ne costituisce il completamento.
Nel racconto di Ovidio (Metamorfosi, Libro XIII, 873-897), infatti, Polifemo concluso il suo canto per l'amata si imbatte in Galatea ed Aci che amoreggiano.
Il gigante è colto dall'ira e procuratosi un masso lo scaglia verso i due che intanto si sono dati alla fuga. Mentre la nereide riesce a trarsi in salvo tuffandosi in mare, Aci è colpito dalla roccia e muore. La pietà degli dèi trasforma l'amante di Galatea in una divinità fluviale.
Sullo sfondo (a sinistra) si scorge una veduta dell'Etna in eruzione: è una citazione letterale da Ovidio il quale racconta (tramite Galatea) che al clamore suscitato dalla furia del ciclope il vulcano rabbrividì.
I due quadri con Polifemo possono essere letti, nel loro complesso, quali rappresentazioni della possibile fallacia dell'amore e della sofferenza suscitata dai sentimenti non corrisposti da cui nessuno è al riparo, nemmeno lo spietato ciclope. 

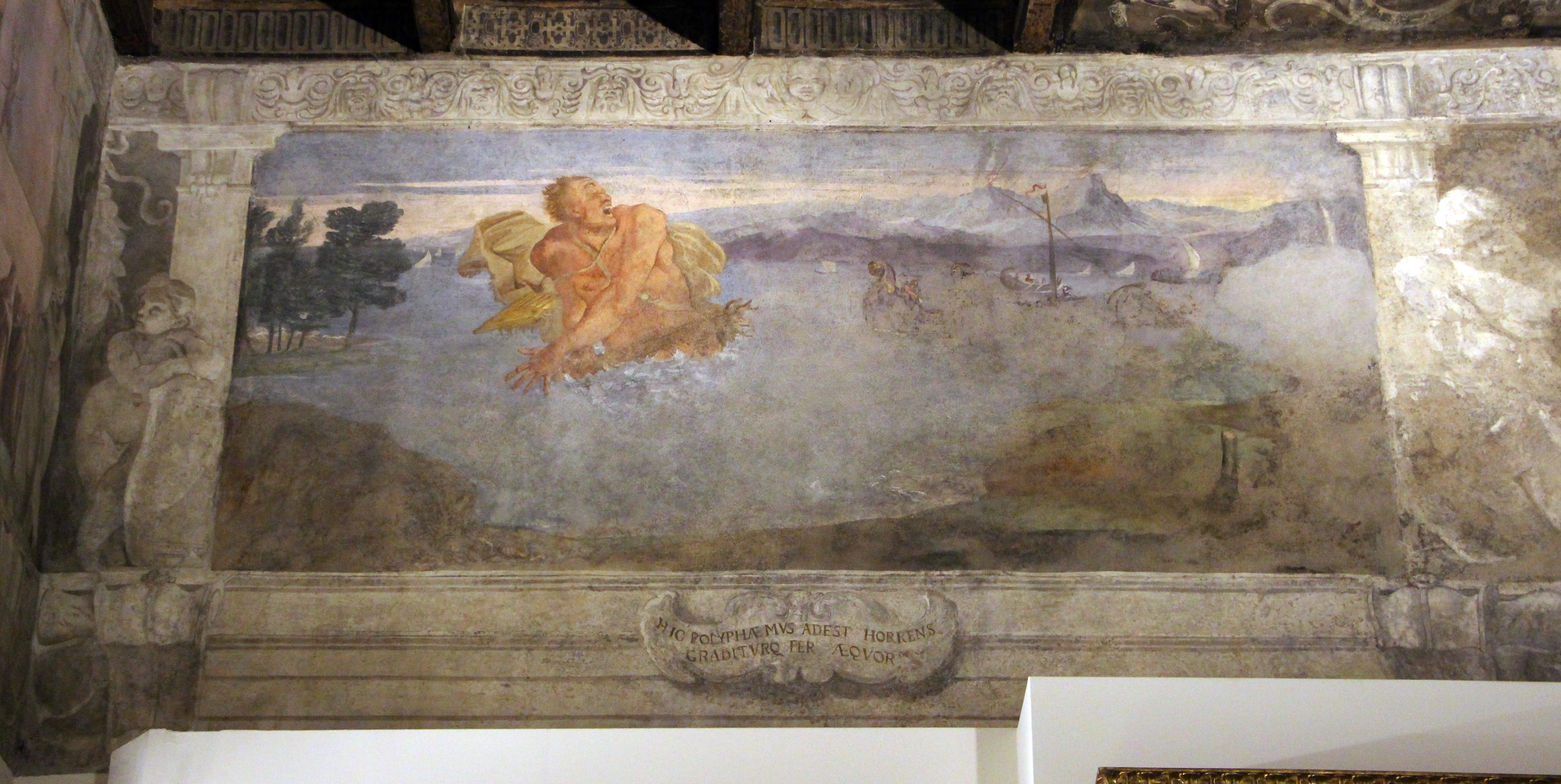
Annibale Carracci, Polifemo aggredisce la flotta troiana, 1590-93, Bologna, Palazzo Fava

Nell'efficace resa del moto del gigante che scaglia il masso, definito dalla sua torsione, Bellori coglie il riecheggiare delle riflessioni di Leonardo da Vinci sulla raffigurazione pittorica del corpo in movimento.
Anche in questo caso si è vista un'influenza dell'affresco di Annibale sull'opera del Bernini ed in particolare sul David realizzato per Scipione Borghese. Secondo Rudolf Wittkower, infatti, la statua berniniana muterebbe dal Polifemo della Galleria la resa della torsione corporea e la sospensione dell'azione nell'istante immediatamente antecedente al lancio della pietra.
Probabilmente, per la posa del gigante, Annibale si rifece al suo precedente affresco di Palazzo Fava a Bologna (parte del fregio con le Storie di Enea) in cui il ciclope, con gesto molto simile a quello che si osserva nella Galleria, scaglia dei tronchi d'albero sulla flotta dei Troiani.

#### Il ratto di Ganimede

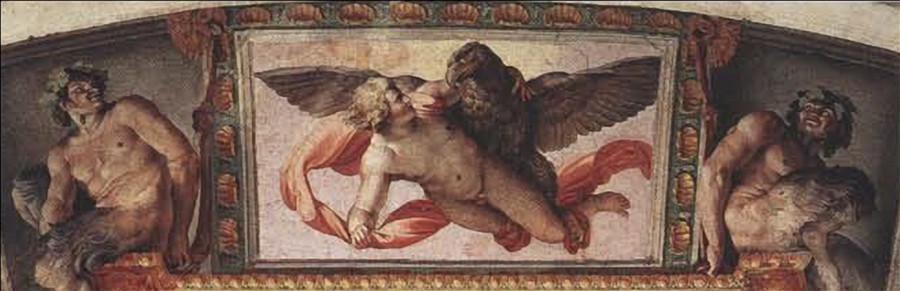
Il ratto di Ganimede

È raffigurato il mito di Ganimede, giovane di leggendaria bellezza del quale Giove si invaghì. Il re degli dèi, assunte le sembianze di un'aquila, rapì Ganimede portandolo con sé nell'Olimpo. Anche in questo caso la fonte letteraria dell'affresco, come per la scena corrispondente con Giacinto, è costituita dalle Metamorfosi (Libro X, 155-161).
In uno studio preparatorio per la decorazione della volta (conservato al Louvre), già compare (sia pure in una posizione diversa da quella finale) il gruppo con Ganimede e l'aquila. In questo primo abbozzo Annibale si è rifatto al celebre disegno di Michelangelo di identico soggetto. Il Carracci ebbe modo di studiare la composizione michelangiolesca attraverso una copia del disegno eseguita da Daniele da Volterra (artista che fu amico del Buonarroti e che lavorò per i Farnese), posseduta da Fulvio Orsini, dotto umanista al servizio del cardinale Odoardo.
Per la versione finale dell'affresco, tuttavia, il modello effettivamente seguito non fu più il disegno di Michelangelo, ma un antico gruppo scultoreo di proprietà dei Farnese – parimenti raffigurante Ganimede e l'aquila – anch'esso oggi nel Museo archeologico di Napoli.
Nel movimento ascensionale e nella posizione dei due protagonisti è forse possibile cogliere un rimando alla rappresentazione del medesimo tema eseguita da Baldassarre Peruzzi nei piccoli affreschi della Farnesina raffiguranti l'allegoria astrologica della data di nascita di Agostino Chigi.

#### I medaglioni

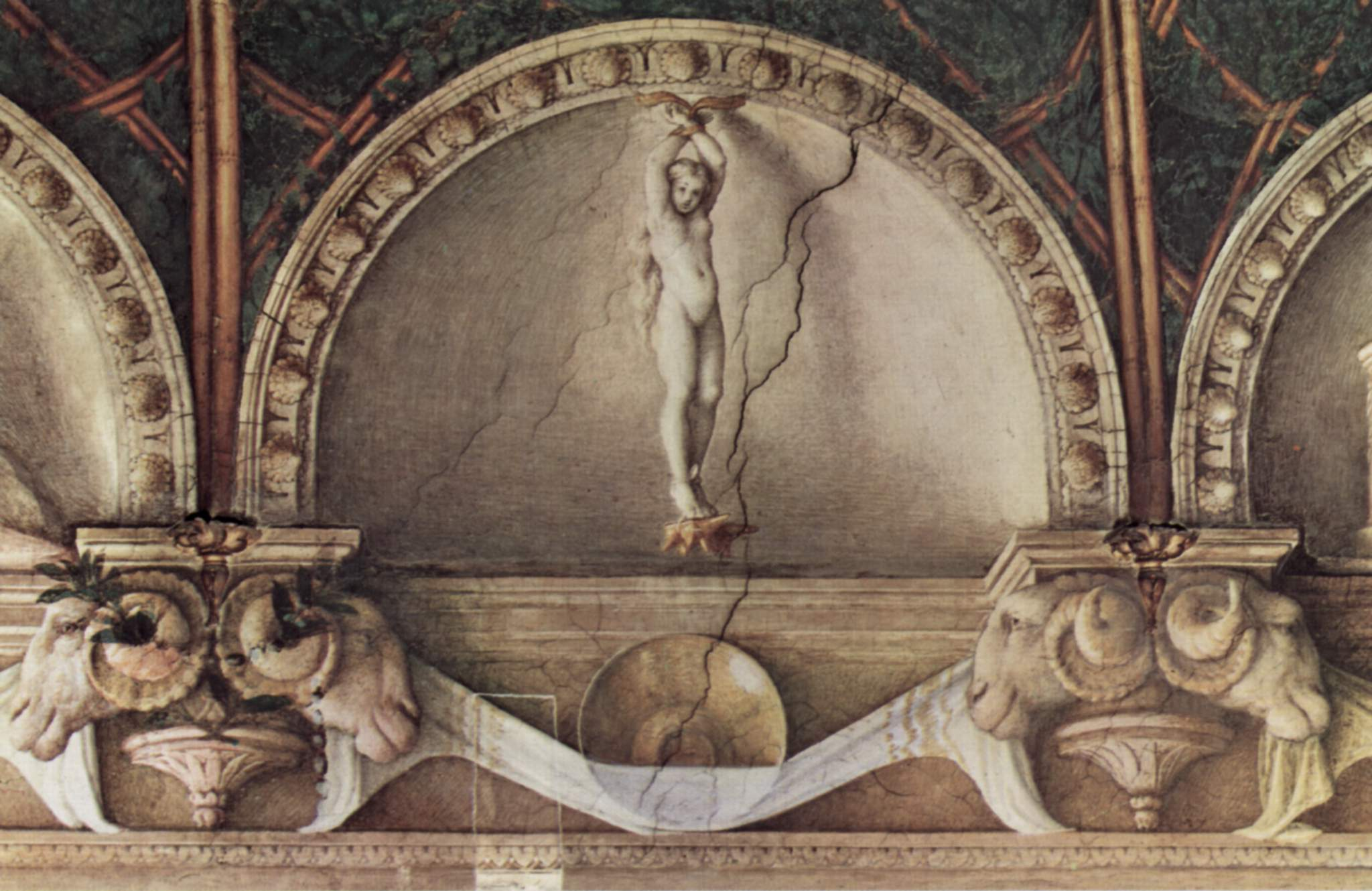
Correggio, Giunone punita, 1518-1519, Parma, Camera di San Paolo

Completano il programma iconografico della volta dodici medaglioni in finto bronzo ossidato che si infrappongono ai quadri riportati.
Concettualmente esemplati su quelli della Cappella Sistina, i tondi della Galleria Farnese sono stilisticamente molto vicini alle lunette monocrome della Camera di San Paolo, dipinte da Correggio a Parma, che, in taluni casi, sono citate letteralmente nei medaglioni di Annibale.
Anche alcune antiche monete romane, verosimilmente, sono state utilizzate come riferimento iconografico.
Quattro bronzi sono collocati, nella parte parietale della volta (sui lati corti), sotto i due quadri con le storie di Polifemo, nella illusionistica sovrapposizione di piani particolarmente accentuata in quelle sezioni della decorazione della Galleria.
Questi quattro medaglioni sono quindi in gran parte coperti e meno visibili. Sul loro tema, pertanto, non vi è certezza ed anzi in un caso, il medaglione a sinistra di Polifemo e Galatea, il tema è assolutamente oscuro (si ipotizza si tratti di una scena di ratto non meglio specificabile). Gli altri tre medaglioni semicoperti dovrebbero rappresentare: Giasone e il vello d'oro (a destra di Polifemo e Galatea); il Giudizio di Paride e Pan e Apollo (rispettivamente a sinistra e destra del quadro riportato con Polifemo ed Aci).
Chiara invece è l'iconografia dei restanti otto tondi in bronzo ben visibili sui lati lunghi della volta Farnese. Quasi tutte le storie dei medaglioni derivano dalle Metamorfosi di Ovidio.
| Medaglione | Soggetto              | Descrizione |
| ---------- | --------------------- | --- |
|            | Ero e Leandro         | È raffigurata la storia della sacerdotessa Ero e del suo giovane amante Leandro, narrata nelle Eroidi di Ovidio (XVIII-XIX). Leandro ogni sera attraversava l'Ellesponto per congiungersi all'amata che, con una torcia, gli indicava il punto da raggiungere. Una notte il vento spense il lume e il giovane, smarritosi, annegò. L'iconografia del medaglione sembra tratta da antiche monete romane che raffigurano questo mito, mentre nel putto che emerge dall'acqua e si arrampica sulla torre di Ero è stata colta un citazione della Battaglia di Cascina di Michelangelo. |
|            | Pan e Siringa         | La storia è tratta dalle Metamorfosi (Libro I, 689-712) dove è narrata la vicenda di Pan e Siringa, una casta ninfa seguace di Diana, che, per sottrarsi alle avances del dio, si trasforma in un fascio di canne palustri. Il suono prodotto dal sospiro di dolore di Pan tra le canne indusse questi a creare il suo flauto, tipico attributo del dio pastore (detto appunto flauto di Pan o anche Siringa). Annibale raffigura il momento culminante della favola quando, in un canneto in riva ad un fiume, Pan ha quasi raggiunto la ninfa e questa inizia a trasformarsi. Il Pan di questo bronzo è molto vicino a quello raffigurato da Correggio in una delle lunette della Camera di San Paolo, a Parma. |
|            | Salmaci e Ermafrodito | Come si legge nelle Metamorfosi (Libro IV, 285-388), Salmaci (o Salmacide) è una ninfa che viene rapita da una violenta passione per il giovanissimo Ermafrodito (figlio di Mercurio e Venere). Il ragazzo rifiuta con decisione le attenzioni amorose di Salmaci, finché questa, sorprendendo Ermafrodito che fa il bagno in uno stagno, tenta un nuovo vigoroso approccio. Di fronte all'ulteriore rifiuto di Ermafrodito, Salmaci prega gli dèi affinché i due divengano inseparabili. L'invocazione è accolta e i loro corpi vengono fusi in un unico essere dai caratteri contemporaneamente maschili e femminili. Nel tondo di Annibale è raffigurato il momento del forzato abbraccio della ninfa che produrrà l'irreversibile unione tra i due. Il medaglione con Salmaci e Ermafrodito è una delle parti peggio conservate della volta, rovinato da un antico restauro. |
|            | Omnia vincit Amor     | Omnia vincit amor (et nos cedamus Amori) è un verso delle Bucoliche (Egloga X, 69). La traduzione plastica o grafica di questo verso virgiliano, di cui già si legge nei commentari di Servio, fu resa mediante una sorta di gioco di parole, cioè raffigurando Cupido (ossia Amore) che sottomette Pan, in greco Πάν, parola simile a πᾶν, che nella stessa lingua significa tutto. Quindi Amore vince su Pan per significare che l'amore vince su tutto. Nel complesso della Galleria il medaglione può essere letto come una sorta di sintesi del complessivo significato del ciclo, ovvero, nella chiave di lettura moralizzante di origine belloriana, potrebbe rappresentare la vittoria dell'amor sacro sugli istinti sensuali di cui il ferino Pan è simbolo. Nello stesso periodo in cui si procedeva alla decorazione della volta Farnese, Agostino Carracci realizzava sullo stesso tema una delle sue incisioni più note. La stessa allegoria dell'omnia vincit amor campeggia al centro della Loggia Orsini, affrescata dal Cavalier d'Arpino sulla base di un programma iconografico elaborato da Torquato Tasso, nel palazzo dell'omonima famiglia romana sito nel rione Parione. Opera da molti ritenuta precorritrice (sul piano tematico) della Galleria Farnese. |
|            | Apollo e Marsia       | Marsia, un satiro, sfidò Apollo in una gara musicale. Il dio, dopo aver vinto la gara, punì orrendamente Marsia per la sfrontatezza della sfida, scorticandolo vivo. Gli dèi mossi a pietà tramutarono le lacrime di Marsia cadute a terra in un fiume. A questo epilogo alluderebbe la figura sdraiata, in sembianze di divinità fluviale, sotto l'albero del supplizio (altra interpretazione è che si tratti di Olimpo, amante di Marsia). Nella figura del satiro appeso all'albero è stato colto un rimando alla statuaria antica. In particolare, secondo lo storico dell'arte John Rupert Martin un buon esempio cui potrebbe essere associato il Marsia di questo bronzo è una statua del satiro appeso e in procinto di essere scuoiato custodita negli Uffizi. Nella sua lettura edificante degli affreschi Bellori assegna questo significato al medaglione: «Apolline che scortica Marsia [va] inteso come la luce della sapienza che toglie all'anima la ferina spoglia». Anche in questo caso il tema è ripreso dalle Metamorfosi (Libro VI, 382-391). |
|            | Borea e Orizia        | Borea, vento del Nord, è innamorato di Orizia, figlia del re Eretteo. Dapprima Borea cerca di ottenere Orizia chiedendone la mano al padre, ma al recalcitrare del re, Borea si fa ragione con la forza rapendo Orizia e portandola via con sé sotto le sue ali (Metamorfosi, Libro VI, 382-391). Un sintetico brano di paesaggio in lontananza, visto dall'alto, rende l'effetto del volo di Borea e Orizia. |
|            | Orfeo e Euridice      | Ulteriore derivazione dalle Metamorfosi (Libro X, 1-63), nel medaglione si narra la storia di Orfeo che, affranto per la prematura morte di sua moglie Euridice, scende agli inferi e riesce a convincere Proserpina, con un canto appassionato al suono della cetra, a consentire che Euridice torni, viva, sulla terra. Vi è però una condizione: fino a quando non siano usciti dalla valle dell'Averno, Orfeo non deve mai volgere lo sguardo verso Euridice che lo segue. Orfeo, però, non riesce a resistere al desiderio di rivedere sua moglie e fatalmente si gira verso di lei. In questo stesso istante – come si vede nel bronzo – Euridice, per la vana disperazione di suo marito, è definitivamente risospinta nell'Ade. È probabilmente uno dei medaglioni più belli della serie, ove meglio si coglie l'abilità di Annibale, secondo l'esempio delle lunette parmensi di Correggio, nel dare, attraverso le ombreggiature, il senso della forma illusionisticamente concava della borchia, dalla quale emergono, altrettanto illusionisticamente, le figure in rilievo. |
|            | Ratto di Europa       | Ancora una volta la fonte del medaglione è il poema di Ovidio (Libro II, 846-675). Giove, invaghitosi della principessa fenicia Europa, assume le sembianze di un toro per confondersi con gli armenti del padre di costei e poterla così avvicinare. Comportandosi come una bestia mansueta – si fa addirittura inghirlandare le corna, come mostrato nel medaglione – Giove carpisce la fiducia della giovane, tanto che Europa si spinge a montargli in groppa. Il re degli dèi allora fugge verso il mare (nel tondo si vedono i flutti), rapendo la principessa, che poi farà sua (e concependo così Minosse). Si è ipotizzato che la fonte iconografica di questo bronzo possa essere individuata in un antico gruppo scultoreo con la Nike tauroctona, facente parte delle raccolte vaticane. |

#### Elementi decorativi

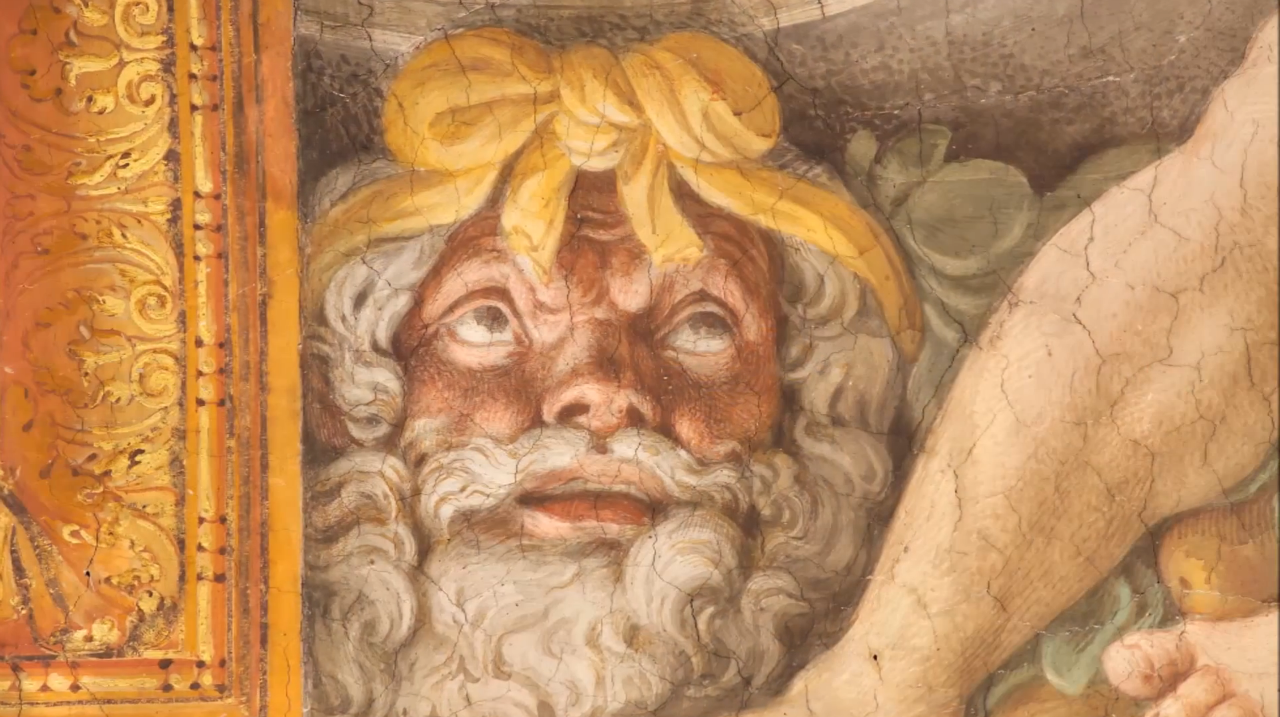
Mascherone della volta

La volta ha un ricchissimo apparato decorativo. Collocati sul cornicione che divide il soffitto dalle pareti vi sono, a fianco ai medaglioni, alcuni giovani nudi dal fisico muscoloso derivati dagli ignudi michelangioleschi della Cappella Sistina. Secondo il Malvasia uno di essi spetterebbe a Ludovico Carracci, eseguito durante una visita romana fatta al cugino Annibale.
Adagiati sulle finte cornici tonde dei medaglioni compaiono dei putti (alcuni con zampe caprine, sono dei satiretti) di chiara reminiscenza correggesca. Uno di loro sta facendo pipì: è un dettaglio scherzoso che ben si confà allo spirito complessivo degli affreschi della volta e del quale vi sono alcuni precedenti nella grande pittura rinascimentale (ad esempio in Tiziano o in Giulio Romano).

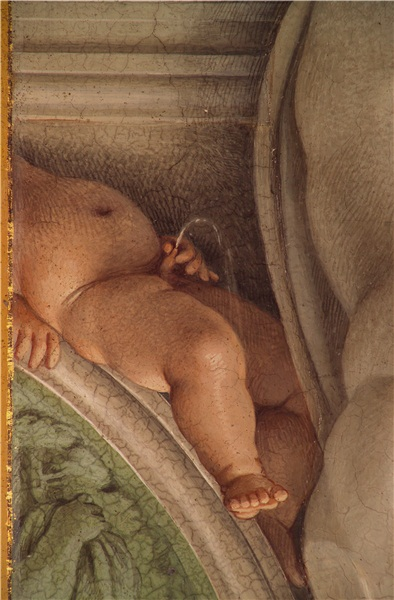
Putto mingens, dettaglio della volta

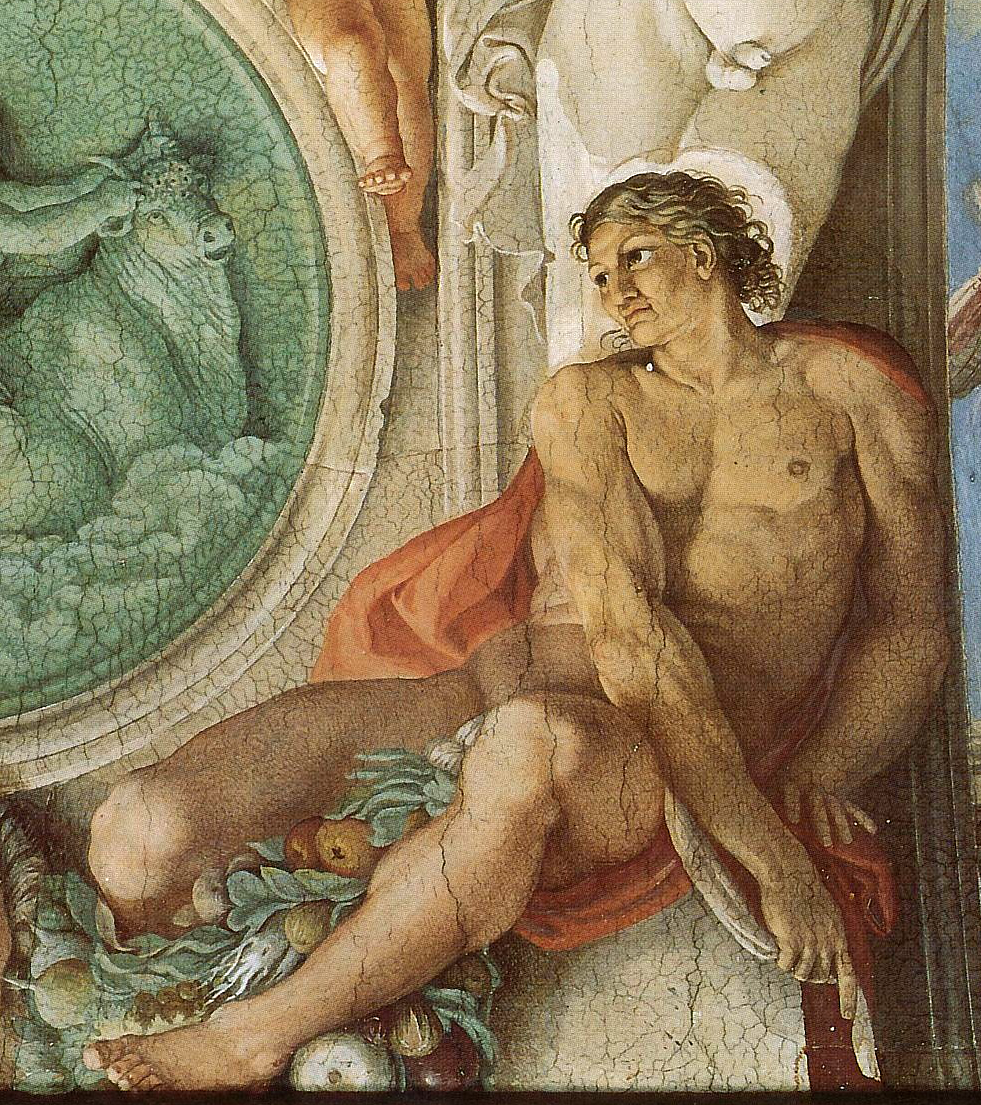
Il Nudo attribuito a Ludovico Carracci

Sempre sul cornicione della volta vi sono delle erme-telamoni, spesso in coppia, che reggono un secondo, illusionistico, cornicione che divide la zona centrale del soffitto dai fregi laterali. Le erme compartiscono lo spazio dei fregi in intervalli dove sono collocati i quadri riportati e i medaglioni e richiamano i telamoni che si alternano alle Storie della fondazione di Roma, dipinte da Annibale, Agostino e Ludovico Carracci diversi anni prima a Bologna (Palazzo Magnani). Talora, nelle erme della Galleria, Annibale ha inserito delle sbrecciature per accentuarne il senso di antichità.
I telamoni accoppiati in corrispondenza degli angoli si protendono uno verso l'altro in un abbraccio: è un brillante espediente col quale Annibale è riuscito a mantenere la continuità del fregio (definito dal finto cornicione retto dalle erme) nonostante la concavità della volta che alla giuntura dei lati non determina un angolo retto.
Quattro satiri dalla forte caratterizzazione ferina sono seduti sulle finte cornici dei grandi quadri con Polifemo. Infine, dei mascheroni – taluni policromi, altri monocromi – sono collocati sotto i medaglioni e i quadri dei fregi. Hanno espressioni grottesche, a volte decisamente comiche, e rendono il gusto caricaturale di Annibale, inventore di questo genere. Anche le maschere della Galleria sono lo sviluppo di un'invenzione già anticipata nel fregio di Palazzo Magnani.
L'intera decorazione dialoga con le scene narrative: alcuni ignudi sono intenti a contemplare quanto accade nei quadri e nei medaglioni, l'attenzione di due dei satiri sembra essere richiamata dal clamore del corteo bacchico che irrompe nel mezzo del soffitto, mentre le maschere offrono un campionario di muti commenti salaci, tristi o sbigottiti a quanto succede sopra di loro.

## Le pareti della Galleria

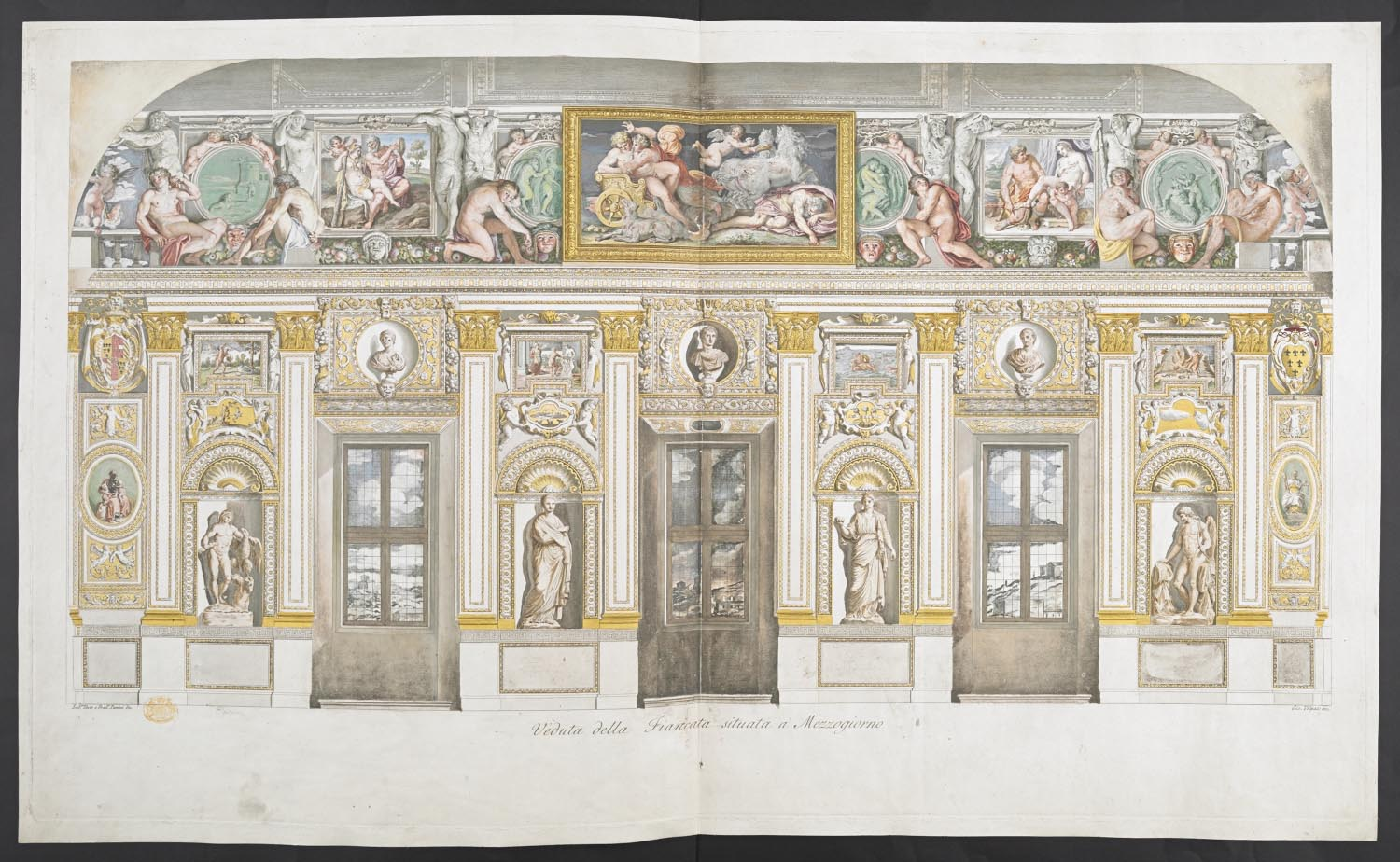
Una delle pareti lunghe della Galleria in una riproduzione incisoria di Giovanni Volpato

Le pareti della Galleria furono decorate qualche anno dopo la conclusione dell'impresa della volta, a partire orientativamente dal 1603. Probabilmente la causa di questa interruzione dei lavori fu la necessità di attendere l'ultimazione del ricco apparato in stucco dei muri cui, secondo alcuni, sovrintese lo stesso Annibale.
La critica moderna, pressoché concorde, coglie nelle pareti un forte salto stilistico rispetto agli affreschi del soffitto. Mentre questi ultimi sono caratterizzati da uno spirito gioioso e gaudente, le storie delle pareti hanno un tono severo e presentano una certa astrattezza nel tratto.
La differenza è, almeno in parte, dovuta alla circostanza che Annibale si avvalse, per questa seconda campagna decorativa nella Galleria Farnese, anche degli allievi bolognesi che nel frattempo lo avevano raggiunto a Roma: dapprima il Domenichino, attivo già sui lati corti, poi anche altri che operarono (insieme allo Zampieri) sulle pareti lunghe. 

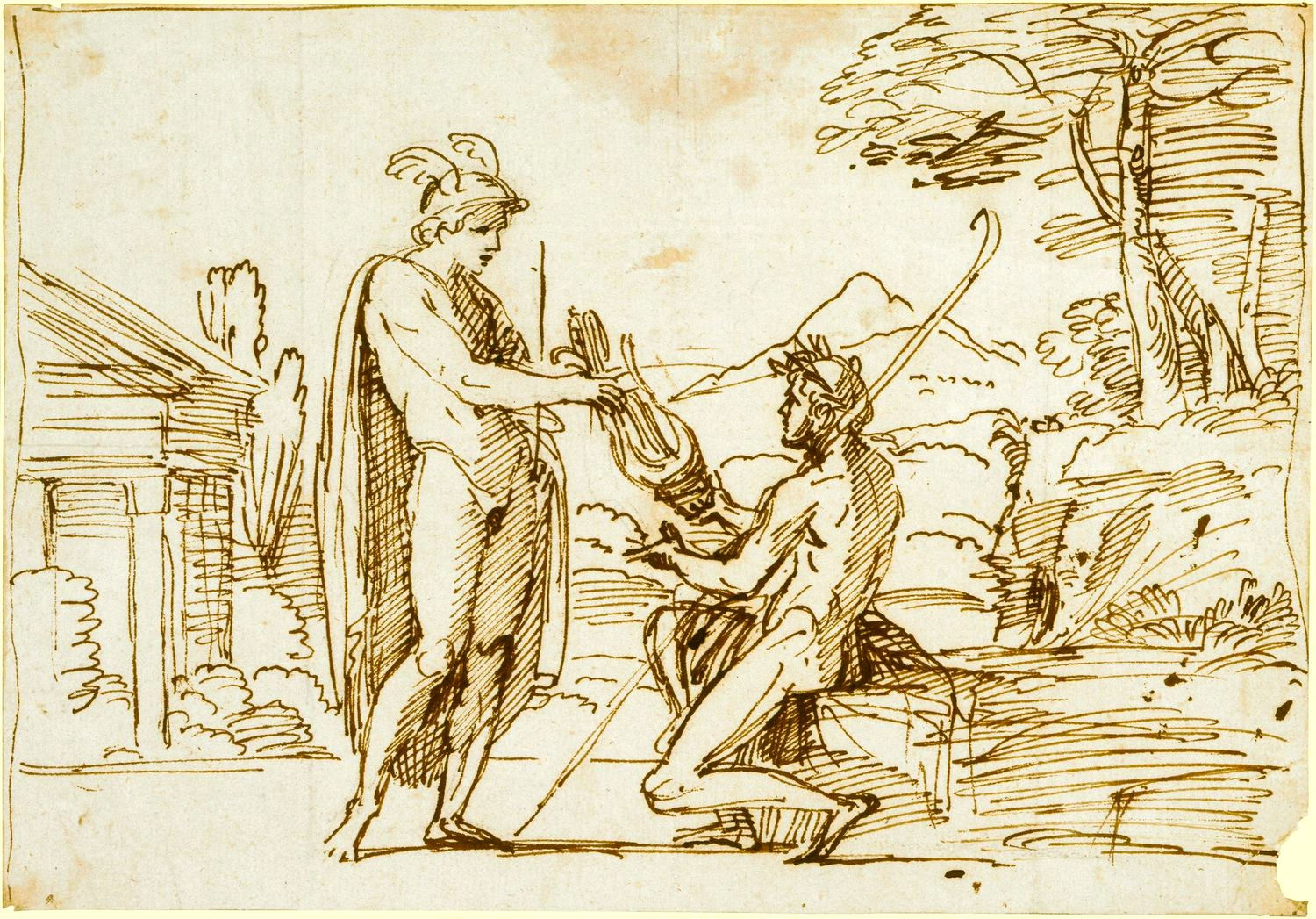
Mercurio e Apollo, Windsor Castle. Disegno preparatorio di Annibale Carracci per una delle piccole storie mitologiche delle pareti lunghe: probabilmente è l'unico contributo autografo all'ideazione delle storiette dei lati lunghi pervenutoci

A giudizio di alcuni studiosi l'intervento degli aiuti, tuttavia, non sarebbe l'unica spiegazione di questa differenza. 
Parte della critica moderna, infatti, ritiene che le pareti della Galleria non fossero incluse nel programma iconografico originario, ma che siano un'aggiunta posteriore, ideata – si ipotizza da Giovanni Battista Agucchi – come correttivo moralizzante delle scene della volta, rivelatesi troppo licenziose. L'austerità dello stile degli affreschi delle pareti, quindi, rifletterebbe, secondo questa prospettiva, anche la diversa intenzione con la quale sono stati concepiti.
Non tutti condividono questa idea e, in linea con quanto si legge nel Bellori, ritengono le pareti parte di un medesimo progetto iconografico, unitariamente pianificato, sin dall'inizio, per l'intera Galleria. Per quest'altra posizione critica la diversità stilistica rispetto alla volta va spiegata unicamente con la presenza dei giovani aiutanti di Annibale e con la conseguente necessità da parte sua di adottare uno stile più "semplice", replicabile in modo uniforme dai suoi discepoli. Soluzione che Annibale avrebbe mutuato dall'esempio del Raffaello maturo, quando anche il genio urbinate si trovò a capo di un nutrito gruppo di giovani talenti.
Anche l'intervento dell'Agucchi in veste para-censoria non convince tutti, ed anzi si rileva che lo stesso prelato ed esperto d'arte bolognese, proprio in quegli anni, aveva espresso vivo apprezzamento per un'opera di Annibale dall'esplicito significato erotico (e forse connessa all'impresa della Galleria) quale la Venere dormiente con amorini.
Alla decorazione delle pareti non partecipò, invece, Agostino Carracci, morto nel 1602 e che comunque aveva già lasciato Roma da qualche tempo (probabilmente nel 1600), pare a causa di un litigio con Annibale le cui ragioni rimangono oscure.

### Pareti corte
Le prime ad essere affrescate furono le pareti corte della Galleria dove, in due grandi riquadri che occupano quasi l'intera larghezza del muro, sono raffigurate le storie di Perseo. Anche in questo caso la fonte da cui sono tratte le scene sono le Metamorfosi ovidiane.

#### Perseo e Andromeda

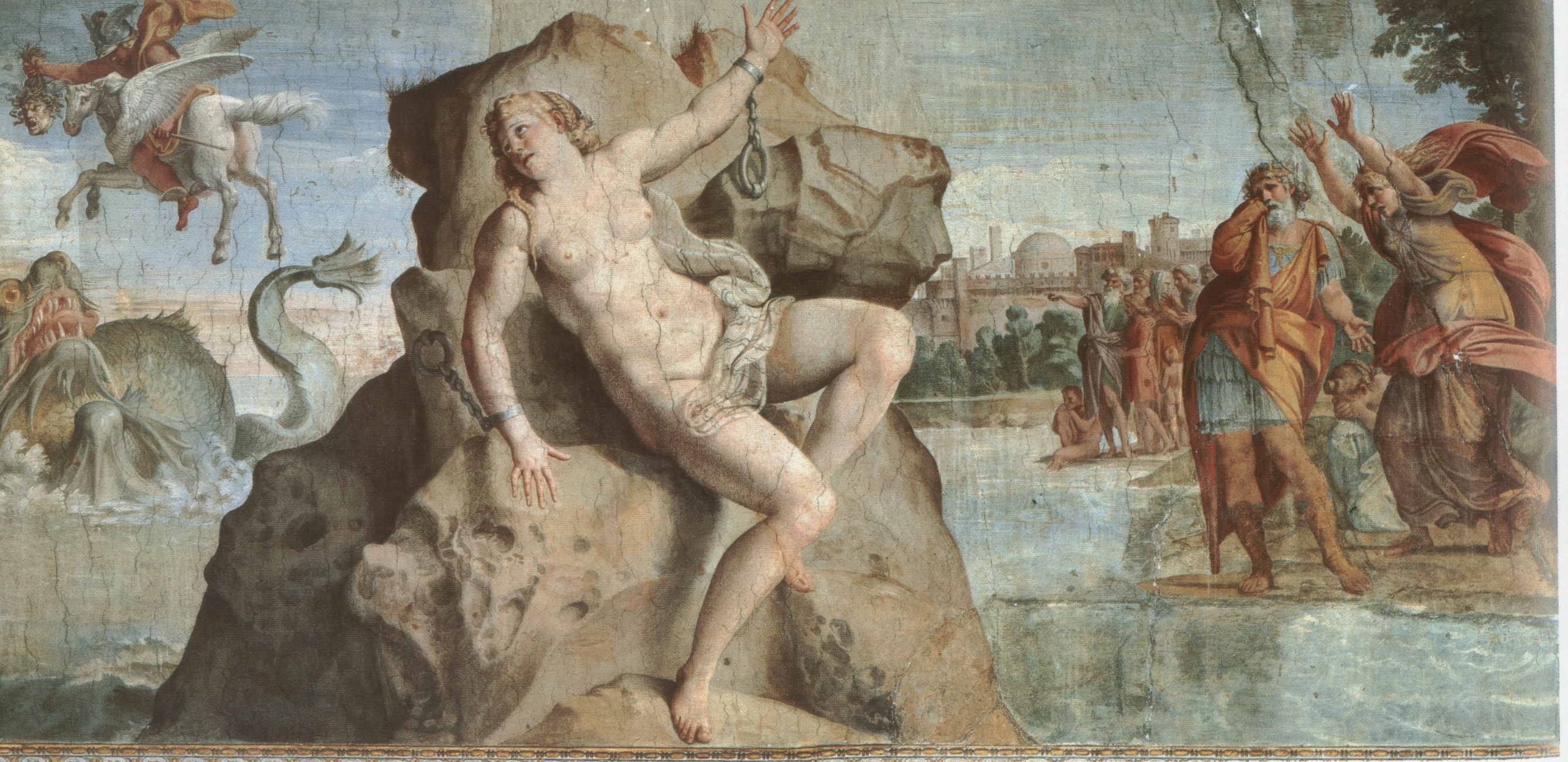
Perseo e Andromeda

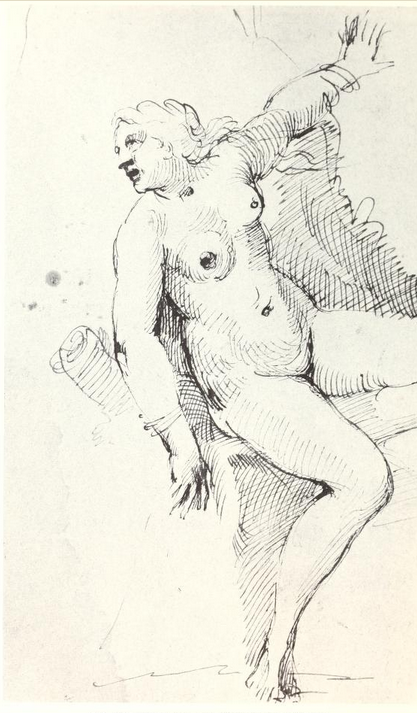
Studio di Andromeda, Windsor Castle

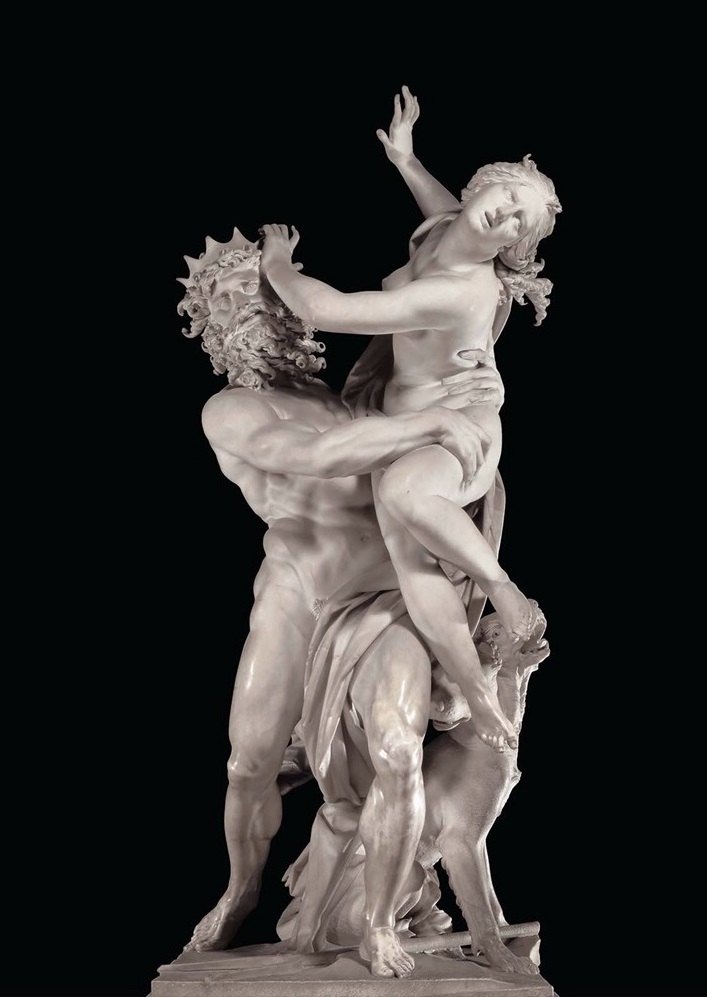
Gian Lorenzo Bernini, Ratto di Proserpina, 1621 - 1622, Roma, Galleria Borghese

Andromeda è una principessa etiope. Sua madre, vantandosi, aveva detto che Andromeda fosse più bella delle nereidi, al che, Ammone (divinità del luogo), ritenendo l'affermazione oltraggiosa, ordinò che Andromeda fosse data in pasto ad un mostro marino.
Quando la giovane è già incatenata ad uno scoglio, sopraggiunge Perseo che se ne innamora all'istante. L'eroe si rivolge ai disperati genitori della principessa e promette loro di salvare Andromeda se essi gliela daranno in sposa. Questi naturalmente accettano e Perseo prontamente uccide il mostro, liberando la giovane.
Annibale ha introdotto delle varianti al racconto di Ovidio (Libro IV, 665-739): mentre nelle Metamorfosi Perseo si libra in volo grazie ai calzari alati ricevuti da Ermes, nel dipinto (in alto a sinistra) egli è in groppa a Pegaso; inoltre, se in Ovidio l'arma con la quale Perseo uccide il mostro è una spada, nell'affresco egli utilizza la testa di Medusa che precedentemente aveva decapitato.
La patetica espressione di Andromeda – il cui estremo pallore è una citazione da Ovidio, che descrive la principessa terrorizzata «simile ad una statua marmorea» – è stata messa in relazione all'Estasi di santa Cecilia, opera bolognese di Raffaello.
Padre e madre di Andromeda (a destra) sono largamente ritenuti un apporto del Domenichino: alcune esitazioni e una certa goffaggine delle figure tradirebbero l'età ancora molto giovane dell'allievo di Annibale. Anche il gruppo di astanti a sinistra dei genitori è considerato un contributo di bottega, ma di più alta qualità e quindi attribuibile ad un aiuto in quel momento più esperto dello Zampieri.
Per il Bellori Andromeda legata allo scoglio e in balìa del mostro esprime come «l'anima allacciata dal senso divenga pasto del vizio, qualora Perseo, cioè la ragione e l'amor onesto, non la soccorre».
Secondo alcuni studiosi l'algida bellezza di Andromeda sarebbe stata il modello seguito da Bernini per la figura di Proserpina del gruppo scultoreo raffigurante il ratto della dea da parte di Plutone.

#### Perseo e Fineo

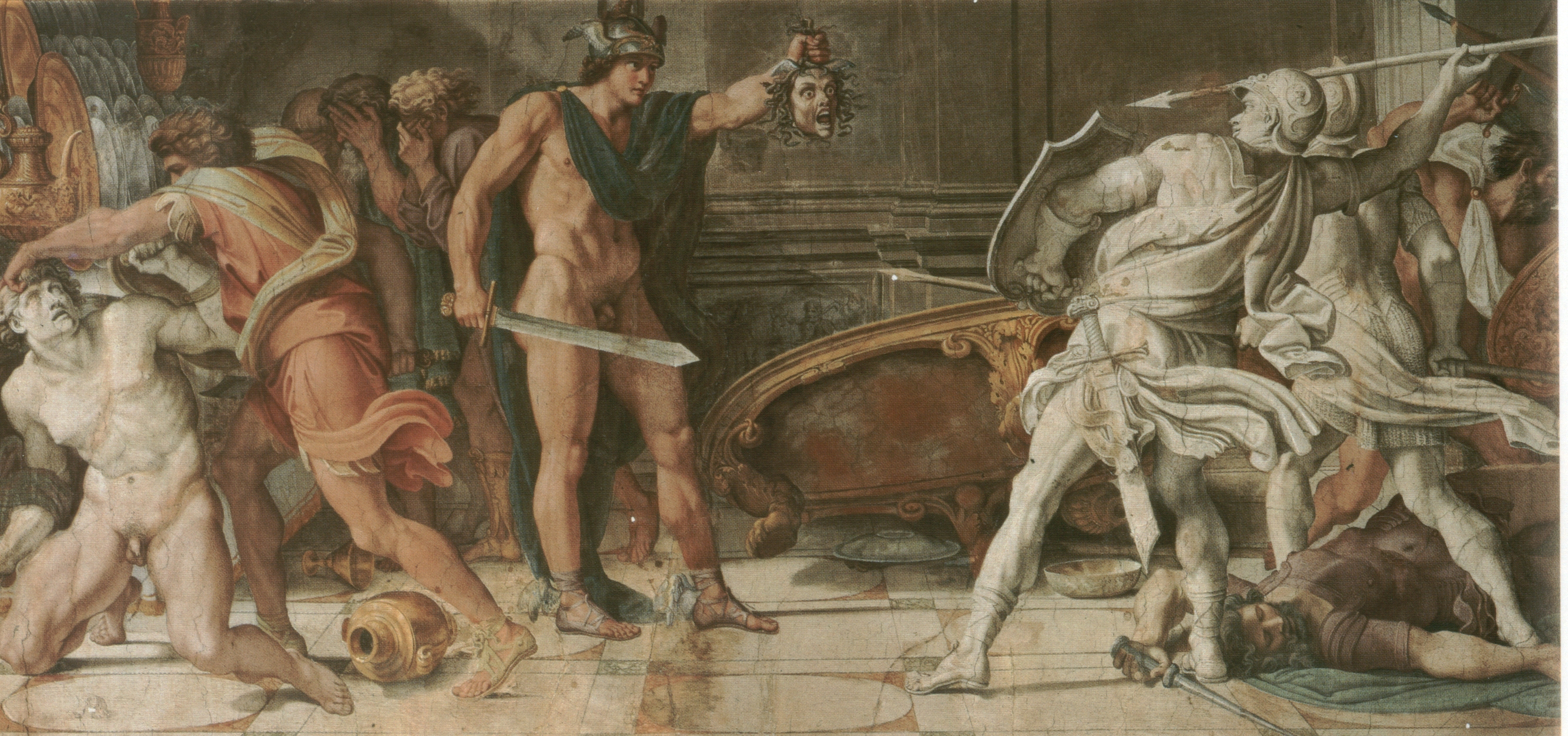
Perseo e Fineo

È il seguito dell'episodio precedente (Metamorfosi, Libro V, 1-45 e 207-235). Fineo, zio e già promesso sposo di Andromeda, irrompe, col suo seguito di armati, nel palazzo reale dove stanno per celebrarsi le nozze tra Perseo e la principessa che l'eroe ha poco prima tratto in salvo.
Fineo ritiene di essere stato tradito ed oltraggiato dalla rottura della precedente promessa di matrimonio con Andromeda e a nulla valgono le spiegazioni del padre di lei che tenta di fargli capire che accettare la richiesta di Perseo è stato l'unico modo per salvare la vita della giovane. Ne scaturisce una furiosa battaglia, al culmine della quale, Perseo, vedendosi ormai soverchiato dai numerosi nemici, estrae la testa di Medusa e li pietrifica.
Fineo, atterrito dal prodigio, invoca la clemenza di Perseo, ma per lui non ci sarà pietà: a sinistra nell'affresco (con qualche licenza rispetto al racconto di Ovidio) un compagno dell'eroe gira con forza la testa di Fineo, implorante in ginocchio, verso Perseo che regge la testa della gorgone. Immediatamente inizia la trasformazione di Fineo in una statua. Annibale raffigura questo evento nel corso del suo stesso accadere: la testa e il torso di Fineo sono già di marmo, mentre le sue gambe sono ancora di carne viva.

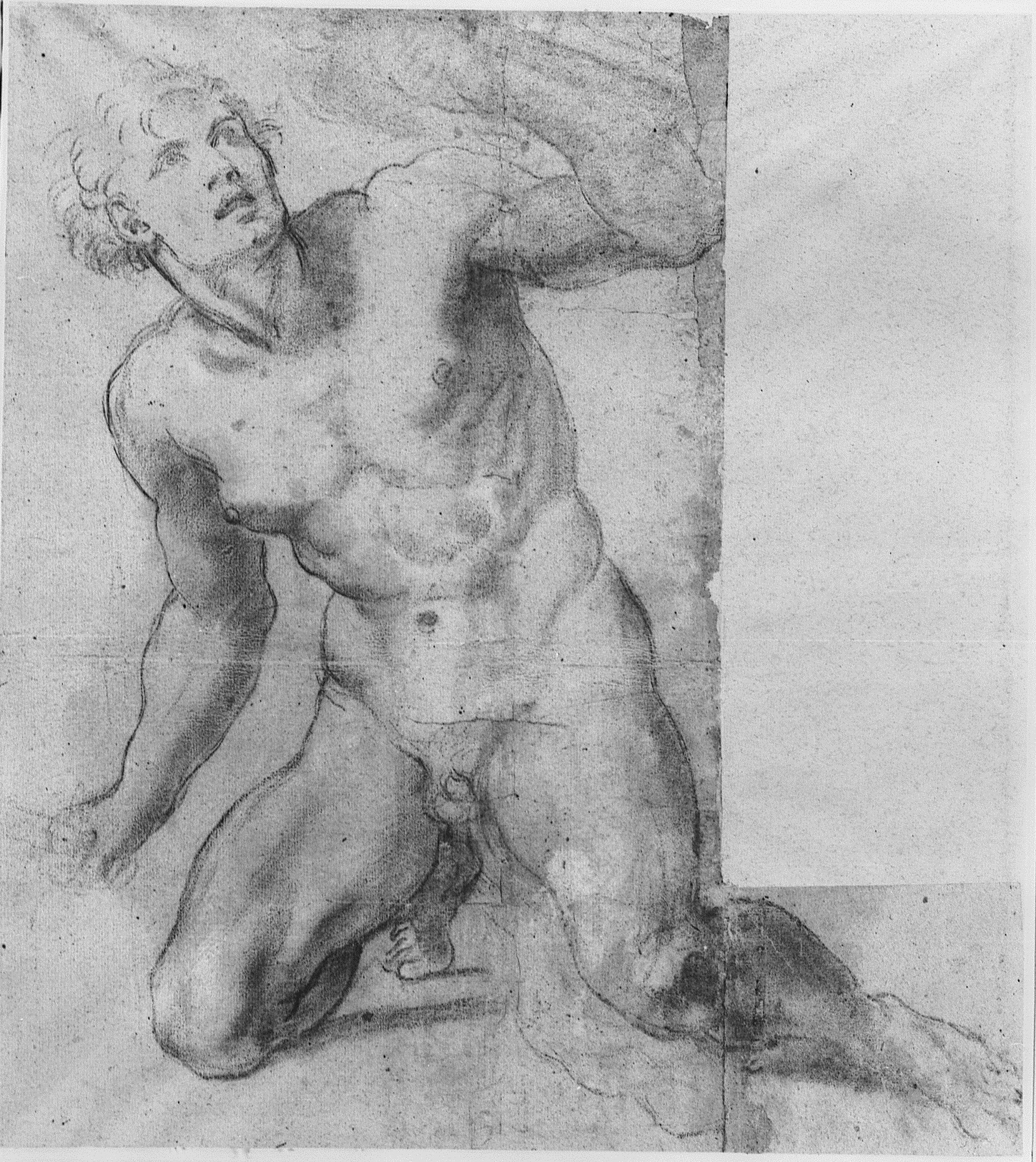
Studio di Fineo, Windsor Castle

La scena abbonda di citazioni di antiche sculture (non solo nelle figure pietrificate). Fineo rimanda al cosiddetto Gladiatore Borghese e al Torso del Belvedere, mentre la figura di Perseo riecheggia l'Apollo del Belvedere e le statue del Gruppo dei Tirannicidi – ennesima scultura farnesiana ora a Napoli – dalle quali deriva la severità della posa e l'accentuata tensione muscolare. Nel combattente che giace morto a destra (sotto i due compagni di Fineo divenuti di marmo) è ripresa la statua di un Gigante caduto, copia romana (già in possesso dei Farnese ed ora a Napoli) di una delle statue del Piccolo Donario Pergameno, fatto erigere ad Atene. Dietro il tavolo rovesciato (al centro), infine, è sommariamente raffigurato un rilievo riconducibile a quello con Marco Aurelio che officia un sacrificio, uno degli episodi che istoriavano l'arco trionfale dello stesso imperatore (Musei Capitolini).
Notevole, infine, è la raffigurazione del ricco vasellame, altro possibile punto di contatto con gli affreschi mantovani di Giulio Romano ed in particolare con la scena del Banchetto di Amore e Psiche.
Nell'affresco con Perseo e Fineo, parte della critica ha visto il maggior punto d'approdo dell'evoluzione di Annibale verso quello che è stato definito stile ideale, caratterizzato dalla ricerca della perfezione del disegno e del rigore della forma, stile cui sono improntanti gli ultimi anni della sua vicenda artistica.
Pur tra i testi di apertura del filone classicista della pittura del Seicento, il Perseo e Fineo di Annibale, per la sua capacità eternare l'attimo che si evince nelle figure trasformate in pietra, ha avuto un rilevante influsso sulla scultura barocca romana.
In pittura, delle notevoli riprese di questo riquadro della Galleria si trovano in dipinti di Luca Giordano e di Sebastiano Ricci raffiguranti lo stesso soggetto.
Per il Bellori l'allegoria morale della favola sta nell'identificazione di Medusa con la voluttà che muta in sasso Fineo e i suoi compagni.

### Pareti lunghe

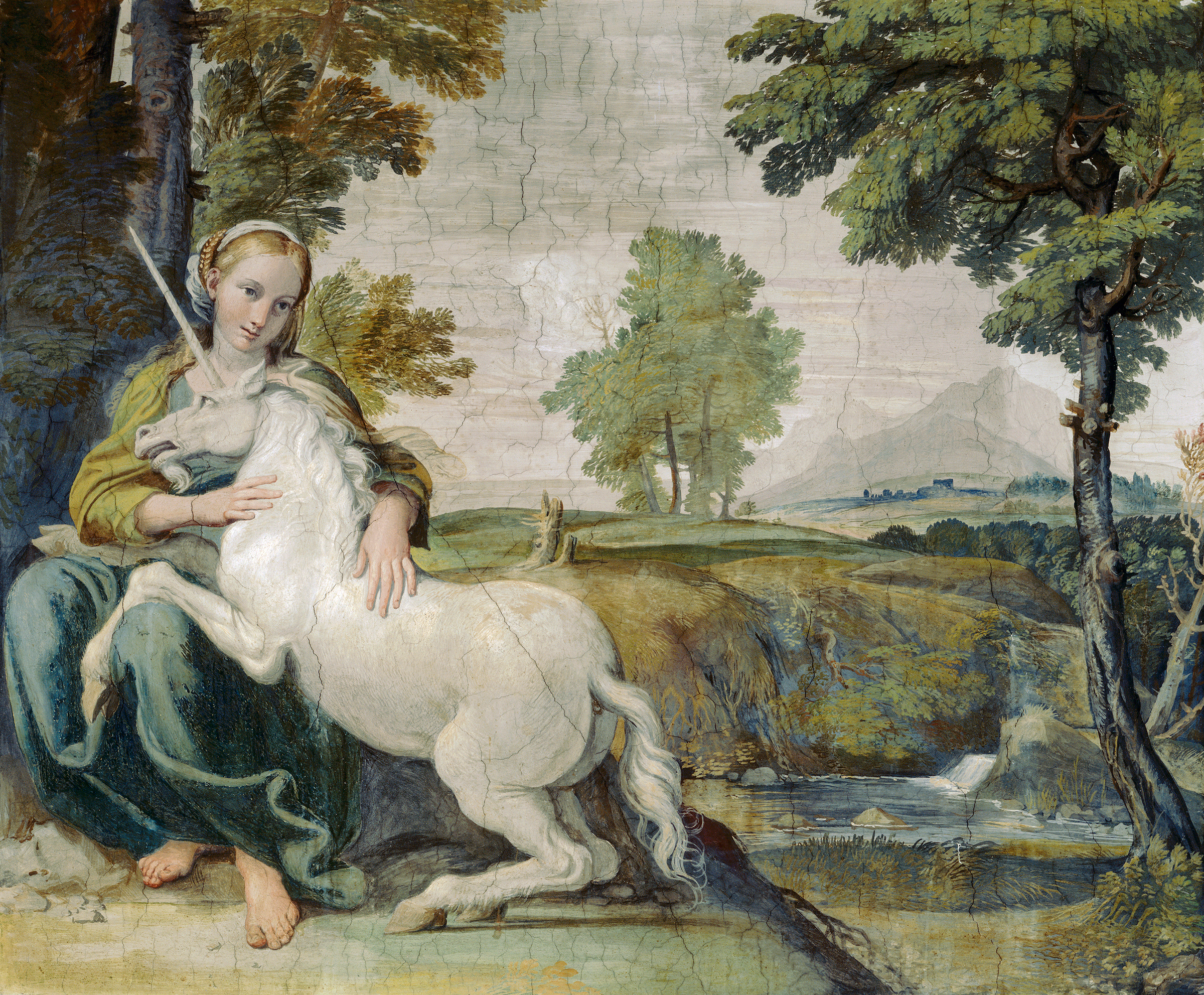
Vergine con l'unicorno

Ultimo atto della decorazione della Galleria, le pareti lunghe vennero portate a compimento intorno al 1606-1607. Scarso fu il contributo esecutivo di Annibale – ormai già malato – che forse si limitò solo alla preparazione del cartone della Vergine con l'unicorno, dipinta dal Domenichino, e all'ideazione delle altre scene, affrescate dagli allievi, tra i quali, oltre allo stesso Domenichino, pare sicura la presenza di Sisto Badalocchio e di Giovanni Lanfranco, mentre è discussa quella di Francesco Albani e di Antonio Carracci.
Il programma delle pareti lunghe è piuttosto articolato. La scena più significativa è la già menzionata Vergine con l'unicorno, – animale fantastico emblema dei Farnese – che è collocata sull'unica porta di ingresso alla Galleria che si apre sui lati lunghi (precisamente su quello orientale). In questo notevole affresco, il Domenichino – anche se probabilmente si è avvalso della guida del suo maestro, ritenuto l'autore del cartone – dà di sé ben altra prova rispetto ai primi incerti interventi sui lati brevi.

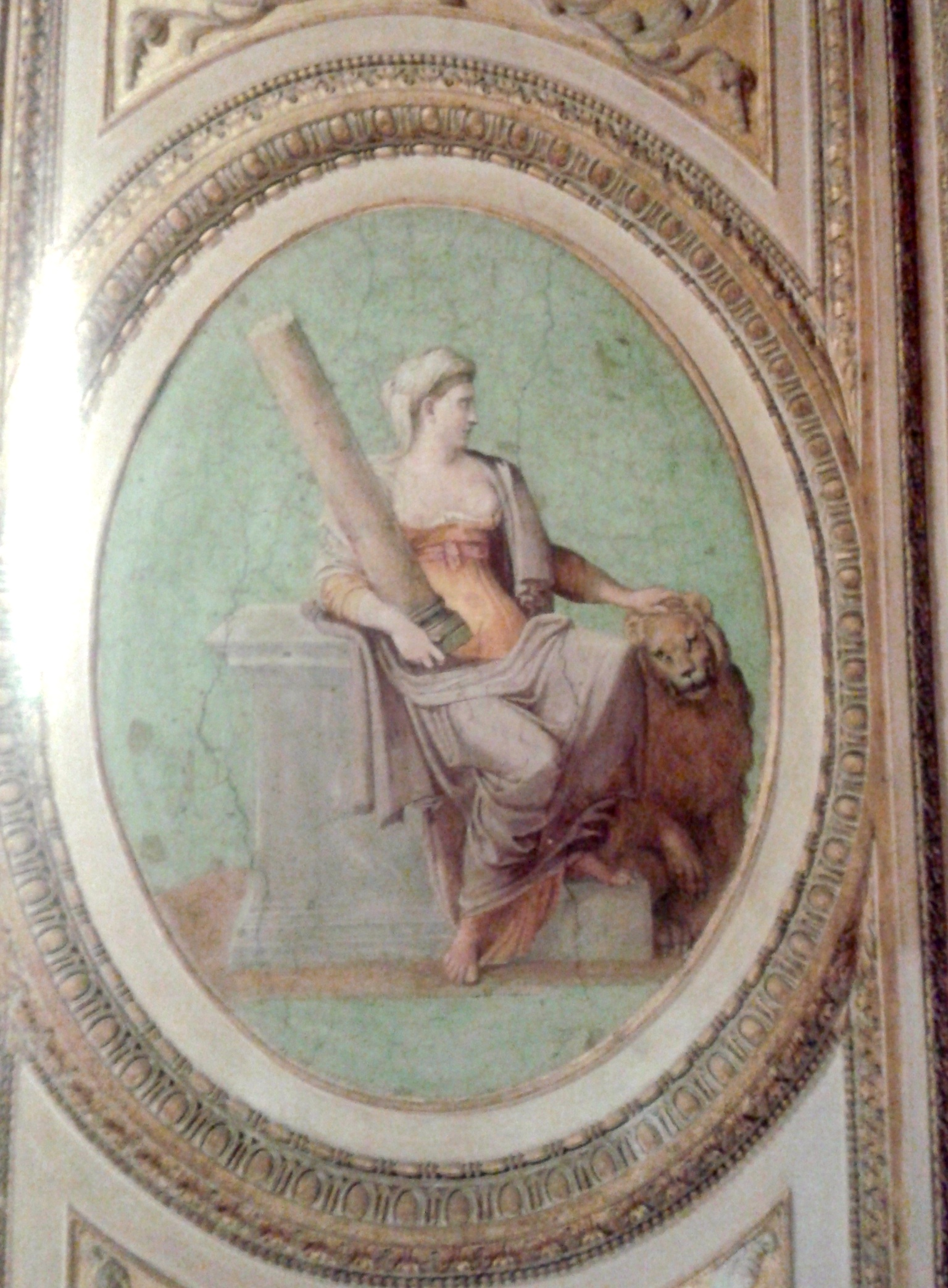
La Forza, dettaglio parete Est

La decorazione delle pareti lunghe prosegue con la rappresentazione di quattro figure di virtù, due per parete, collocate in un ovale all'estremità di ogni lato. Si tratta della Forza, della Carità, della Giustizia e della Temperanza.
Il Bellori assegna una particolare valenza iconografica alle quattro virtù. Per lo storico, infatti, ogni virtù andrebbe associata a ciascuna delle singole scene con Eros e Anteros agli angoli della volta. La coppia formata dalla singola virtù e dallo specifico episodio con Eros e Anteros suddividerebbe tutte le storie della Galleria in quattro classi di amori: amori sotto il dominio della Forza, amori sotto il dominio della Carità e così via per le restanti virtù.
La tesi del Bellori non ha goduto di particolare fortuna tra gli storici moderni – tanto più per coloro che ritengono il progetto iconografico delle pareti ideato in un momento successivo – anche se di recente essa è stata oggetto di un'importante rivalutazione. 

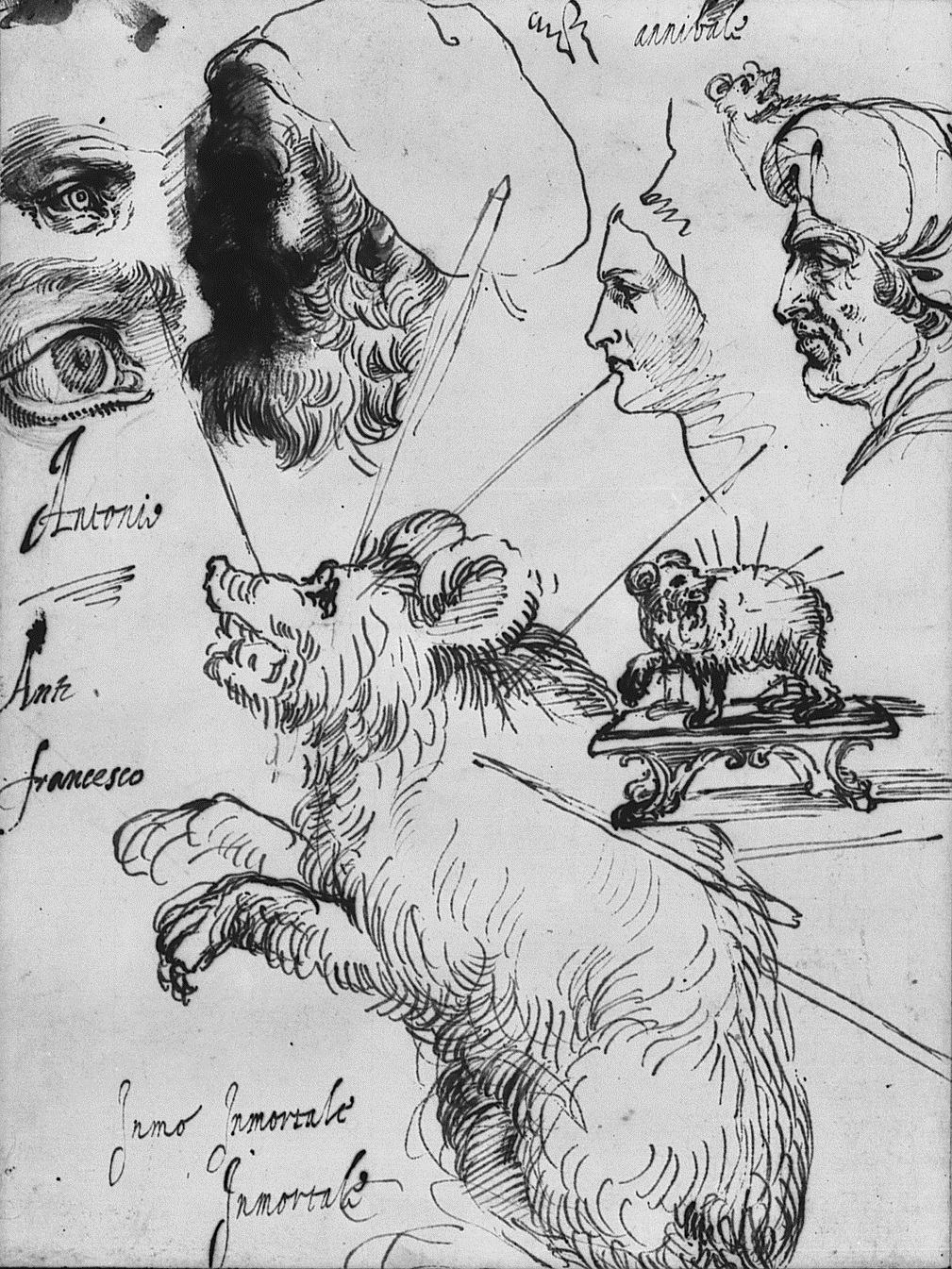
Lo studio di Agostino per l'impresa dei Carracci

Nel registro alto delle pareti lunghe, nello spazio inquadrato dai pilastri, vi sono, alternate a nicchie che ospitavano antichi busti in marmo (oggi ve ne sono delle copie), quattro piccole scene mitologiche per parete, per un totale di otto storiette, accomunate dal fatto di riferirsi a miti connessi alla nascita di costellazioni. Si tratta delle seguenti storie: Minerva e Prometeo, Arione e il delfino, Ercole e il drago, Ercole libera Prometeo, Mercurio e Apollo, Callisto trasformata in orsa, Diana e Callisto, Dedalo e Icaro.
I piccoli riquadri rammentano gli affreschi di Raffaello e bottega realizzati per una Loggia del Palazzo Apostolico in Vaticano, che in effetti erano stati integralmente riprodotti in incisione dal Lanfranco e il Badalocchio nel 1606.
Come dimostrato dallo studioso canadese John Rupert Martin (The Farnese Gallery) questi piccoli affreschi non sono in rapporto di continuità narrativa con il ciclo della Galleria, ma vanno connessi piuttosto alle imprese di quattro membri della stirpe dei Farnese che compaiono nella sala, ripetutamente su tutte e due le pareti, proprio sotto ognuna delle storiette. Sono le imprese del cardinale Alessandro, del duca Alessandro, del cardinale Odoardo e del duca Ranuccio.

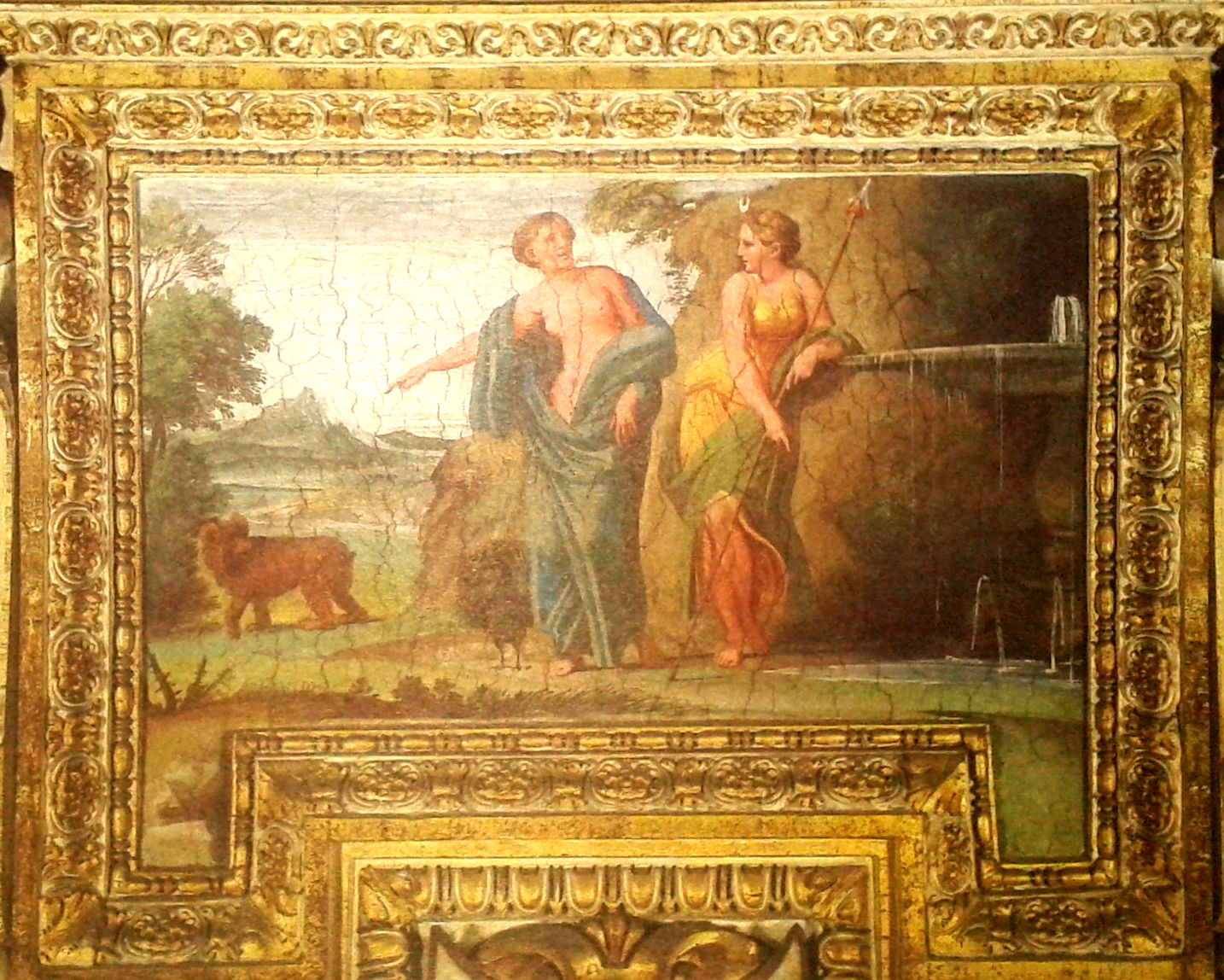
Callisto trasformata in orsa, parete Est

I due piccoli riquadri con Callisto, inoltre, ed in particolare quello in cui la ninfa è trasformata in un'orsa da Giunone, avrebbero anche un ulteriore e peculiarissimo significato, costituendo una firma criptica di Annibale e più in generale dei Carracci.
Come testimoniato tanto da Bellori quanto dal Malvasia, infatti, Agostino Carracci anni addietro aveva ideato un'impresa familiare costituita dalle sette stelle dell'Orsa Maggiore. Detta costellazione è nota anche (ora come allora) col nome di Grande Carro: l'impresa di Agostino in sostanza giocava sull'assonanza tra le parole Carro e Carracci (o Carraccio, come pure erano appellati i pittori bolognesi).
In merito all'ideazione dell'impresa di famiglia si conserva nella Royal Library di Windsor Castle un foglio di disegni in cui si vede un'orsa - allusiva all'omonima costellazione - trafitta da frecce e su cui compaiono i nomi di vari membri della famiglia Carracci e il motto Inmortale.
L'orsa che si vede su questo foglio (in particolare quella a destra su un piedistallo) è assai prossima a quella della storietta di Callisto vittima della gelosia di Giunone ed inoltre l'episodio raffigurato prelude, secondo il mito, proprio alla nascita della costellazione dell'Orsa, cui rimanda l'emblema familiare dei Carracci concepito da Agostino. Di qui la ritenuta funzione di questo quadretto quale firma allusiva della Galleria, opera che avrebbe davvero reso "inmortale" il nome di Annibale.

## Tecnica di realizzazione

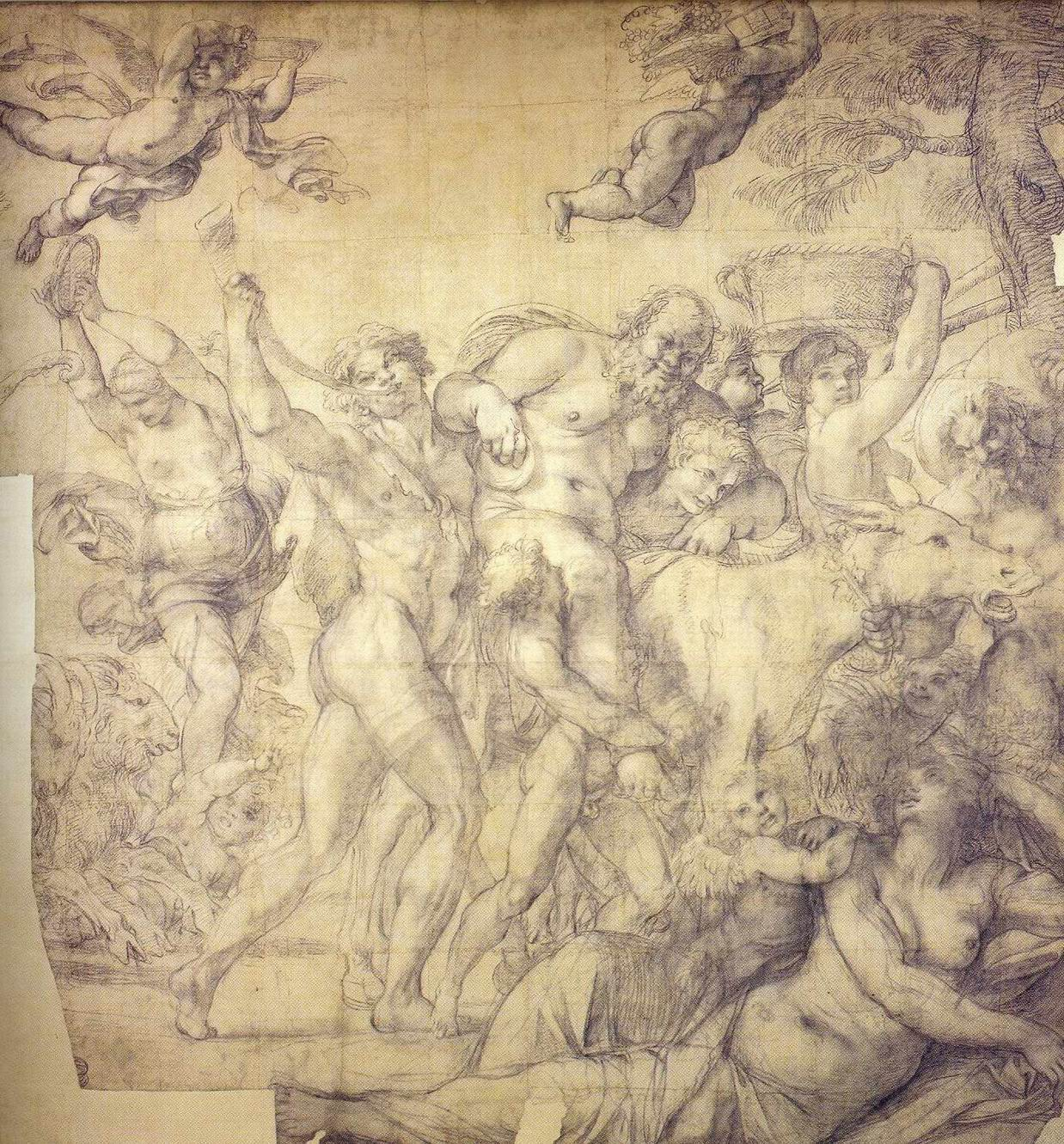
Parte del cartone del Trionfo di Bacco con il gruppo del Sileno, Urbino, Galleria nazionale delle Marche

Le storie della Galleria Farnese furono realizzate ad affresco con non poche rifiniture a secco.
Il ciclo fu progettato con cura da Annibale (e, in parte, da suo fratello Agostino), come dimostra l'amplissimo numero di disegni preparatori conservatisi (le due maggiori raccolte di tali disegni si trovano al Louvre e nelle collezioni di Windsor Castle).
La meticolosità con la quale Annibale progettò gli affreschi della Galleria è un'ulteriore testimonianza del recupero della grande tradizione rinascimentale italiana costituito dall'impresa di Palazzo Farnese, segnato dal rifiuto di quella prestezza esecutiva che il tardomanierismo raccomandava.
Ulteriore ripresa rinascimentale è data dall'utilizzo di una tecnica di stesura del colore, su ampia parte della superficie dipinta, puntinata, che esalta gli effetti di luce ed ombra. Accorgimento cui Annibale aggiunse, per una ancor più netta definizione dei chiaroscuri di alcune parti, il ricorso a fitti tratteggi che marcano le zone più in ombra, tecnica che verosimilmente mutuò dalla pratica incisoria, di cui sia lui che suo fratello furono tra i principali maestri del loro tempo.

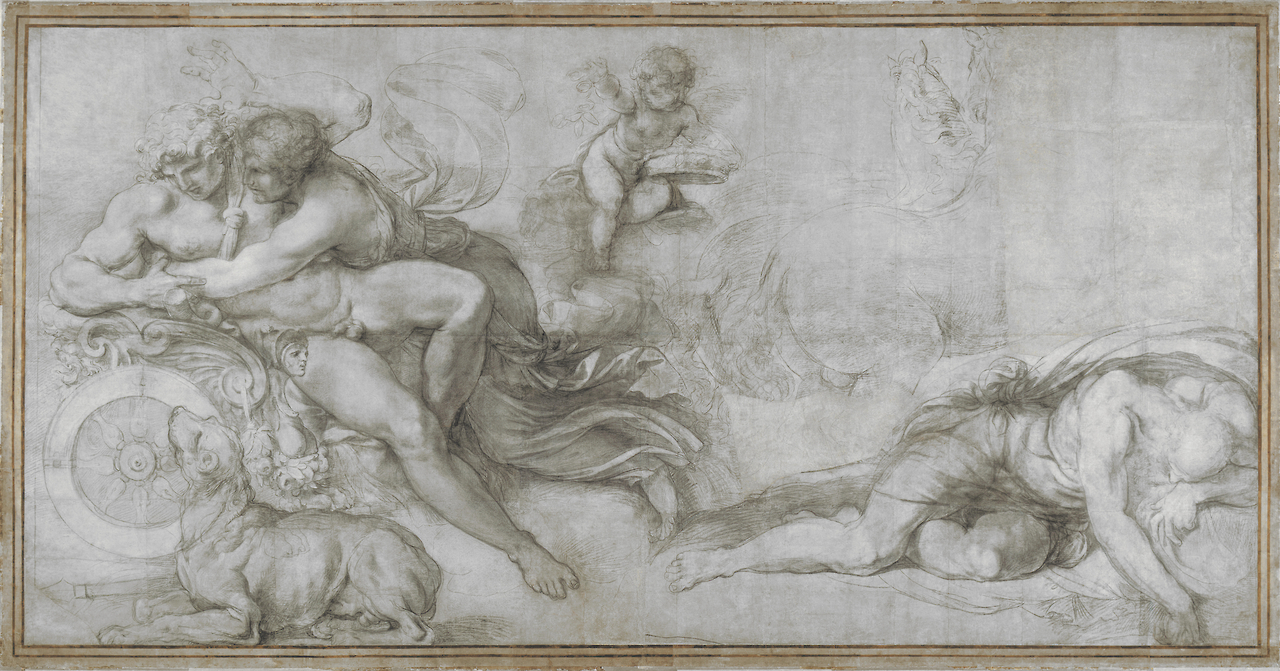
Il cartone di Aurora e Cefalo, National Gallery

L'efficace resa degli effetti luministici, d'altronde, è uno dei pregi riconosciuti dell'opera: la meticolosità con cui Annibale avrebbe studiato questo aspetto è testimoniata anche dal Bellori, a dire del quale il pittore avrebbe realizzato dei modelletti in creta delle scene da affrescare per rendere con la maggior verosimiglianza possibile gli effetti della luce che batte su una superficie (che si finge) tridimensionale.
La stesura del colore sui muri fu preceduta dall'applicazione di un disegno guida con la tecnica dello spolvero, mediante l'utilizzo di cartoni.
Gli unici cartoni della Galleria giunti sino a noi sono una parte di quello per il Trionfo di Bacco e Arianna (conservato nella Galleria nazionale delle Marche di Urbino) – relativa al gruppo del Sileno ebbro che incede a dorso di mulo – e quelli degli affreschi eseguiti da Agostino Carracci (autore anche dei cartoni), entrambi presso la National Gallery londinese.

## La fortuna critica degli affreschi della Galleria Farnese

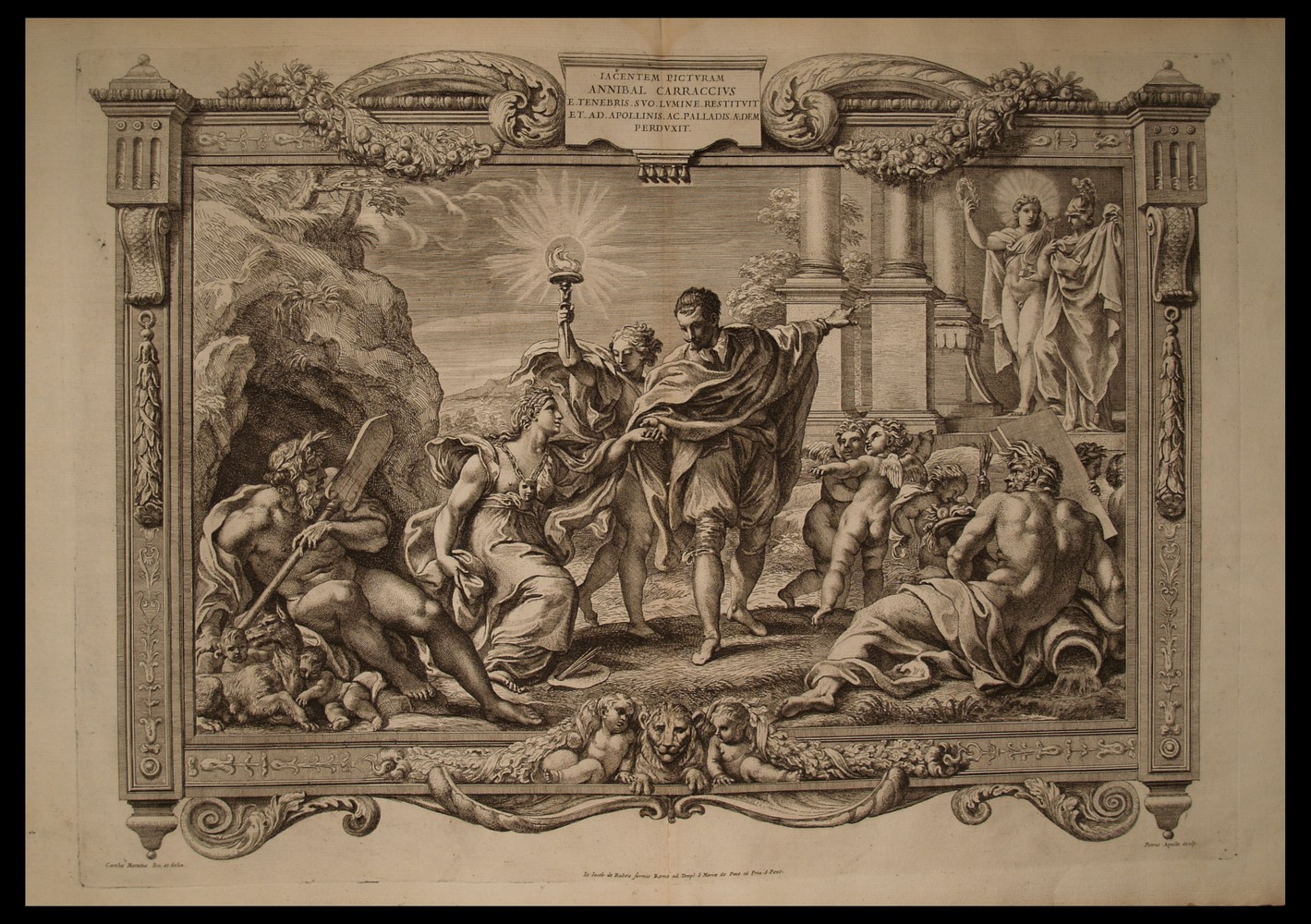
Pietro Aquila su disegno di Carlo Maratta, 1674, Allegoria di Annibale Carracci che risolleva le sorti della pittura, in "Galeria Farnesianae Icones"

Enorme fu la fortuna iniziale dell'impresa di Palazzo Farnese come si ricava in modo pressoché unanime dalle fonti antiche su Annibale Carracci.
Valgano per tutte queste parole del Bellori: «Ben puoi Roma gloriarti dell'ingegno e della mano di Annibale, quando in sua virtù rinnovossi in te il secolo d'oro della Pittura».
Anche le molteplici campagne di riproduzione grafica del ciclo farnesiano sono un eloquente segno del successo riscosso dall'opera. Le prime raccolte di incisioni tratte dalla Galleria furono patrocinate, tra il quarto e il quinto decennio del Seicento, dal cardinale Armand-Jean du Plessis de Richelieu, ambasciatore di Francia alloggiato in Palazzo Farnese, e furono eseguite da artisti suoi connazionali.

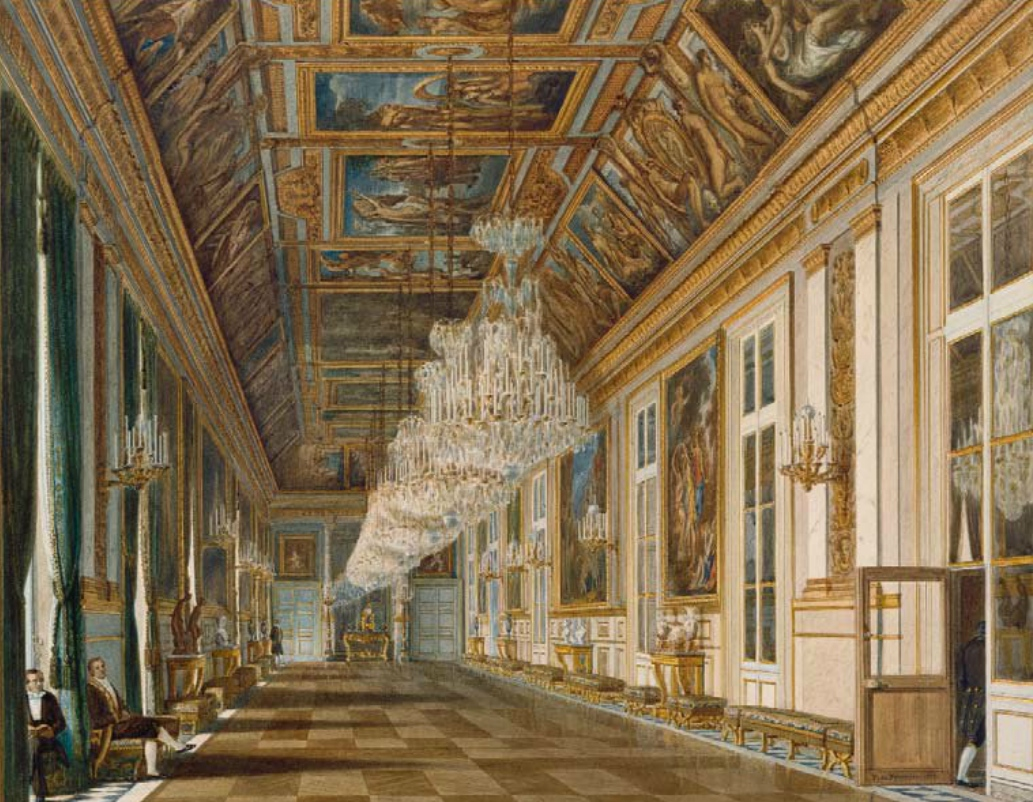
Jean Baptiste Fortuné de Fournier, La Galleria degli Ambasciatori nel Palazzo delle Tuileries, 1857, Parigi, Louvre, Cabinet des Dessins

Ancor più rilevanti furono le stampe di Carlo Cesi (1657) – le cui incisioni sono commentate dal Bellori – e di Pietro Aquila (1677). In quest'ultima, anteposta a quelle di traduzione, compare anche l'incisione con l'apoteosi di Annibale – ideata dal Maratta – che, affiancato dal Genio, prende per mano la Pittura e la conduce verso Apollo e Minerva (tutori delle arti). Altro chiaro segno della fama guadagnata al Carracci dal ciclo della Galleria.
Allo stesso tempo la cospicua diffusione di illustrazioni a stampa degli affreschi di Annibale contribuì a propagarne la fama in tutta Europa, al punto che, per decisione di Luigi XIV, Charles Le Brun e Nicolas Poussin furono incaricati di curarne la copia integrale allo scopo di creare una riproduzione esatta della Galleria Farnese nel Palazzo delle Tuileries a Parigi.
Questo primo progetto non andò in porto, ma poco dopo una seconda équipe di pittori francesi realizzò un’ampia serie di copie degli affreschi farnesiani che vennero utilizzate per decorare un ambiente dello stesso Palazzo reale parigino, cioè la Galleria di Diana (o degli Ambasciatori).
Con gli anni, tuttavia, tra la fine del Settecento e per gran parte dell'Ottocento, la complessiva fortuna critica di Annibale Carracci, e con essa quella della Galleria Farnese, calò di molto offuscata dall'accusa di eclettismo.

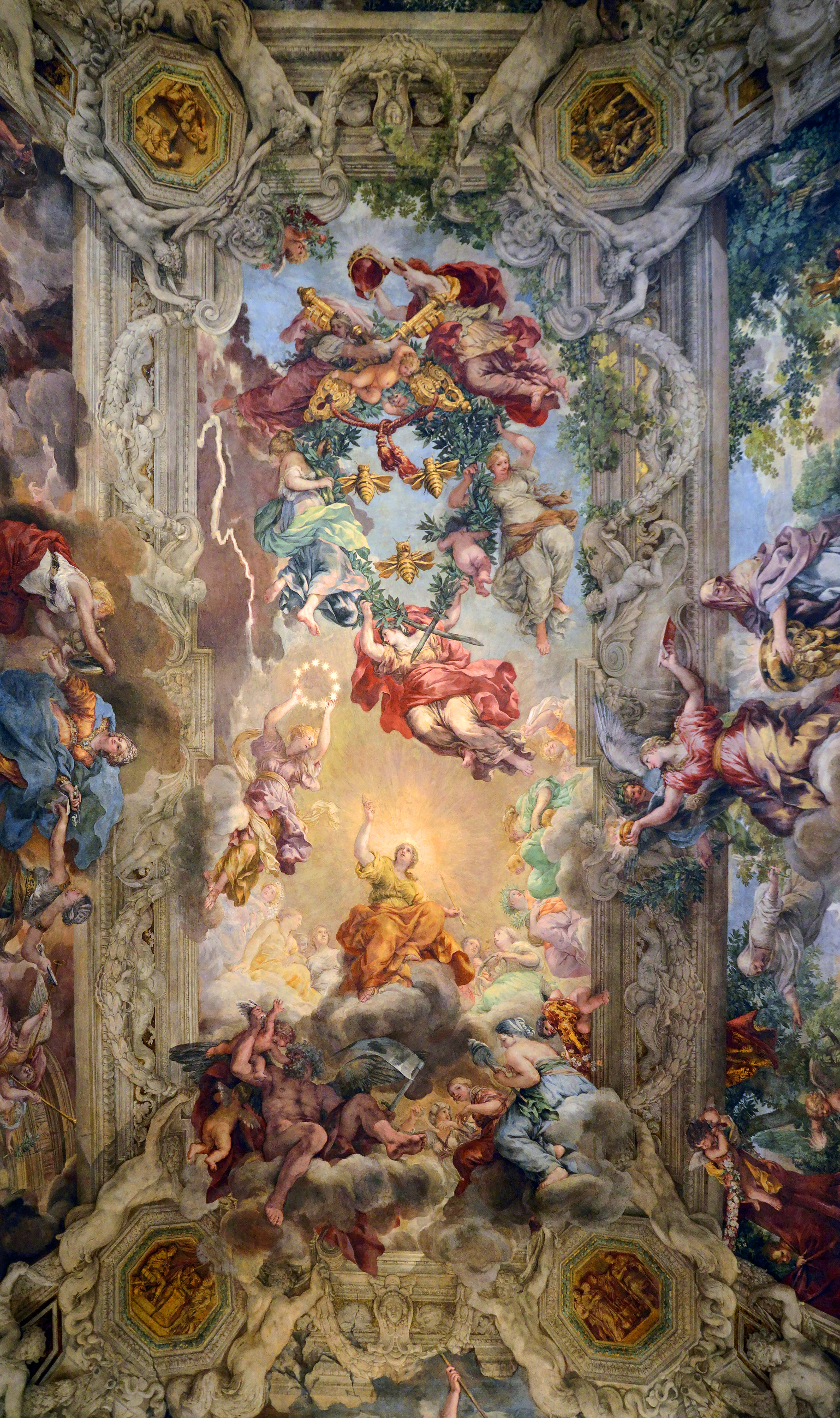
Pietro da Cortona, Trionfo della Divina Provvidenza, 1632-38, Roma, Palazzo Barberini

Il recupero critico degli affreschi farnesiani, e del valore artistico di Annibale in generale, si ebbe solo nel Novecento a partire dal pionieristico studio di Hans Tieze (1906), consolidato dall'importante contributo di Denis Mahon (1947).
Ulteriori studi di grande rilievo sulla decorazione di Palazzo Farnese furono la ponderosa analisi di John Rupert Martin (1965) e quelli di Charles Dempsey, mentre, nel 1971, Donald Posner dava alle stampe la sua monografia su Annibale Carracci, il primo studio sistematico moderno (e tuttora l'unico) sull'intera opera del pittore.
Tra gli studiosi italiani Giuliano Briganti, Roberto Zapperi e più recentemente Silvia Ginzburg hanno fornito, pur nella diversità di opinioni, cospicui apporti conoscitivi sugli affreschi della Galleria Farnese.
L'approdo di questo percorso di studi ha evidenziato come in quest'opera Annibale abbia saputo creare un ponte tra passato e futuro: ha recuperato la tradizione dei giganti del Rinascimento italiano, ormai inaridita nelle ultime stagioni manieristiche, dove da quei grandi magari si attingevano soluzioni stilistiche ma non si era più in grado di coglierne l'essenza creativa, e allo stesso tempo ha gettato le basi di un nuovo linguaggio artistico: il barocco.
Capolavori della pittura barocca quali, per limitarsi ad un esempio celeberrimo, la decorazione di Palazzo Barberini di Pietro da Cortona sono in riconosciuto debito con gli affreschi farnesiani. Lo stesso può dirsi dei ripetuti omaggi alla Galleria Farnese che si riscontrano nell'opera di Gian Lorenzo Bernini, massimo scultore barocco.
Allo stesso tempo sui muri di Palazzo Farnese Annibale Carracci portò a compimento il progetto di creare un linguaggio pittorico italiano, riducendo ad unità le tante vie percorse dalle scuole locali del Nord e del Centro Italia, fondendo, per dirla con l'Agucchi, il finissimo disegno romano con la bellezza del colorito lombardo.
Per queste ragioni, per la bellezza delle pitture, per l'inventiva, per la superba maestria tecnica, negli affreschi della Galleria Farnese si riconosce un testo di capitale importanza nella storia dell'arte europea, meritevole di un posto nel pantheon delle più grandi imprese artistiche di ogni tempo.

## Sculture antiche riprese negli affreschi della Galleria
Come osservato sono molte le antiche statue citate negli affreschi della Galleria: non poche di esse appartenevano agli stessi Farnese ed alcune erano collocate proprio nell'ambiente del palazzo che ospita le pitture di Annibale.
La cospicua ripresa di questi antichi modelli scultorei ha con ogni probabilità un sottotesto più complesso della sola individuazione di un campionario di esempi stilistici per la creazione delle divinità che abitano la volta. In realtà, sui muri della Galleria Farnese Annibale, nei suoi dipinti pieni di luce e colore, dove gli dèi dell'Olimpo si affannano, gioiscono e si disperano sotto il dominio dell'amore, ha riportato alla vita quei marmi, bellissimi ma freddi, giunti dal passato. In ciò riecheggia il tema del Paragone, cioè della competizione tra pittura e scultura: Annibale, naturalmente partigiano della prima, volle qui dare un saggio della "superiorità" della sua arte sulla scultura, capace, la pittura, di dare anima ed affetti a ciò che è inanimato.
Forse proprio per questo gli affreschi farnesiani piacquero così tanto al giovane Bernini: lo scultore, che di Annibale (forse millantando) si dichiarò discepolo, volle dare la sua risposta nella sfida tra le arti. Già nelle sue opere d'esordio - alcune delle quali dedicate a temi non distanti da quelli della Galleria - Gian Lorenzo riuscì a dare alle sue statue quella vita e quella passione che il pittore venuto da Bologna aveva messo in scena sulla volta Farnese.
Seguono le immagini delle sculture riprese negli affreschi della Galleria.

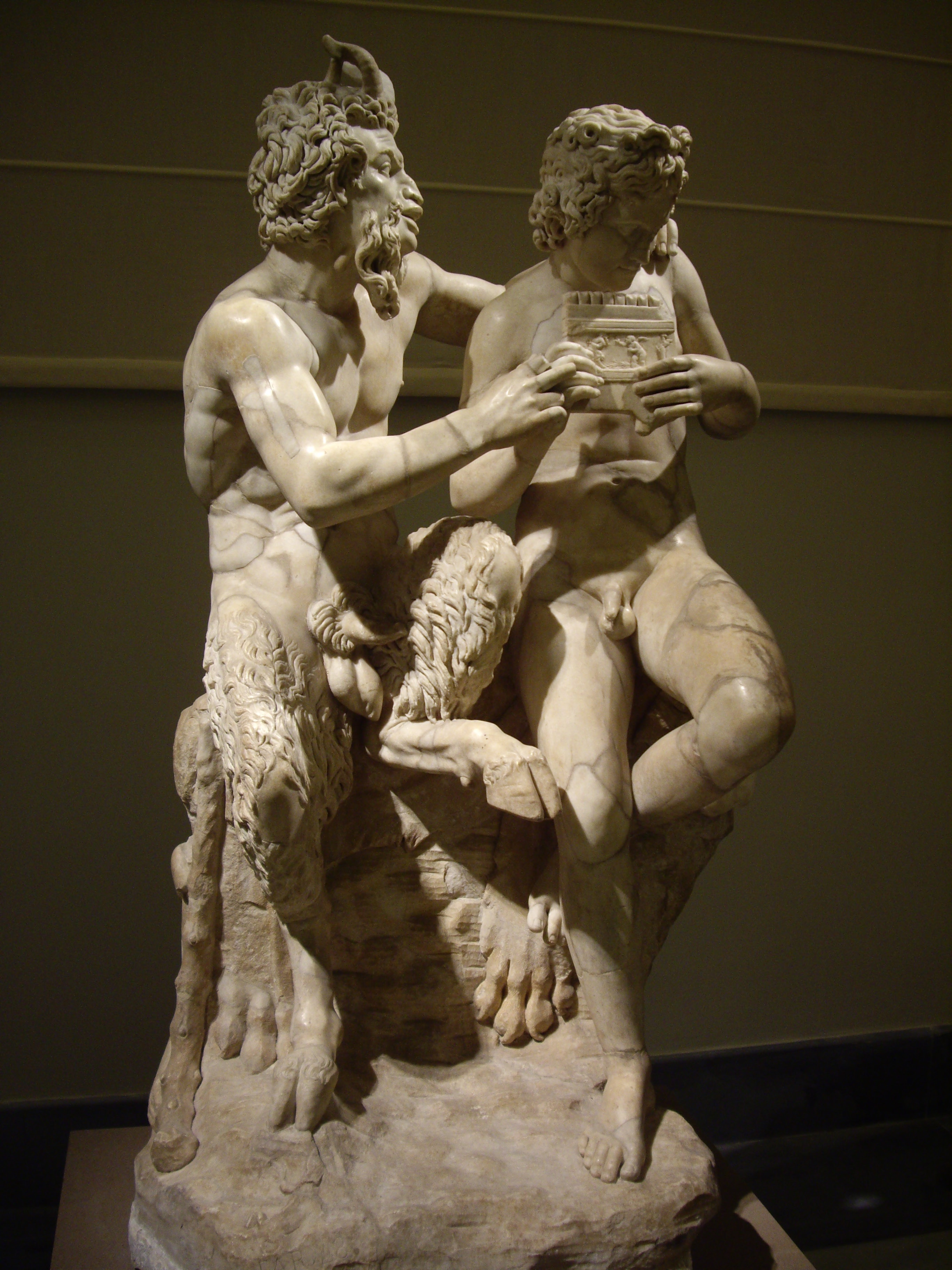
Pan e Dafni, MANN
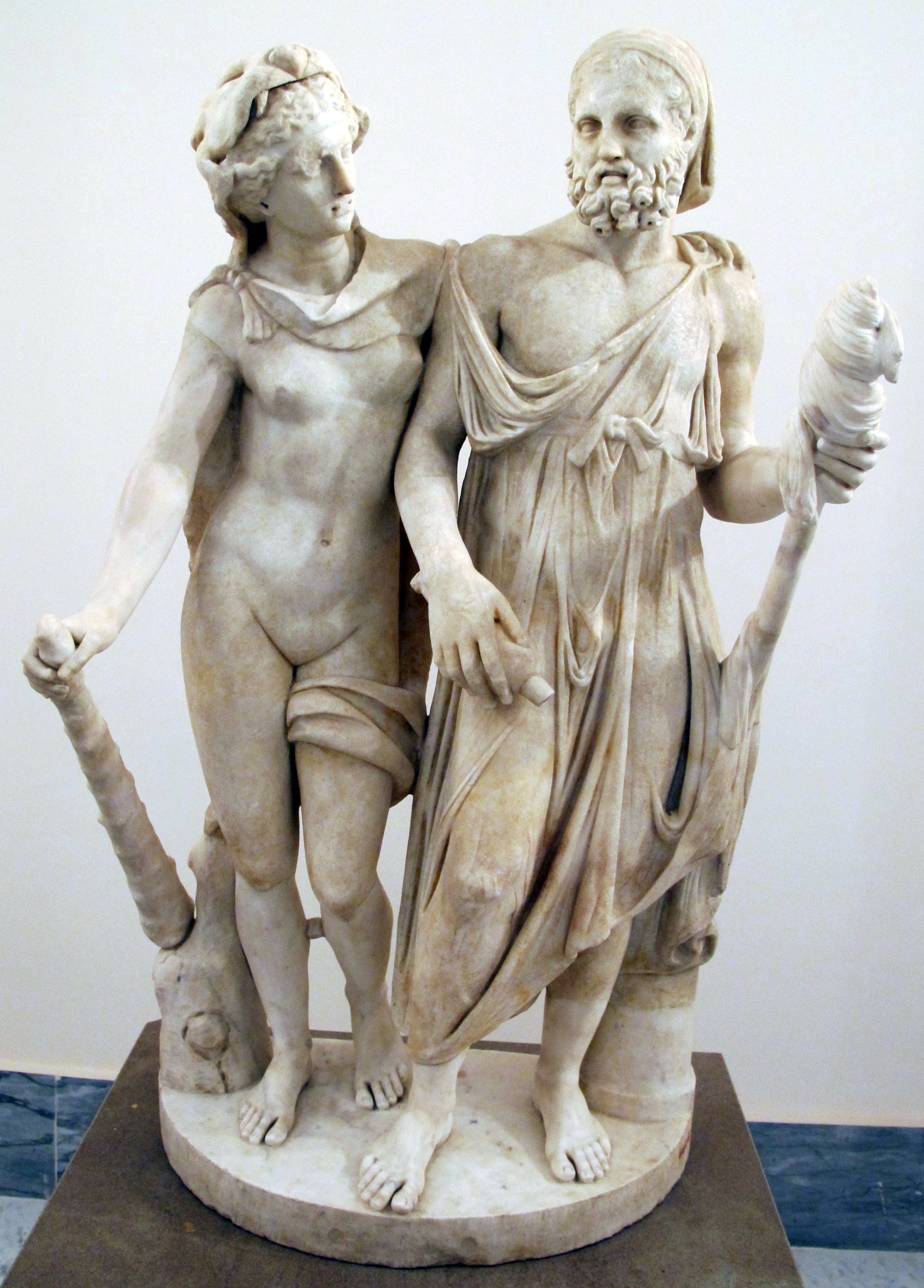
Ercole e Onfale, MANN
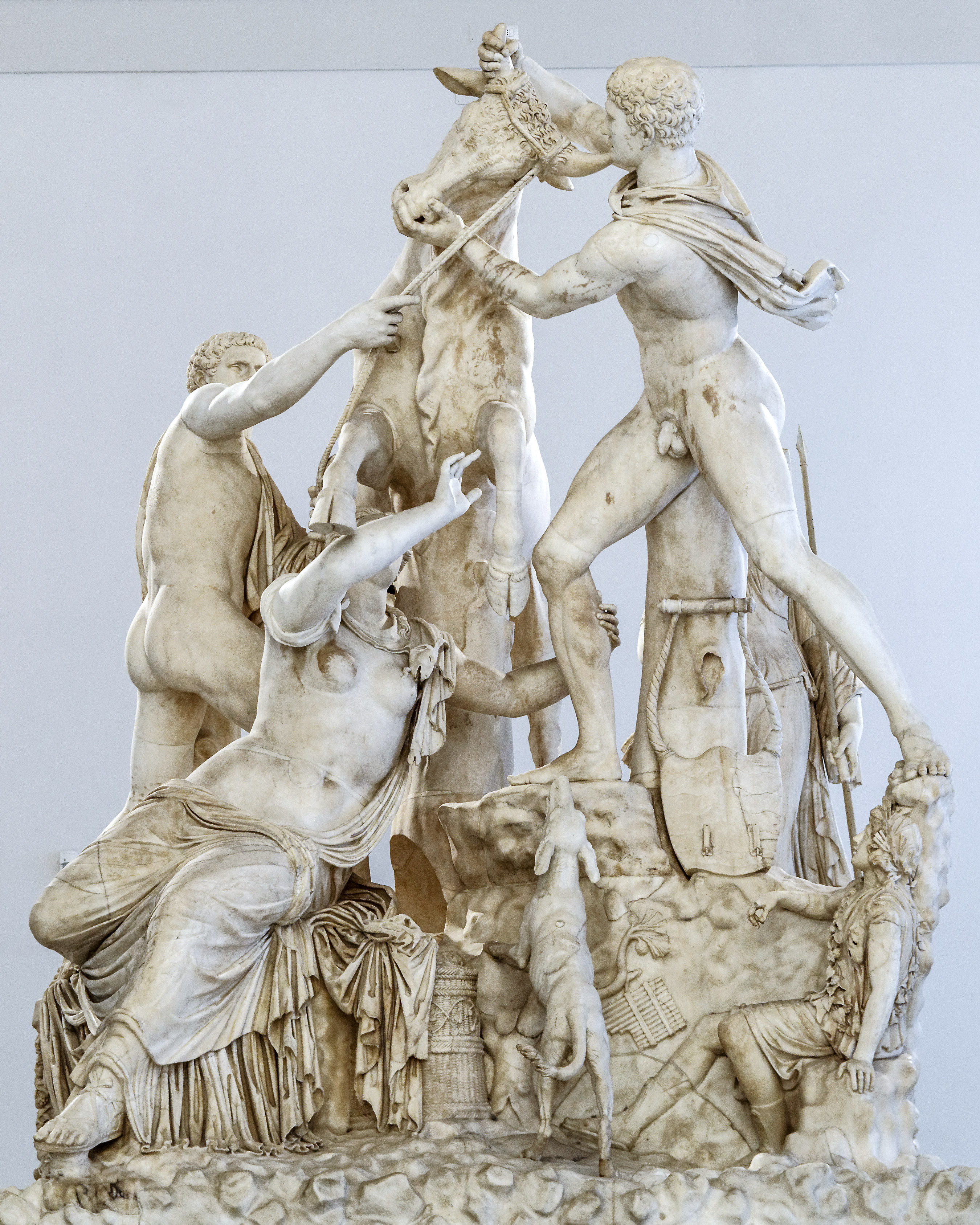
Toro Farnese, MANN
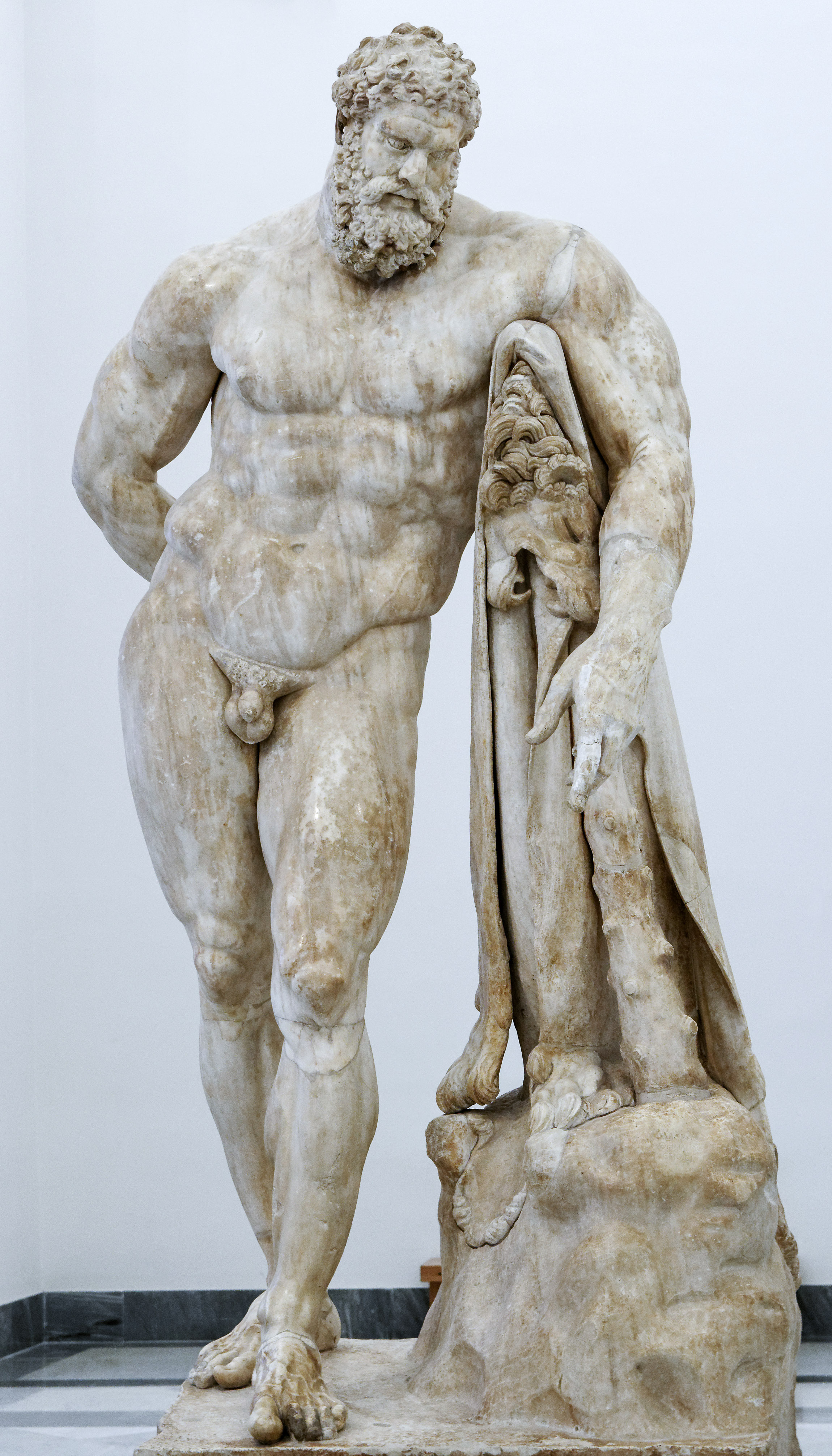
Ercole Farnese, MANN
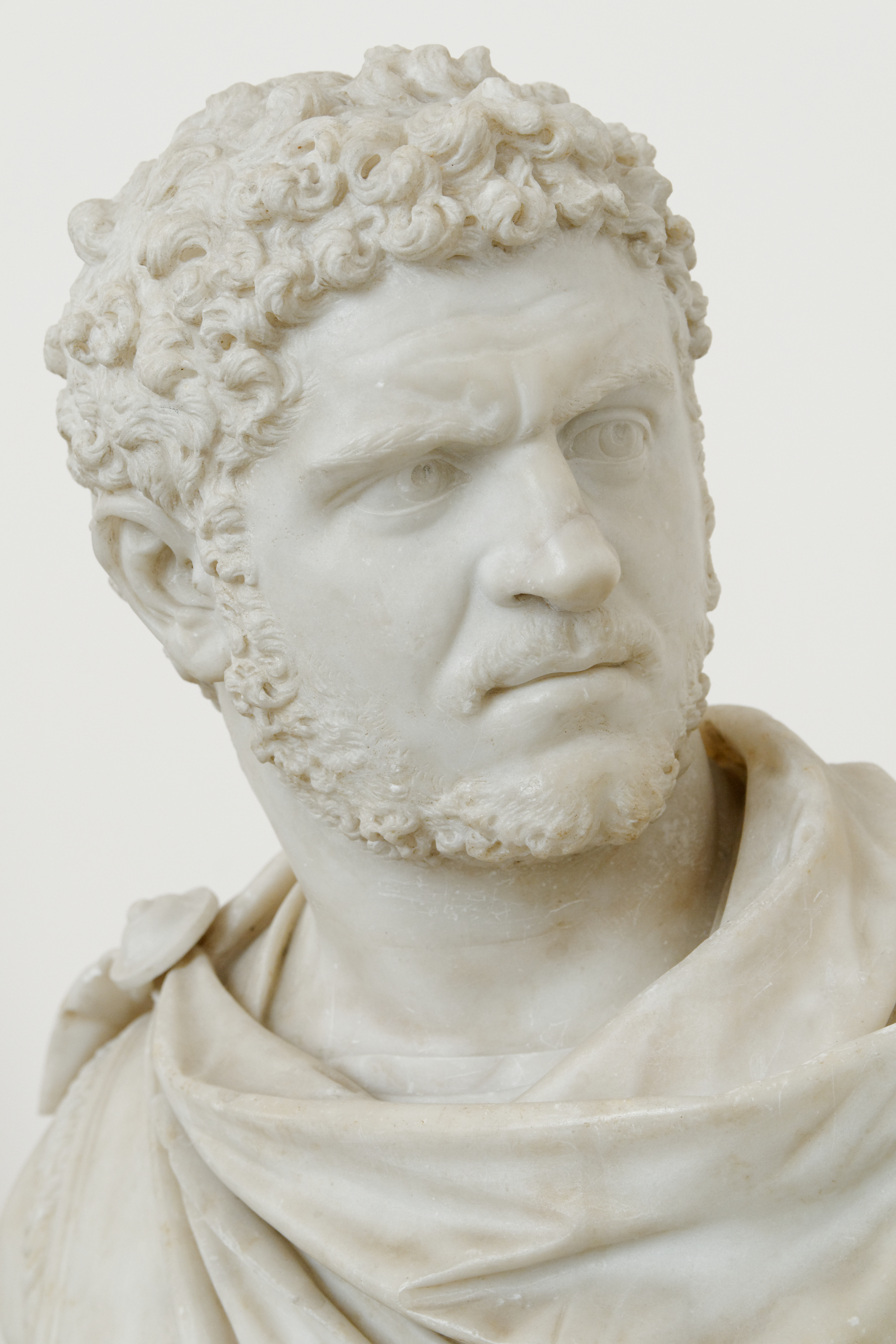
Busto ritratto di Caracalla, MANN
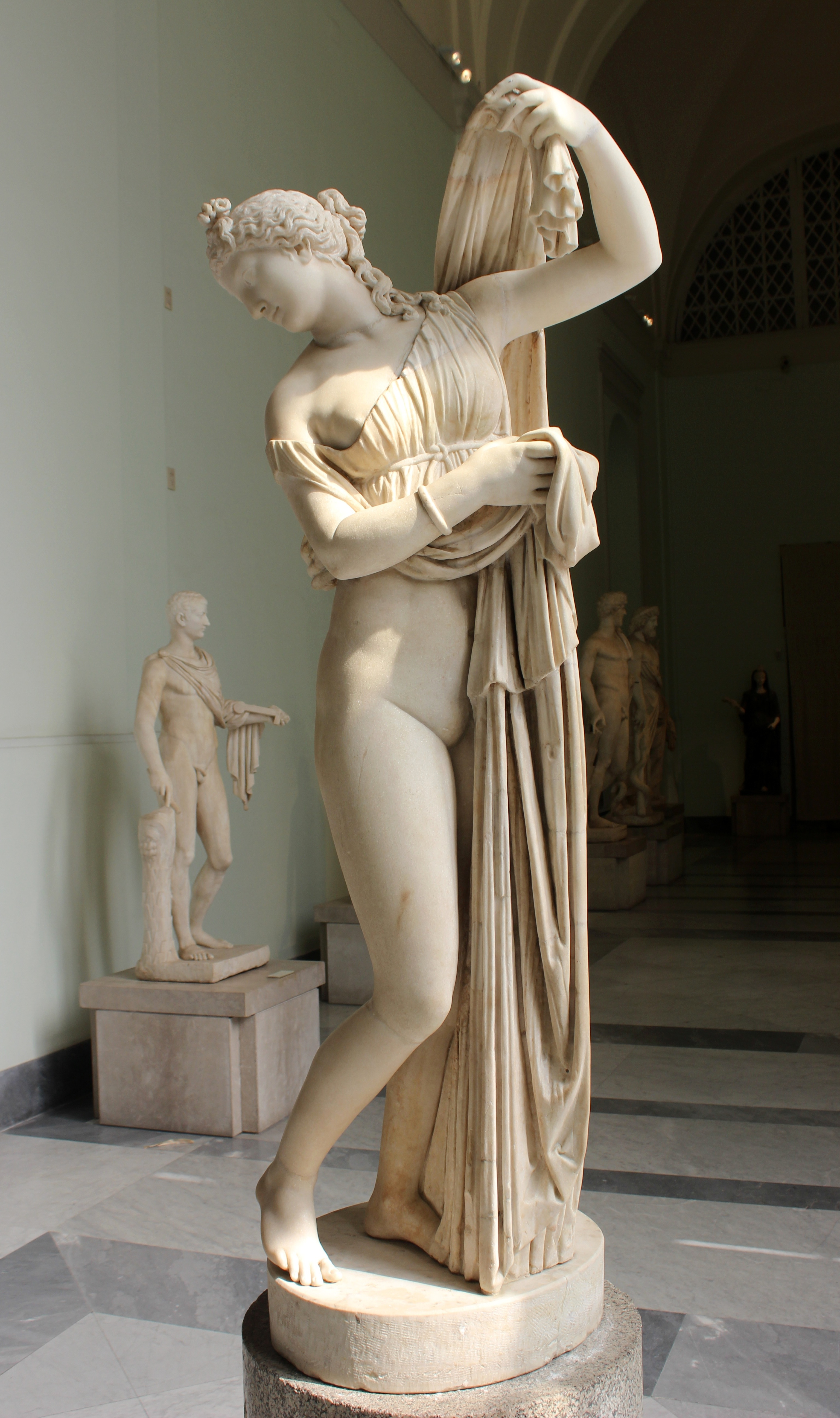
Venere Callipigia, MANN
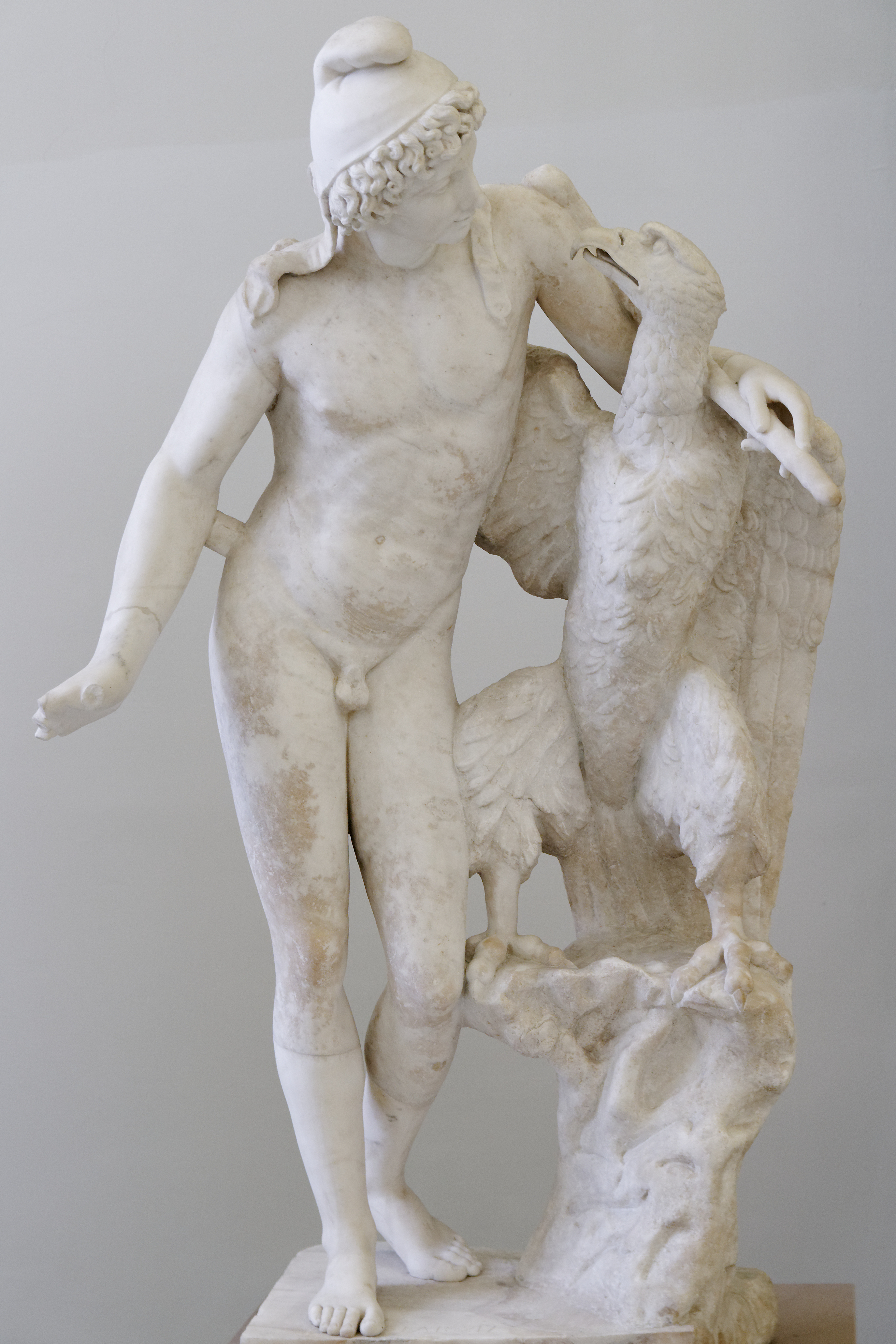
Ganimede e Giove, MANN
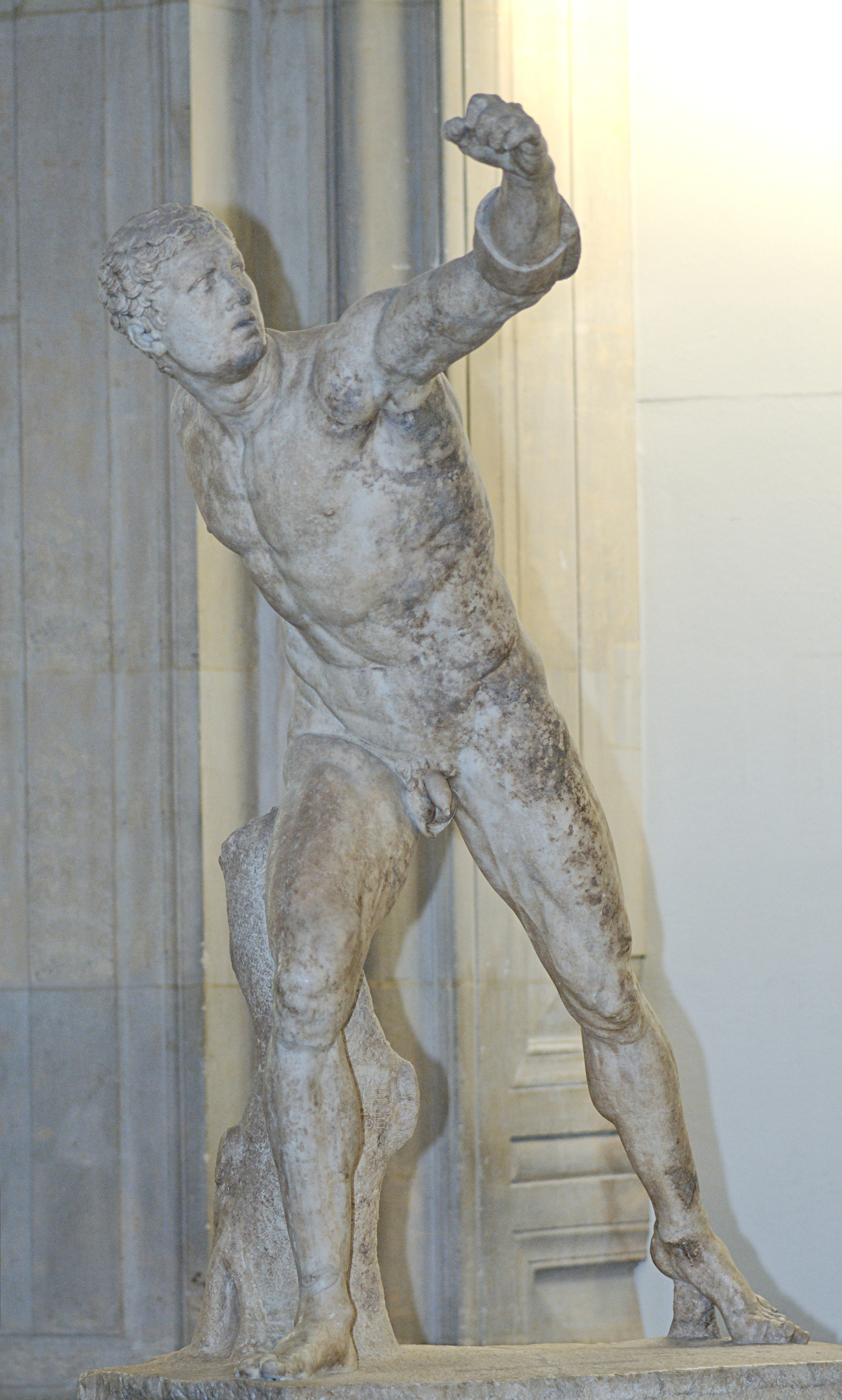
Gladiatore Borghese, Louvre
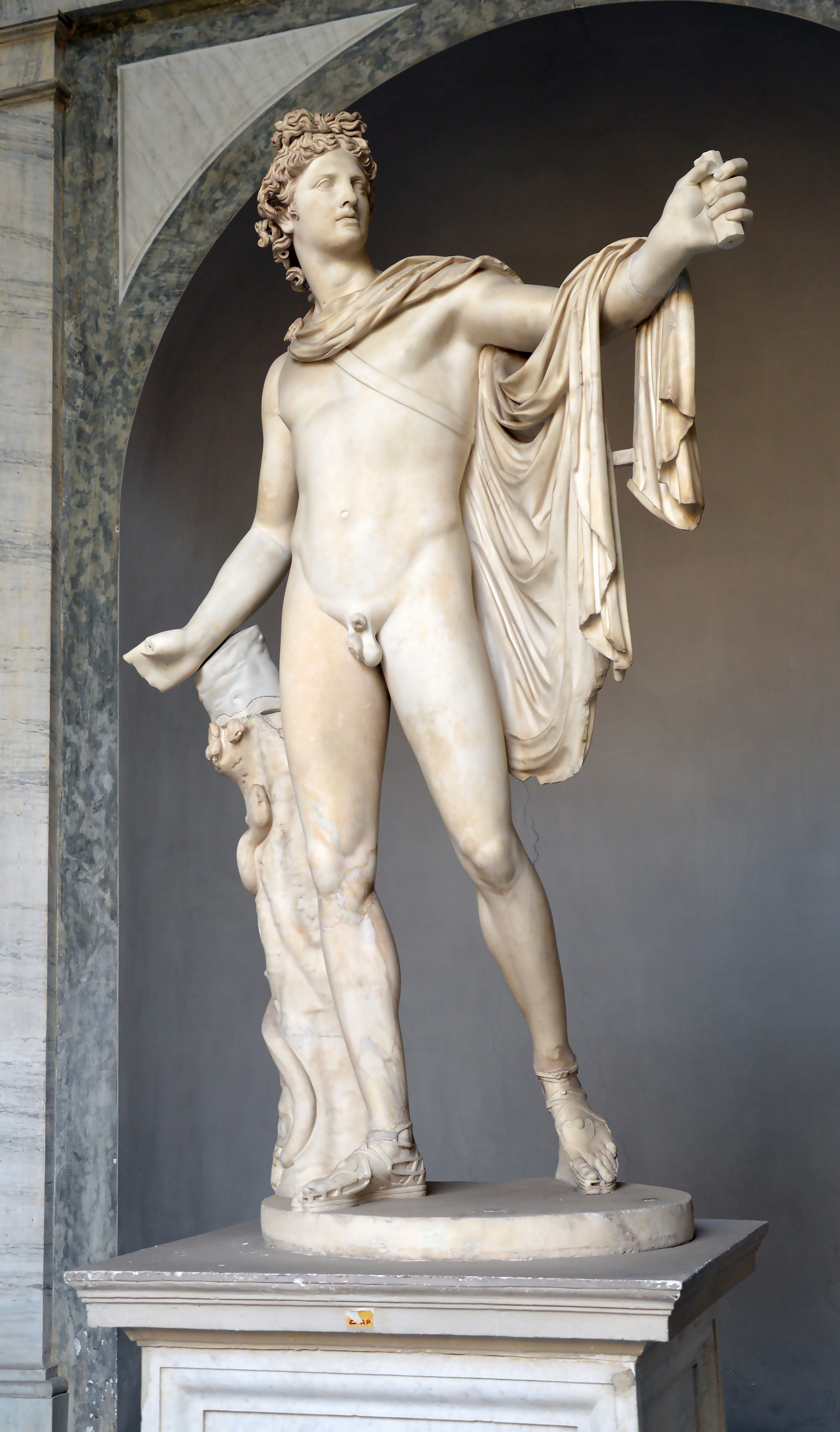
Apollo del Belvedere, Musei Vaticani
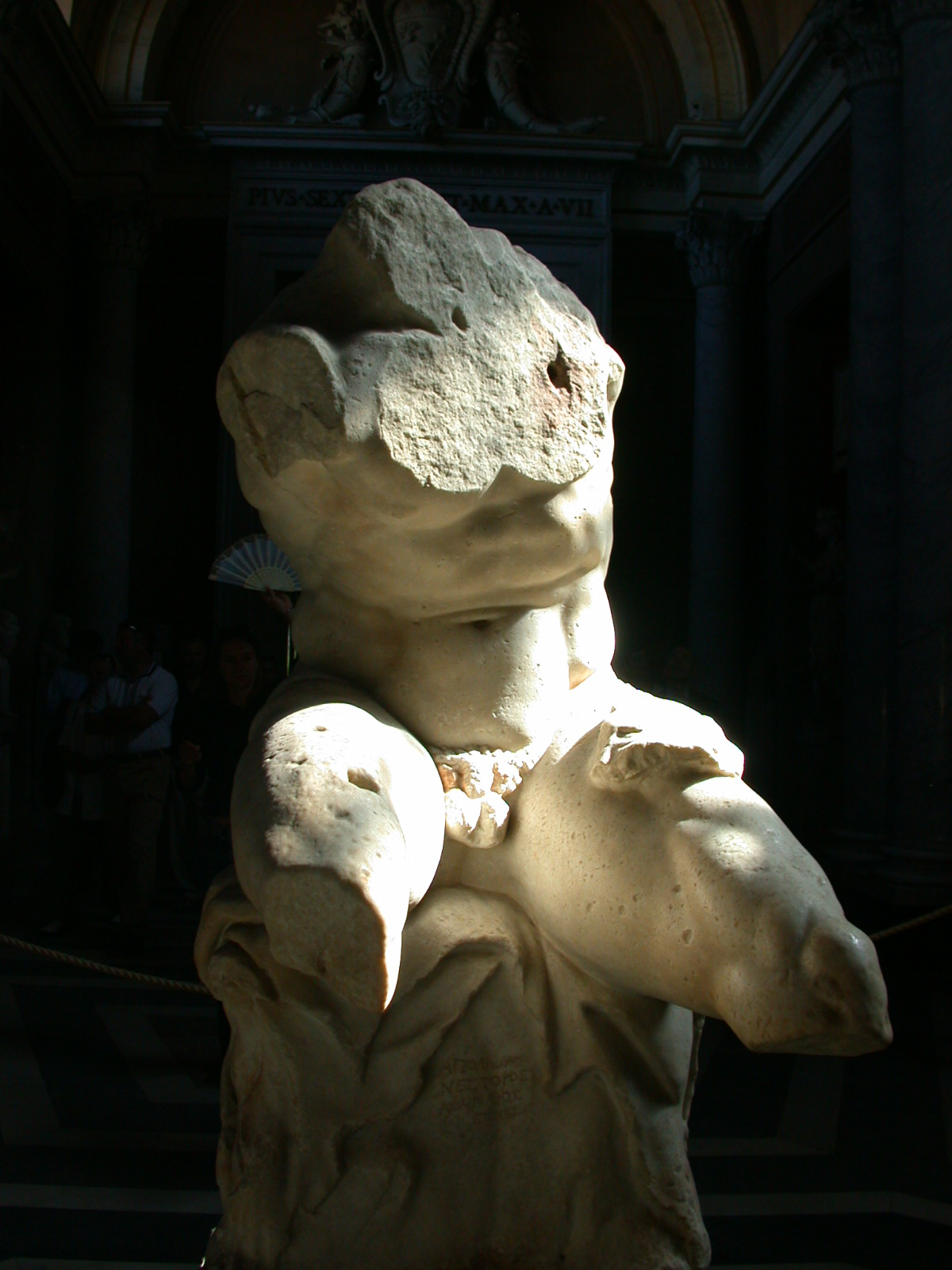
Torso del Belvedere, Musei Vaticani
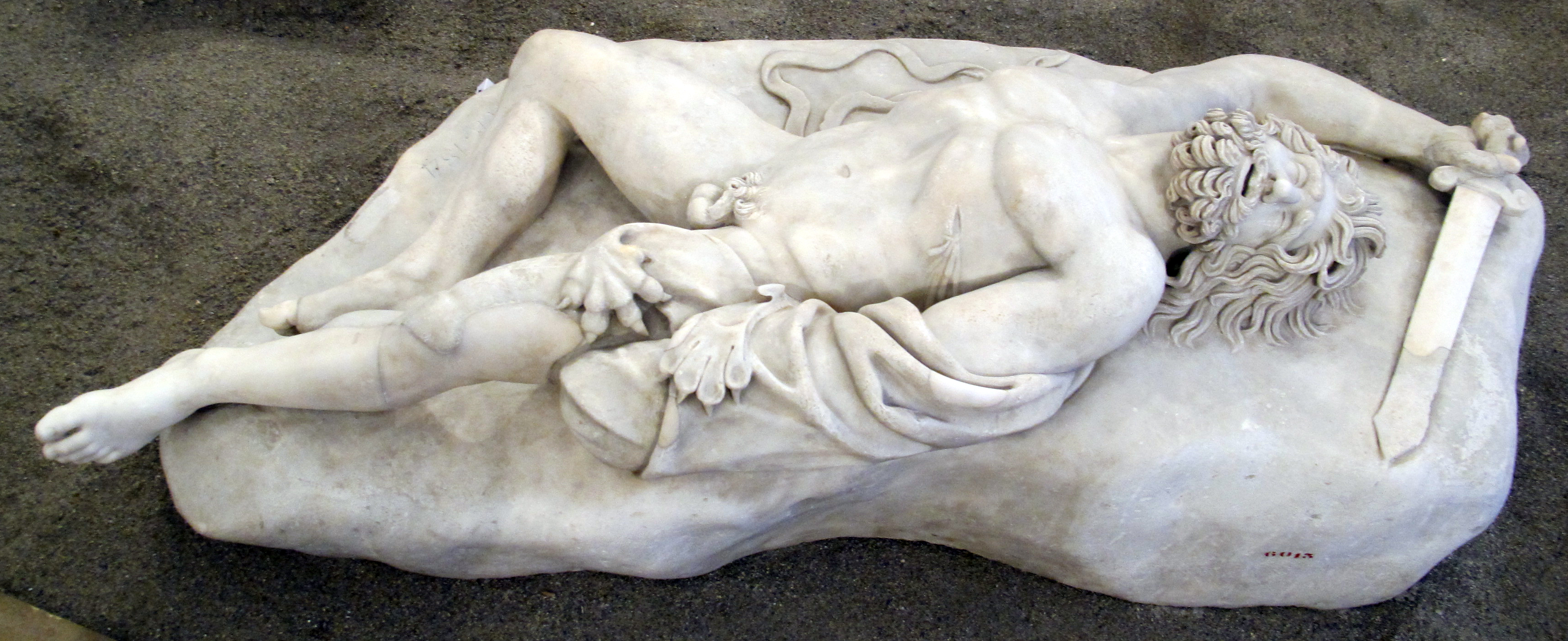
Gigante caduto, MANN
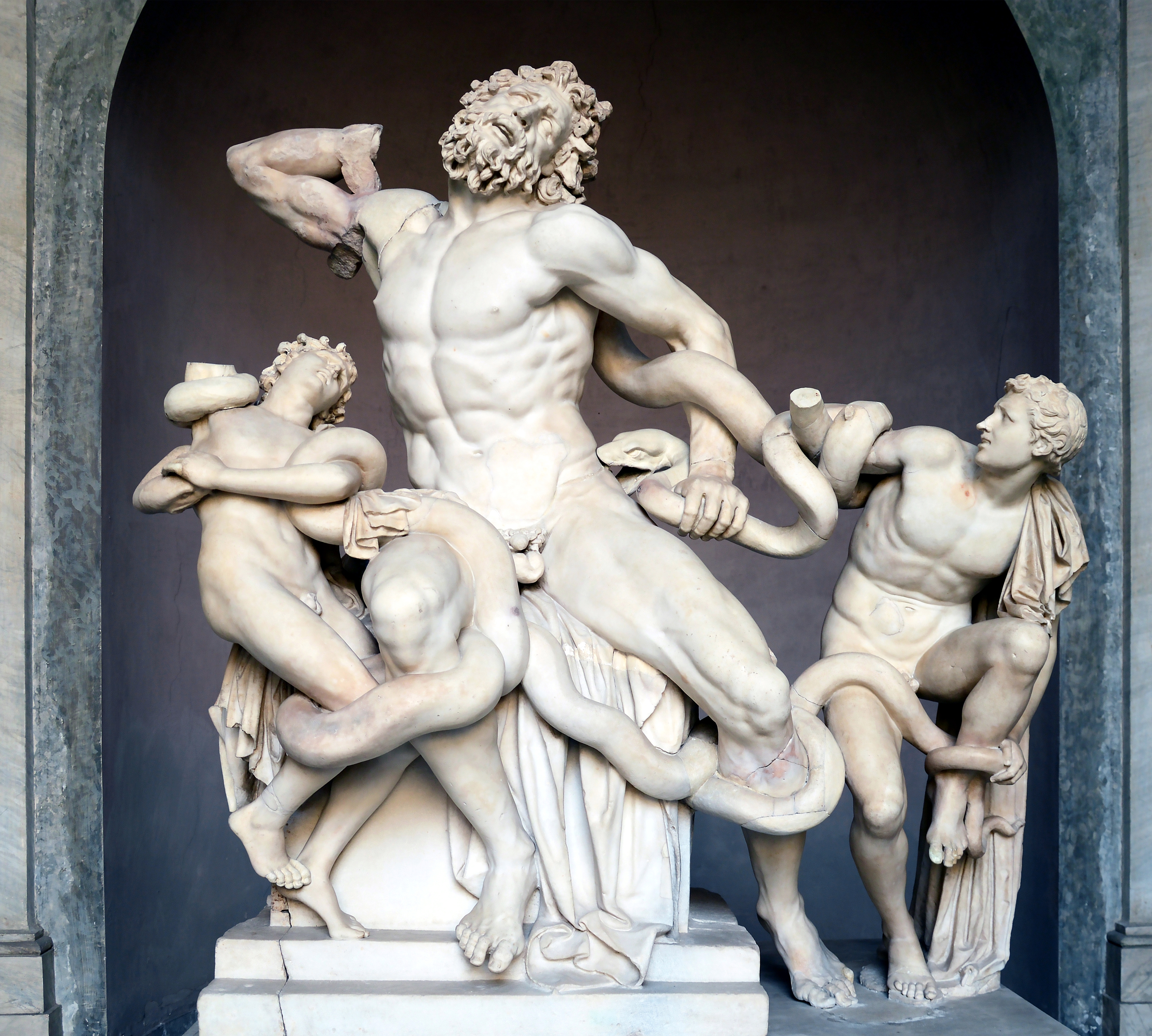
Laocoonte, Musei Vaticani
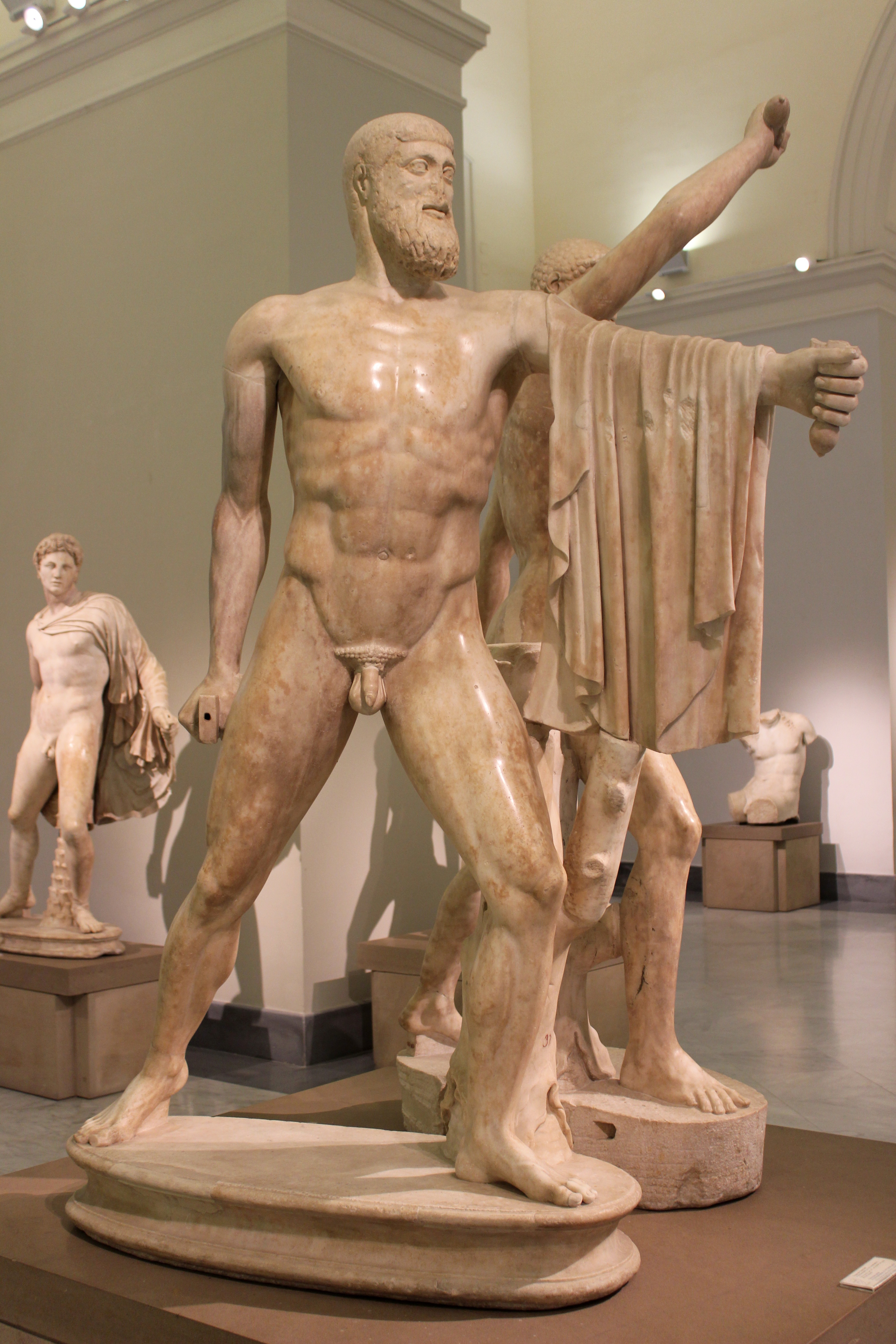
Gruppo dei Tirannicidi, MANN
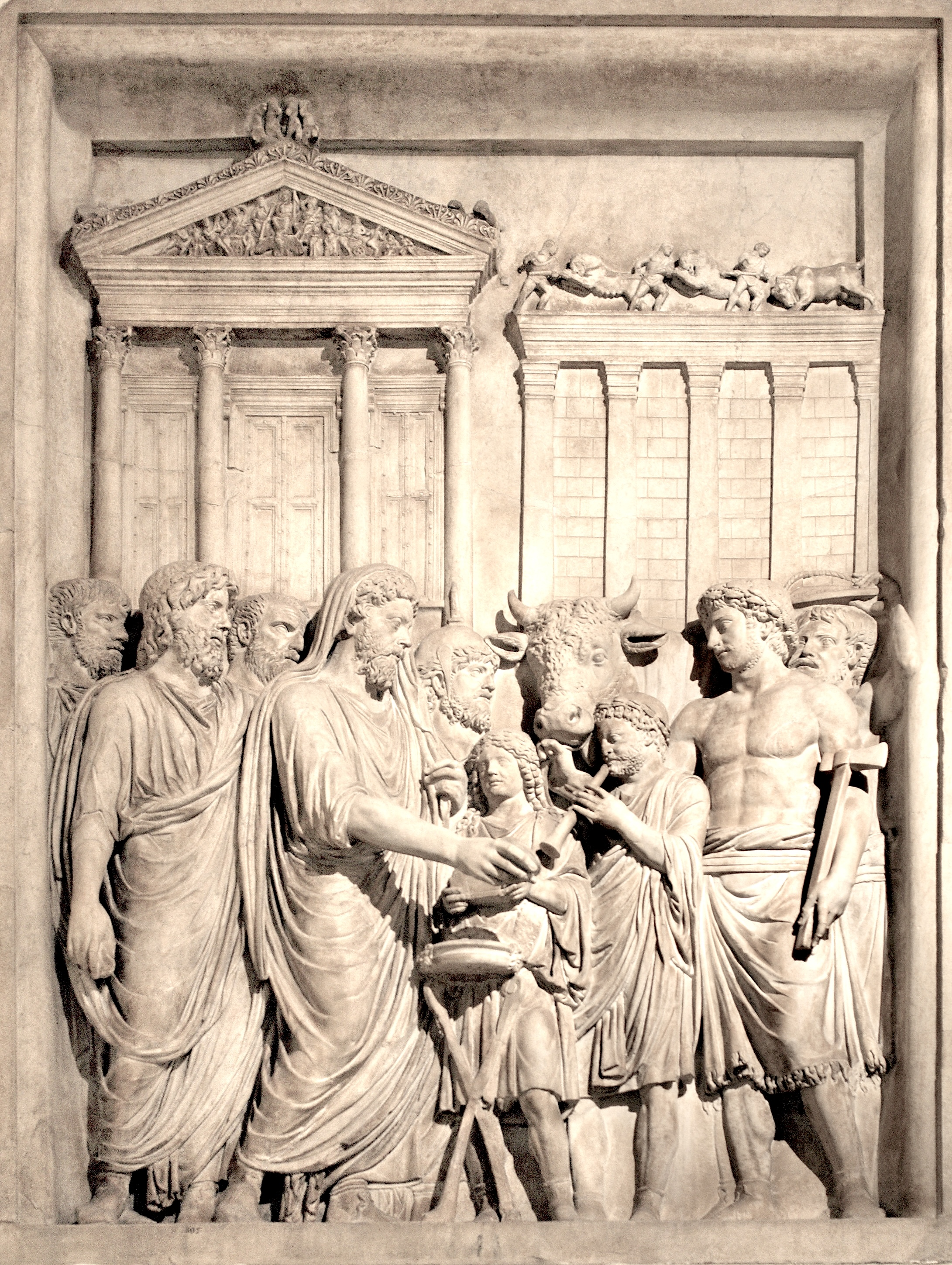
Marco Aurelio compie un sacrificio, Musei Capitolini
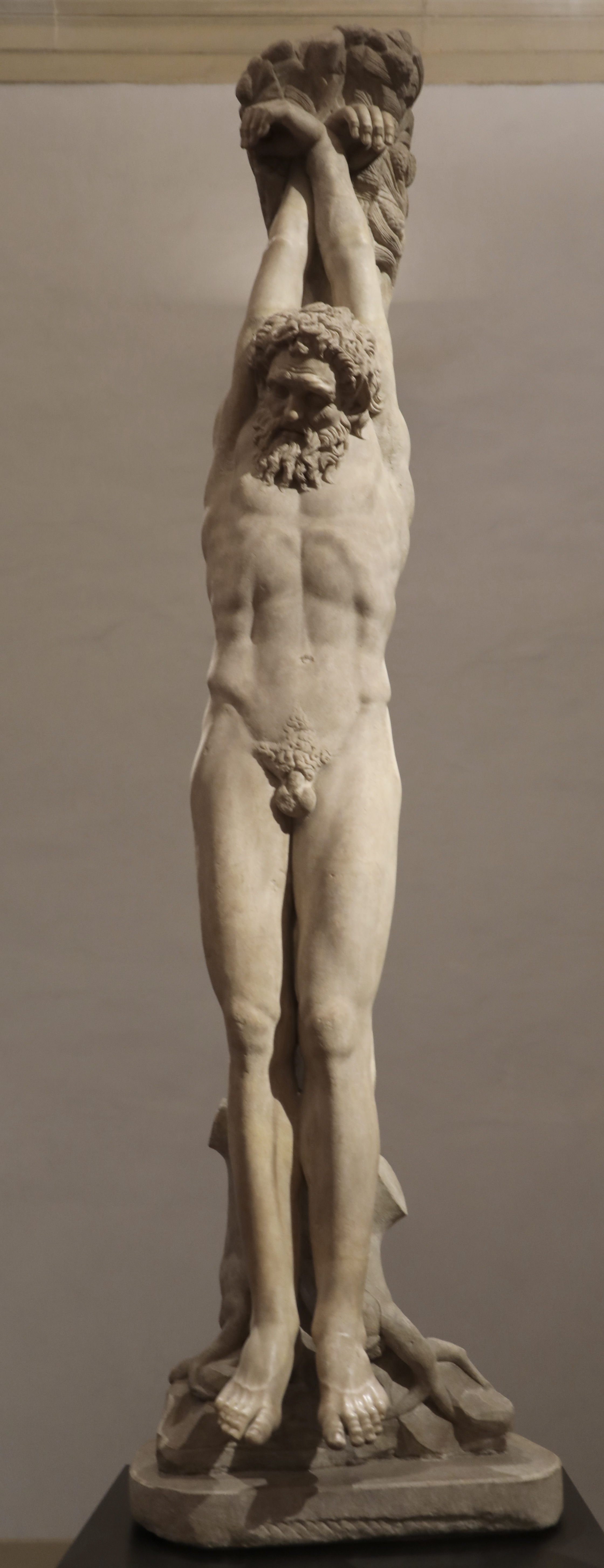
Marsia bianco, Uffizi
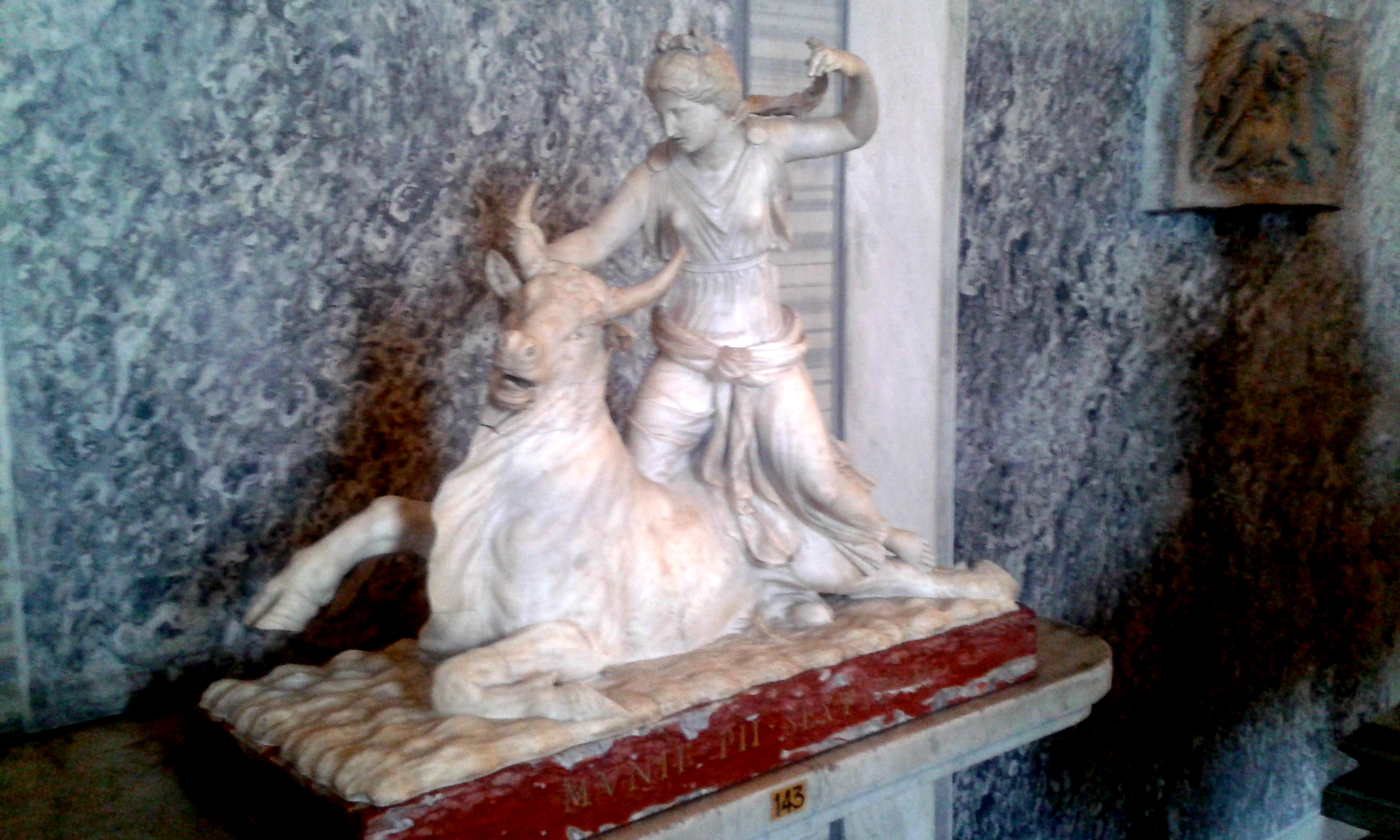
Nike tauroctona, Museo Pio-Clementino